# Salto (Uruguay)
Pour les articles homonymes, voir Salto.
Salto est la deuxième plus grande ville d'Uruguay, siège d'une municipalité et la capitale du département de Salto. Située au nord-ouest du pays, à 498 km de la capitale Montevideo, cette cité historique fondée en 1756 est une ville fluviale établie sur la rive gauche du río Uruguay. Son port encore actif y occupe un site de méandre face à la ville argentine de Concordia que l'histoire et la culture unissent et dont les relations interurbaines sont facilitées par la mise en service du pont international établi sur le barrage de Salto Grande.
Sise au milieu d'une riche région agricole où prédominent les agrumes et un vignoble de qualité, Salto est aussi un centre agro-industriel autant qu'une ville commerciale et de services tertiaires où son rôle universitaire lui permet d'affirmer son rayonnement urbain dans tout le nord-ouest de l'Uruguay. De plus, Salto est devenue la troisième destination touristique de l'Uruguay grâce à ses activités thermales autant que pour la diversité de son patrimoine 
historique, sa richesse culturelle et la variété de ses loisirs urbains.
Salto est la deuxième ville de l'Uruguay, comptant plus de 104 000 habitants et elle est la plus importante agglomération du nord du pays. Sa position sur le fleuve et sa situation de ville frontalière la placent au cœur d'une région urbaine qui, avec la ville de Concordia, forment le « Salto Grande » rassemblant plus de 260 000 habitants,.

## Géographie

### Une situation géographique excentrée en Uruguay

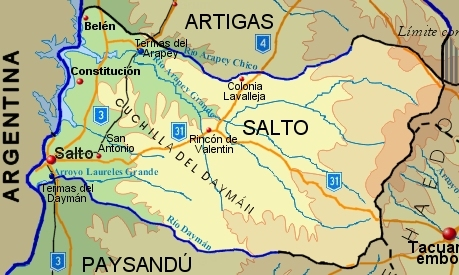
Carte géophysique du Département de Salto.

#### Localisation géographique dans le département de Salto
Salto occupe en Uruguay comme dans son département une situation géographique particulièrement excentrée. Malgré ce relatif enclavement, la ville joue un rôle important dans la partie Nord-Ouest du pays grâce à son rôle de carrefour ferroviaire et routier la mettant en contact avec les principales villes de l'Uruguay.
Située au nord-ouest de l'Uruguay, à 498 km de Montevideo, la ville est bien reliée à la capitale grâce aux voies routière, la Route Nationale 3, et ferroviaire qui sont des axes de communication majeurs sillonnant dans la large vallée fluviale de la rive gauche du río Uruguay.
Par rapport aux villes importantes du quart Nord-Ouest de l'Uruguay, Salto est située à 104 km au nord de Paysandú, important port fluvial sur le río Uruguay et quatrième ville du pays à laquelle elle est reliée par la voie ferrée et la  Route Nationale 3 ; à 176 km au sud d'Artigas, petite ville frontalière avec Quaraí, ville du Brésil ; à 191 km à l'ouest de Tacuarembó par la route 31 à travers la Cuchilla de Haedo ; à 207 km au nord-ouest de Mercedes, ville de l'ouest de l'Uruguay établie sur la rive gauche du río Negro et à 236 km au sud-ouest de Rivera, ville frontalière avec la ville brésilienne de Santana do Livramento.
Quant aux grands sites touristiques de l'Uruguay, Salto est située à 481 km au nord-ouest de Maldonado et Punta del Este et à 412 km au nord de Colonia del Sacramento.

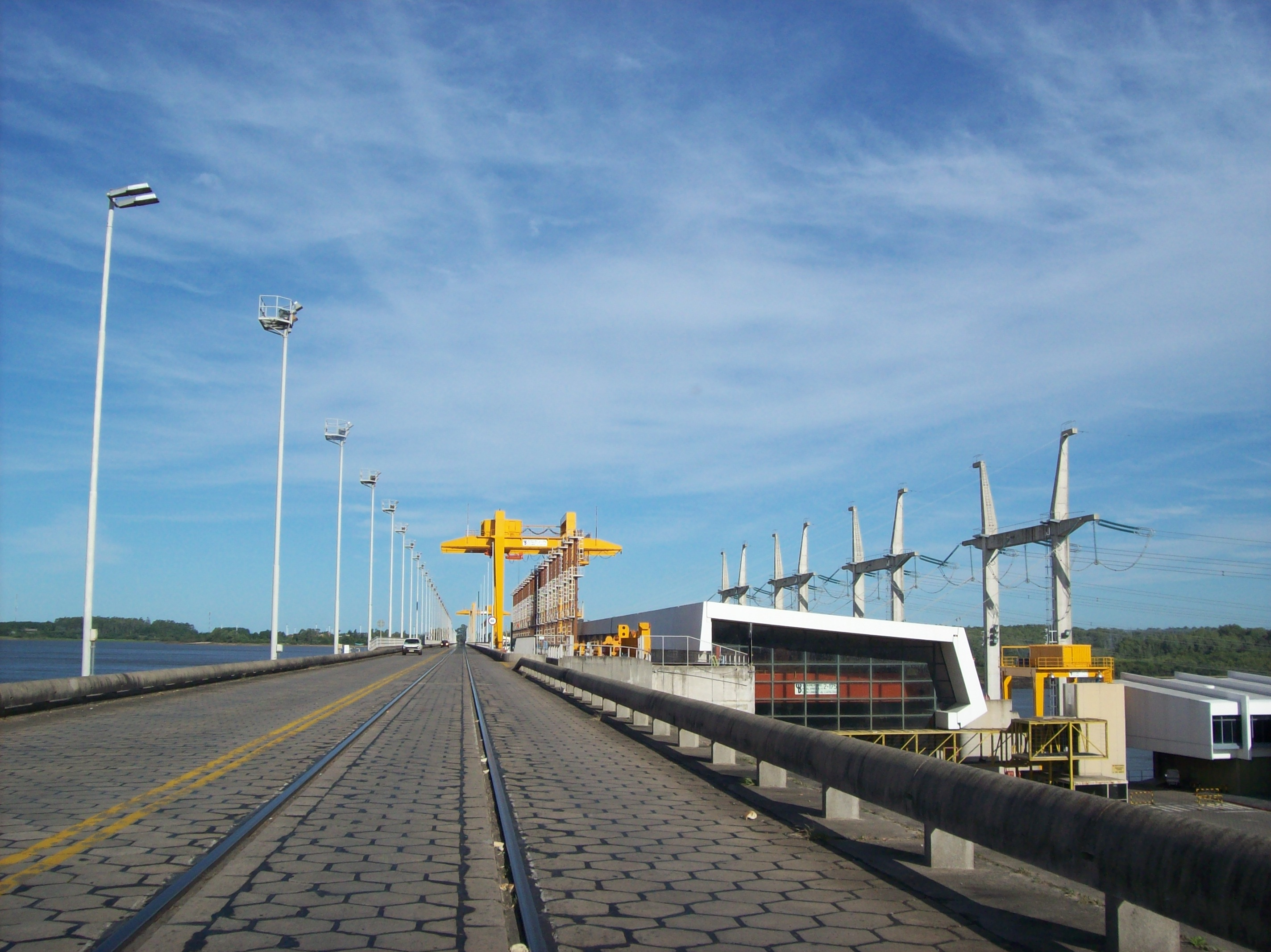
Le pont international de Salto Grande a été édifié sur le barrage hydro-électrique.

De plus, Salto joue un rôle de carrefour international avec l'Argentine étant l'une des trois villes uruguayennes à être pourvue d'un pont international franchissant le fleuve Uruguay. Cet ouvrage qui correspond à un grand barrage hydro-électrique sur le fleuve relie la ville à Concordia par un viaduc routier et ferroviaire. Le pont international Salto Grande a été inauguré en avril 1974. Les deux autres relient Paysandú et Colón (pont international General Jose Artigas) et Fray Bentos et Puerto Unzué (pont international Libertador General San Martín).
Parmi les capitales d'Amérique du Sud les plus proches, Salto est située à 448 km au nord de Buenos Aires, la capitale de l'Argentine, à 691 km au sud-est d'Asuncion, la capitale du Paraguay, à 1 622 km à l'est de Santiago, la capitale du Chili, et à 2 448 km au sud-ouest de Brasilia, la capitale du Brésil.

### Un important site fluvial sur la rive gauche du río Uruguay

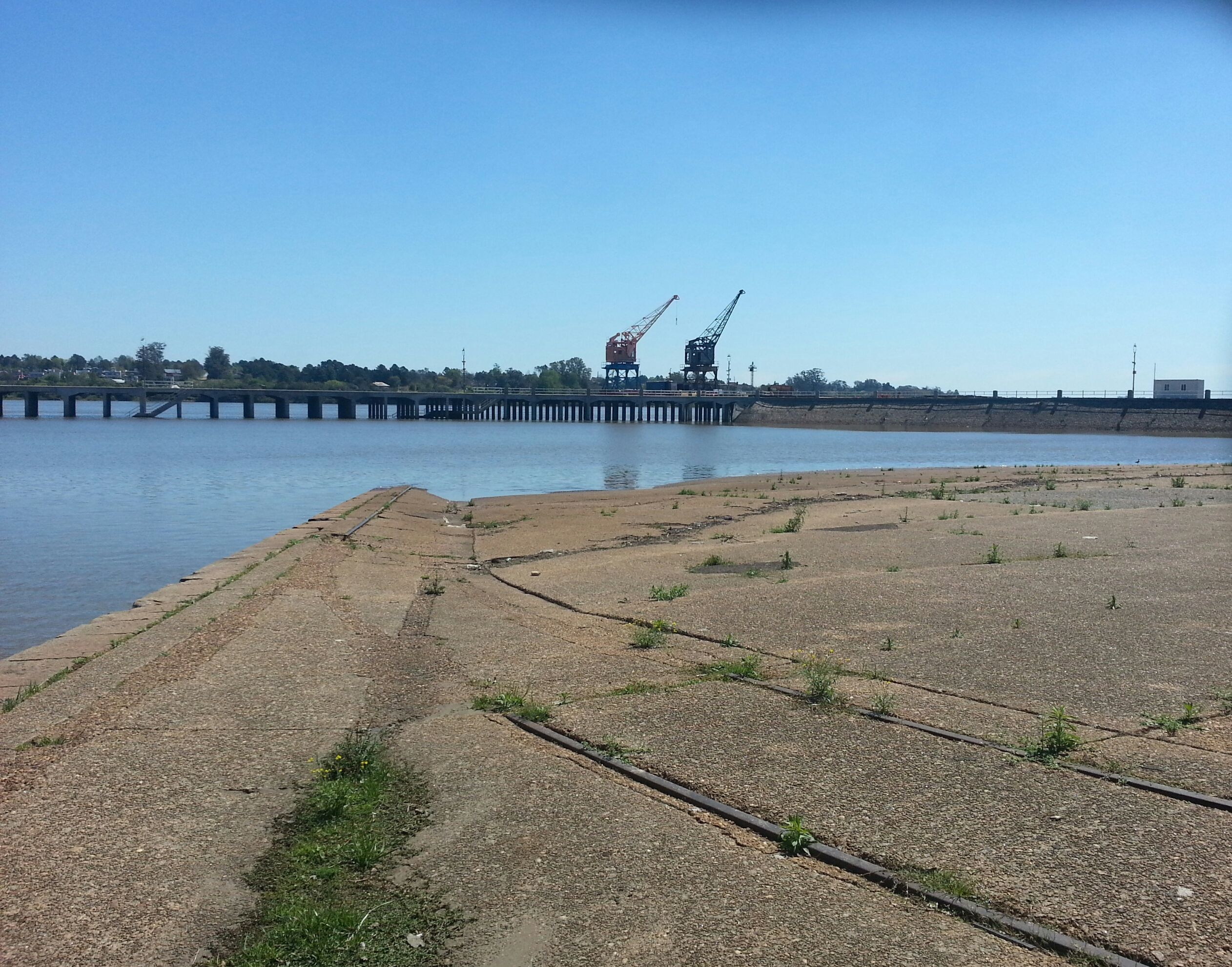
Le site portuaire de Salto sur la rive gauche du río Uruguay.

Occupant un site de méandre profond, Salto est entièrement édifée sur la rive gauche du Río Uruguay face à la ville de Concordia en Argentine, qui s'étend sur la rive droite du fleuve. Le rio Uruguay qui est d'une largeur de 500 mètres entre ces deux grandes villes, sert de frontière naturelle entre l'Argentine et l'Uruguay.
À quelques kilomètres en amont de ces deux villes frontalières se trouvent les cataractes du río Uruguay appelées « Salto Grande ». Cette section du fleuve qui a été endiguée correspond à la partie navigable la plus en amont de son cours depuis le río de la Plata dont l'embouchure avec l'estuaire est située à 360 km. Cette situation géographique particulière sur le fleuve a permis l'établissement d'un port fluvial dès la fin du XVIIIe siècle et qui est encore actif aujourd'hui. Salto, qui constitue le dernier port où les navires à faible tirant d'eau peuvent naviguer sur le río Uruguay, approvisionne la partie nord-ouest de la région et certaines contrées de l'État brésilien de Rio Grande do Sul.
Plus en amont du fleuve, un important barrage hydro-électrique y a été construit 
fournissant de l'électricité aux deux pays. Le Barrage de Salto Grande a été inauguré en avril 1974 et sert également de pont international entre l'Uruguay et l'Argentine.
Cette voie de communication obligée entre Salto et Concordia, à la fois routière et ferroviaire, contraint à un grand détour de 40 kilomètres par le nord entre ces deux villes.

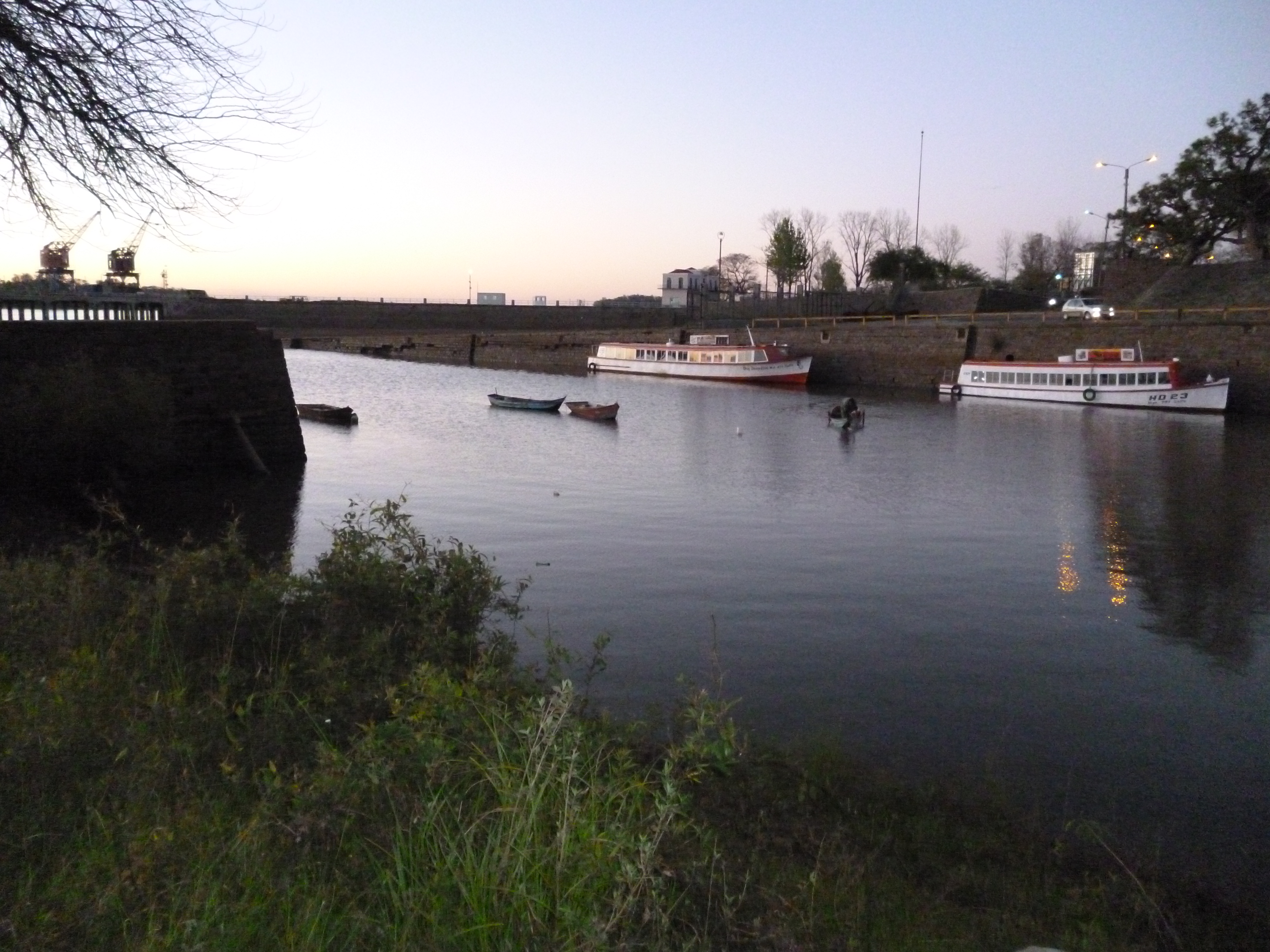
L'embarcadère de Salto.

Cependant, une liaison fluviale quotidienne sur le fleuve relie les deux villes. L'embarcadère est situé sur la rambla au nord de l'embouchure de l'arroyo Ceibal. Il est équipé d'un quai en béton armé, qui fut construit entre 1928 et 1931. Ce port n'a plus d'activité de trafic marchand important, mais il dispose de services de péniches et de bateaux-mouches qui traversent le río Uruguay jusqu'à la ville argentine de Concordia sur la rive droite.
Faisant partie de la large vallée du río Uruguay dans sa rive orientale, où celle-ci est principalement constituée de sédiments alluviaux, Salto occupe un site fluvial favorable à l'urbanisation.
La cité s'est établie perpendiculairement à son port sur des terrains mollement ondulés, formés de basses collines, tandis que des escarpements de faible élévation dominent la rive gauche du fleuve. Au nord de la ville, près des grandes chutes du Rio Uruguay, se dresse le barrage de Salto Grande en contrebas duquel des plages fluviales ont été artificiellement aménagées. Toute la plaine fluviale est basse en bordure du fleuve, s'élevant entre 48 m et 56 m. Les rives du fleuve sont aménagées et forment la « costanera norte » au nord du port et la « costanera sur » au sud constituant les « remblas »de Salto et sont d'importants sites de détente pour les citadins et les touristes. Le quartier portuaire de Salto, composé de quais spacieux, de vastes esplanades et de deux grues emblématiques, offre une large perspective sur le fleuve.

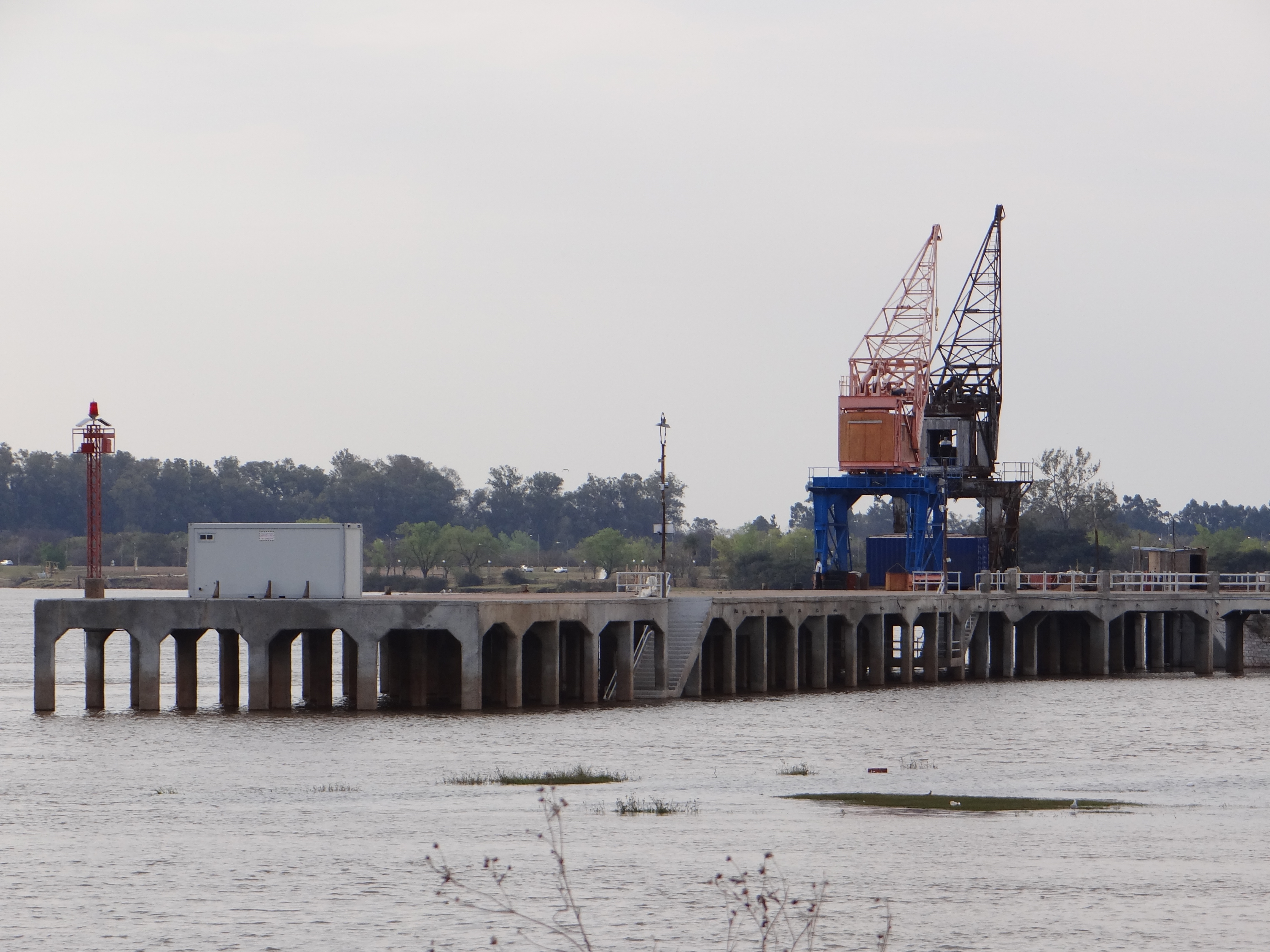
Les deux grues emblématiques du port de Salto.

### Climat
Salto se caractérise par un climat subtropical humide, avec des précipitations régulières durant toute l'année. Les étés sont chauds, avec des températures maximales supérieures à 40 °C, alors que les hivers sont frais, avec des températures minimales qui exceptionnellement descendent sous 0 °C. En résumé, le climat de la région Nord-Ouest du pays où se situe Salto est plus chaud et humide en été que sur la côte sud où se trouve la capitale, Montevideo, baignée par l'immense estuaire du río de la Plata, avec des températures qui oscillent autour des 20° C en moyenne et qui atteignent des pics de chaleur allant à 36° C..

## Toponyme

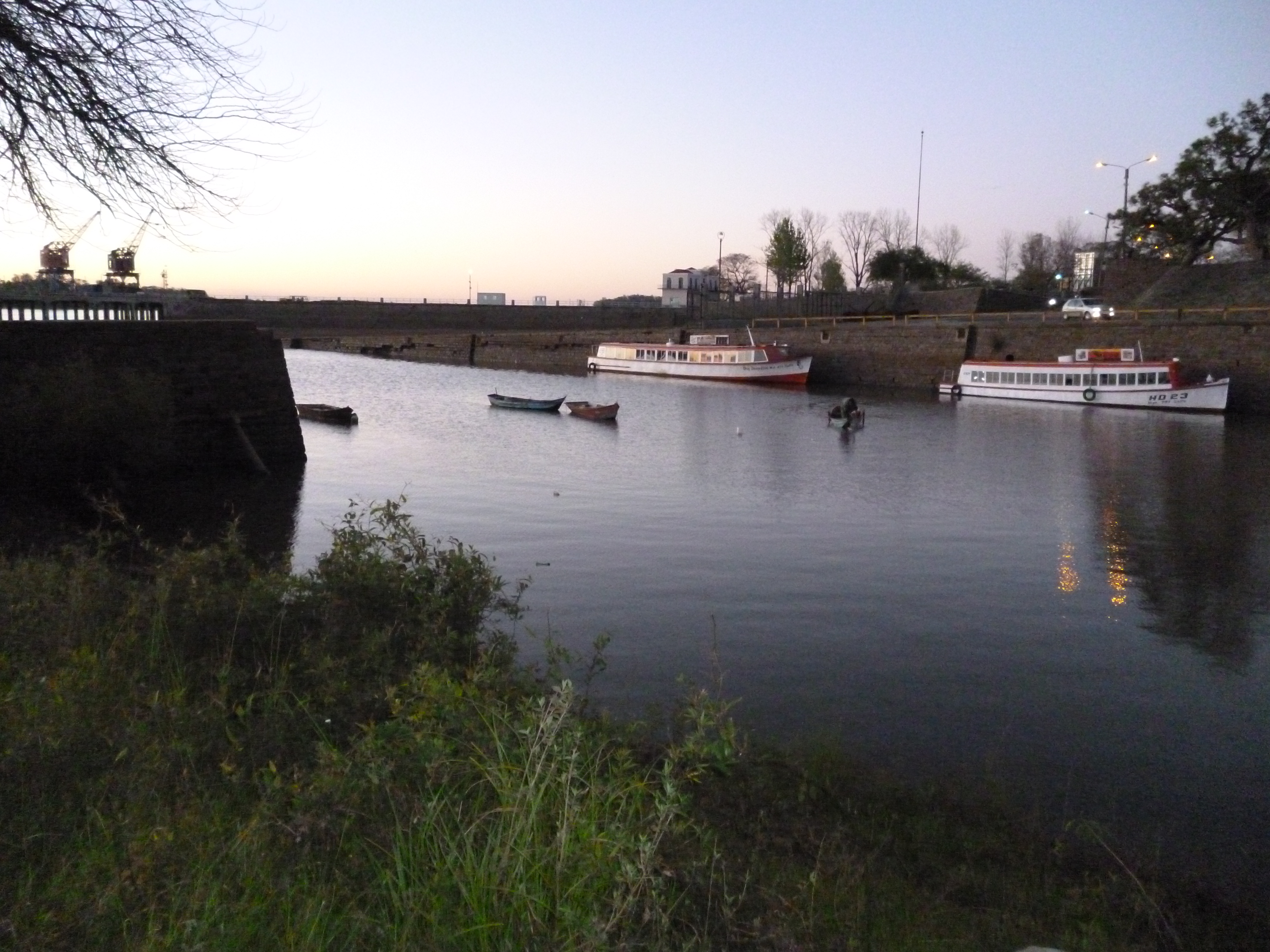
Le río Uruguay au port de Salto.

Salto doit son nom aux cataractes d'eau (en espagnol : salto, saut) que présentait le río Uruguay en amont de la ville actuelle avant la construction du barrage hydro-électrique en 1974. Ces chutes d'eau étaient aussi connues sous le nom de « Ytu », qui, en idiome guaraní, signifie récifs (en espagnol : arrecifes) c'est-à-dire des affleurements de rochers dans le cours supérieur du fleuve. Les nécessités de la navigation des premiers explorateurs au XVIIIe siècle en font un point stratégique du voyage depuis le río de la Plata vers le nord du territoire où s'établit à l'origine un port naturel sur la rive gauche du fleuve peuplé de colonisateurs d'origine espagnole et de Guaranis.

## Histoire

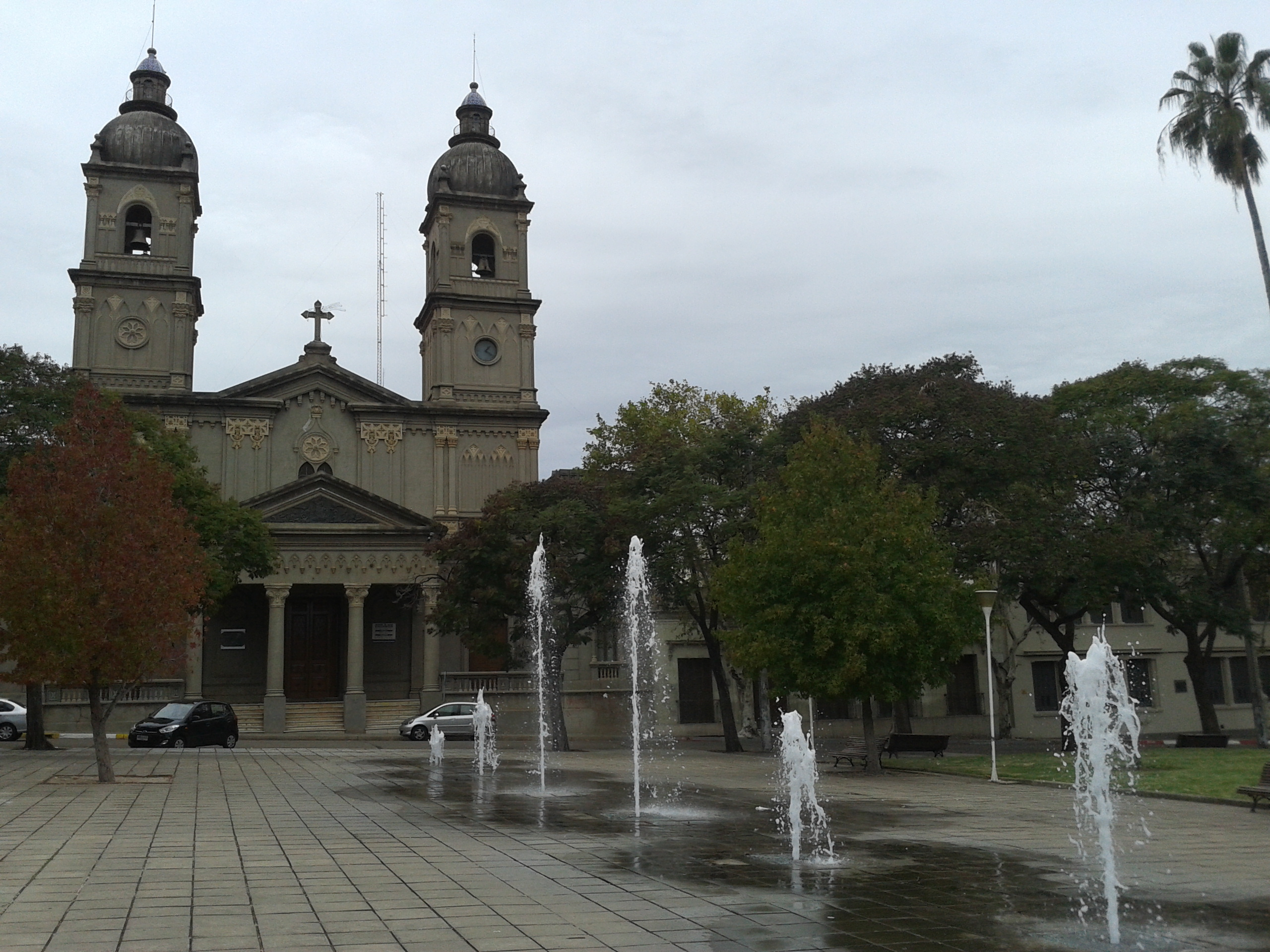
La Plaza des 33 est la plus ancienne de la ville de Salto.

### 1756: fondation de Salto
Pendant la guerre contre les Guaranis, le gouverneur du Rio de la Plata, José de Andonaegui, et le Marquis de Valdelirios plaident avec le gouverneur José Joaquín de Viana pour aller vers le nord avec une armée de 400 soldats afin de faire respecter les clauses du traité de Madrid du 13 janvier 1750. En octobre 1756, Viana fait construire plusieurs baraquements pour son armée située dans le site de l'actuel le Salto où celle-ci dut survivre en chassant et en pêchant. L'endroit qu'il fait bâtir s’appelle San Antonio del Salto Chico. Ainsi, le premier campement éphémère de l'actuelle ville de Salto est établi le 8 novembre 1756, et demeure comme sa date de fondation. En 1757, Viana et le gouverneur de Buenos Aires, Pedro de Cevallos, font construire un camp fortifié appelé San Antonio. Le fort militaire avait une chapelle, qui était placée sous le patronage de saint Antoine de Padoue.
Dans cette même période, les troupes espagnoles s'emparent de la colonie portugaise de Colonia del Sacramento et utilisent ses installations pendant sept années avant de l'abandonner en 1763.
Le 16 juin 1768, le site de Salto est occupé par Francisco de Paula Bucareli avec 1 500 soldats cherchant à expulser les Jésuites de tout territoire Espagnol, sur ordre de Charles III.
Le fort de San Antonio sert comme un dépôt d'armes et plus tard comme une prison pour un grand nombre de prêtres, qui sont plus tard envoyés à Buenos Aires ou déportés à l'étranger.
La rivière Yapeyú connait une énorme inondation qui causa des dommages considérables et le fort est reconstruit sur un autre site, pendant qu'en même temps sur la rive occidentale du río Uruguay dans l'actuelle Concordia, une liaison fluviale est établie entre les deux rives.
À partir de 1782, l'occupation du site de Salto devient permanente. Peuplée et dépeuplée plusieurs fois, Salto consolide sa population au début du XIXe siècle.

### 1811: Salto base arrière de la résistance pour l'indépendance de l'Uruguay

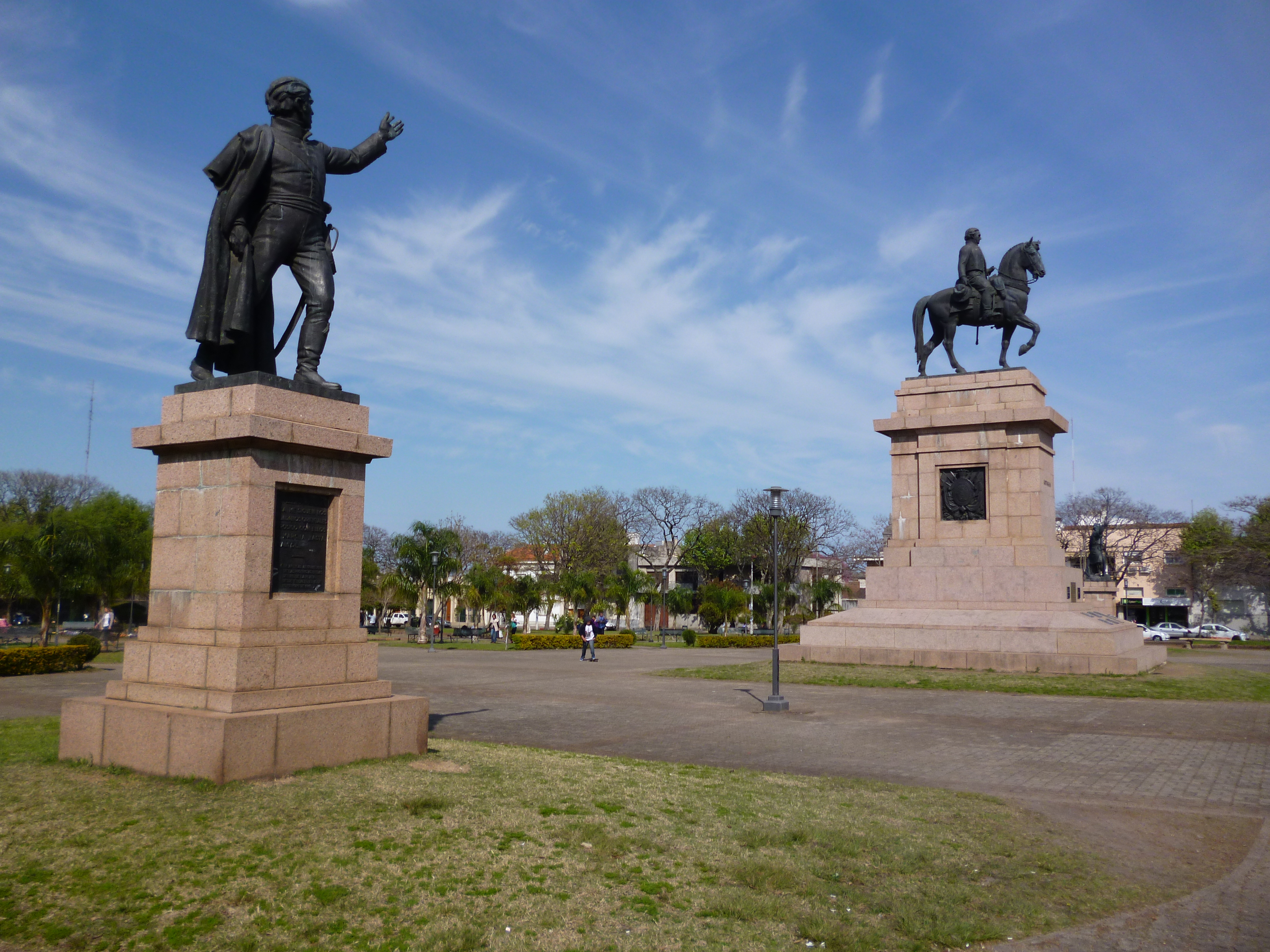
La place Artigas.

Le 12 février 1811, Francisco Javier de Elío déclare la guerre contre le gouvernement provincial de Buenos Aires. Montevideo est assiégée par José Rondeau et José Gervasio Artigas, contraignent Elío à demander l'aide du Portugal. Plus tard, les criollos (Espagnols nés en Amérique du Sud) et le gouvernement provincial de Buenos Aires doivent signer un accord, parce que Buenos Aires subit un blocus par la mer. Dans cet armistice, il est décidé de lever le siège de Montevideo et le blocus du Rio de la Plata. Cependant, le général Artigas doit se retirer dans le nord dans le site actuel de Salto dans ce qui est appelé l'« Éxodo del Pueblo Oriental ». Environ 6 000 militaires et 4 500 civils formaient la Banda oriental dont les pères de la nation uruguayenne, le général Artigas et le général Juan Antonio Lavalleja. En décembre 1811, il campent pendant un mois sur les bords du río Uruguay dans les proches environs de Salto. C'est dans ce lieu que le conseil de Buenos Aires accorde le titre de lieutenant gouverneur à Artigas qui « guida les révolutionnaires dans une croisade de dix ans pour libérer le peuple de la Couronne Impériale Espagnole ». Après la bataille de Las Piedras le 18 mai 1811, Artigas est nommé « chef des Orientales ». Après 1820, Artigas est forcé à vivre en exil au Paraguay mais son mouvement est victorieux et conduit à l'établissement de la Première République de l'Uruguay le 25 août 1825.

### 1845: Salto libérée par Garibaldi

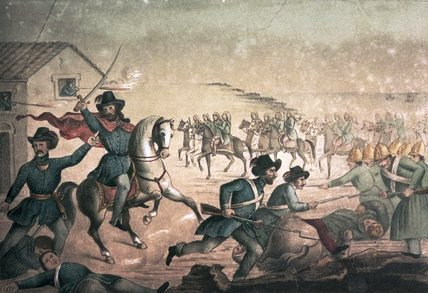
La bataille de San Antonio, près de Salto, qui eut lieu en 1846 à laquelle participa Garibaldi.

Avant l'indépendance de l'Uruguay, Salto acquit la catégorie de « pueblo » (village) mais ce n'est qu'après l'indépendance du pays qu'elle est reconnue comme « villa » c'est-à-dire bourg le 16 mai 1835. Puis, Salto est désignée pour être la capitale du département de Salto le 16 juin 1837.
Entre 1839 et 1851, l'Uruguay connait une guerre civile nommée « grande guerre » durant laquelle les Colorados, partisans de Fructuoso Rivera, et les Blancos, partisans de Manuel Oribe, appuyés par l'Argentine, s'affrontent, avec l'appui de volontaires étrangers dont la Ligue italienne commandée par Giuseppe Garibaldi. Salto n'échappe pas à cette période turbulente de l'histoire uruguayenne et se retrouve dans l'opposition. En octobre 1845, environ 1 000 hommes des troupes de Garibaldi formées d'Italiens et d'Uruguayens franchissent le fleuve Uruguay et s'emparent de Gualeguaychú en Argentine avant de prendre Salto et y demeurent plusieurs mois. Le 8 février 1846, Garibaldi bat l'armée de Gomez, en tuant plusieurs centaines d'hommes à San Antonio Chico, près de Salto. Après sa victoire, Garibaldi est reçu à Montevideo en tant que général en février 1846 après que la nouvelle de sa victoire est connue dans la capitale.

### 1863: Salto acquiert le statut de ville

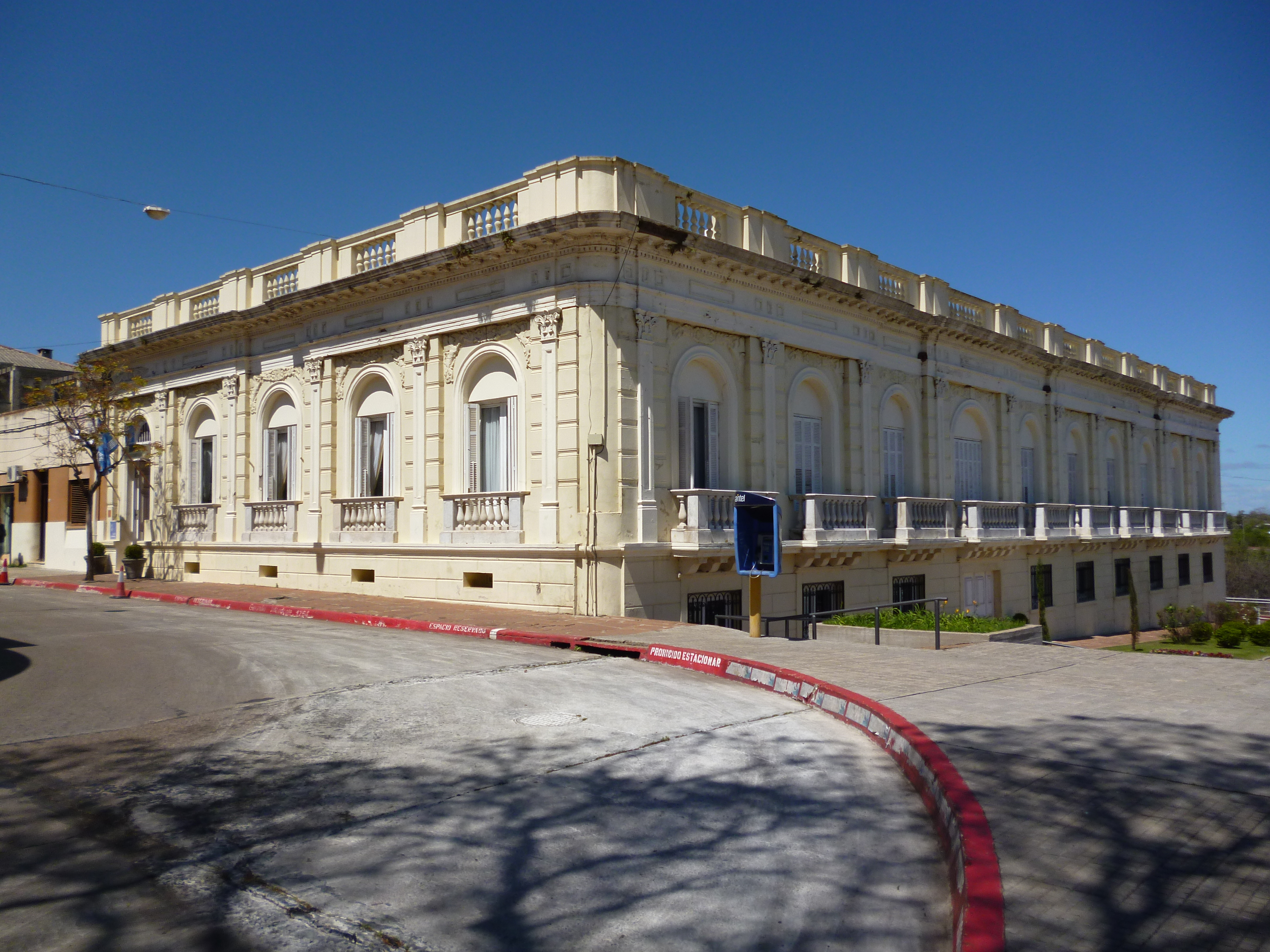
L'intendance départementale de Salto est située dans la zone portuaire.

Le 8 juin 1863, le statut de Salto est élevé au rang de ville (« ciudad ») par l'acte de loi No 780, qui est confirmé le 3 mars 1869 par l'acte de loi No 1000. Cet acte est à l'origine d'une transformation urbaine rapide et d'un développement économique important où elle devint pendant tout le XXe siècle la deuxième ville de l'Uruguay.

## Population

### Données d'ensemble
Selon le recensement de 2011, la population de Salto s'élève à 104 028 habitants, ce qui en fait la deuxième ville de l'Uruguay après Montevideo mais elle devance Ciudad de la Costa, Paysandú et Maldonado respectivement aux 3e, 4e et 5e rangs des villes de l'Uruguay.

### Tableau démographique
Évolution démographique,
| Année | Population |
| ----- | ---------- |
| 1834  | 1 315      |
| 1852  | 2 882      |
| 1908  | 19 788     |
| 1963  | 57 975     |
| 1975  | 73 897     |
| 1985  | 80 821     |
| 1996  | 93 117     |
| 2004  | 99 072     |
| 2006  | 100 572    |
| 2011  | 104 028    |

## L'évolution urbaine de Salto

### 1756: Fondation de Salto

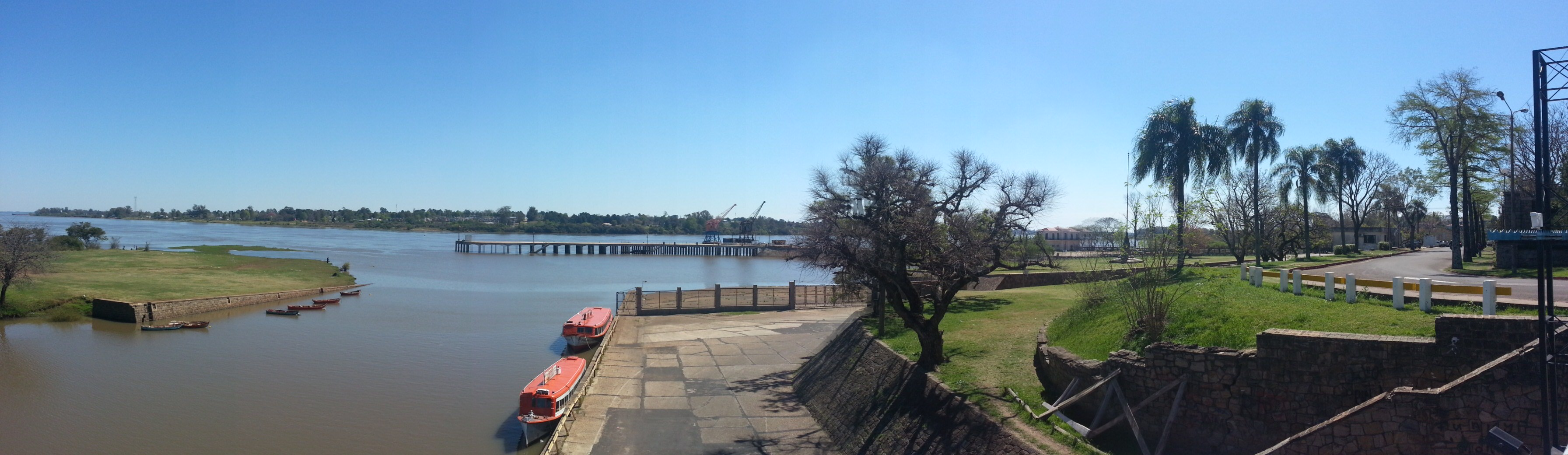
Le río Uruguay à Salto.

À l'origine, vers 1750, à la suite du traité de Madrid qui affirma le río Uruguay comme frontière naturelle entre les couronnes d'Espagne et du Portugal, un premier campement espagnol éphémère est établi dans le site actuel de Salto dénommé alors « San Antonio del Salto Chico ». En effet, à cet endroit précis, les récifs basaltiques qui parcourent le cours du fleuve créent de petites cascades (en espagnol : chicos saltos) contraignant à interrompre la navigation sur le río Uruguay.
Cependant, le site n'est pas abandonné et c'est en l'an 1756 que naît officiellement Salto. Le site est alors un campement militaire établi sur la rive gauche du río Uruguay où une petite garnison y est établie pour empêcher les colons portugais de s'étendre jusqu'au grand estuaire du río de La Plata. À partir de 1782 s'installent les premières familles de colons espagnols.

### 1811: Salto est encore un modeste village

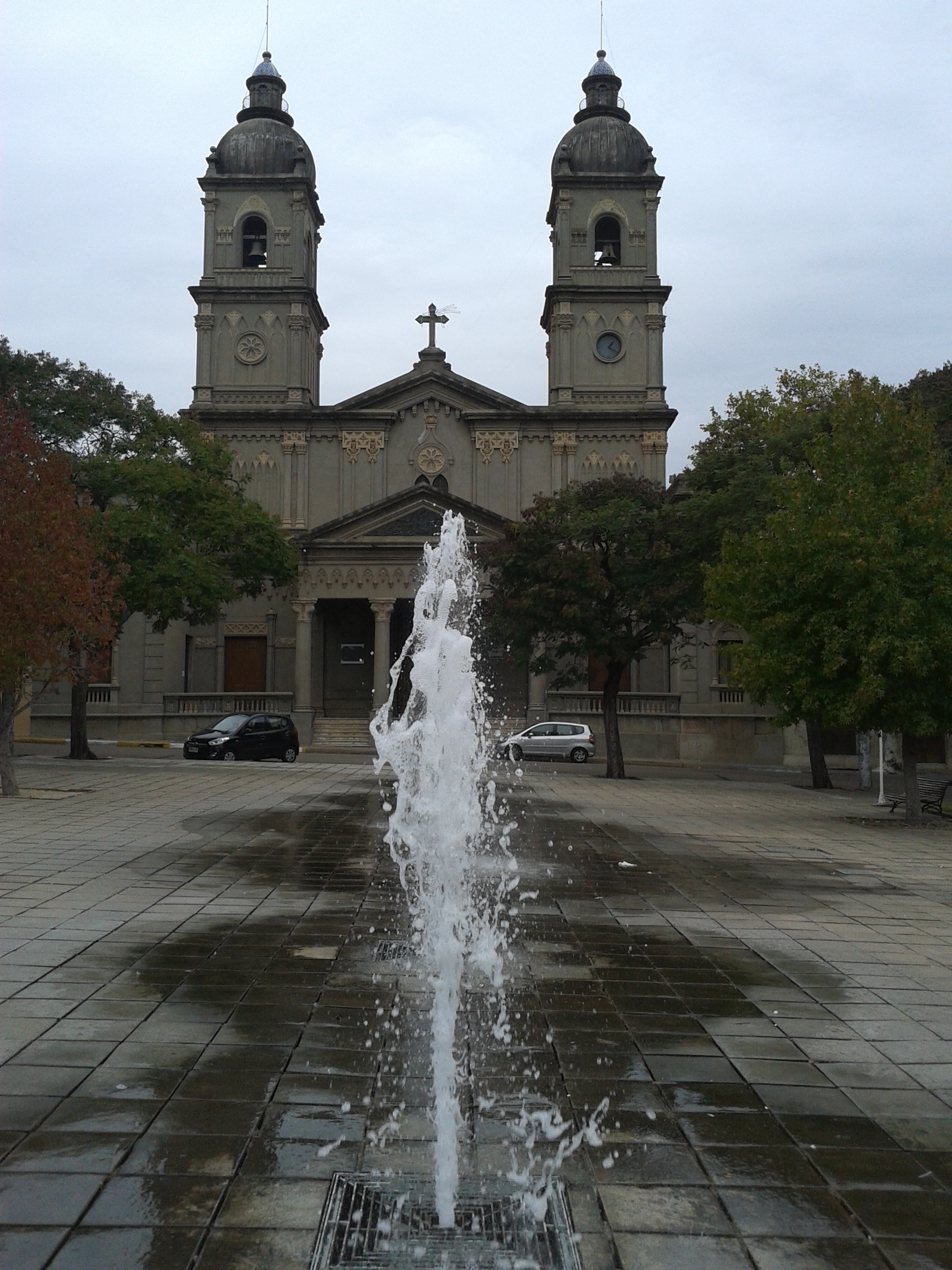
La plaza Treinta-y-Tres et l'église Nuestra Señora del Carmen.

La ville doit progressivement son développement grâce à son port fluvial qui, cependant, ne sera exploité efficacement qu'à partir de 1830. Le site portuaire est installé au creux d'un méandre du fleuve, à l'endroit même où la navigation sur le río Uruguay s'interrompt.
Au début du XIXe siècle, Salto n'est qu'un modeste village ayant le statut de « pueblo » avant l'indépendance de l'Uruguay en 1825. La première place villageoise de Salto, qui est devenue l'actuelle place Treinta-y-Tres et qui est appelée par la suite la plaza Vieja (la vieille place), constituait le centre du village. Un plan initial sommaire y avait été tracé pour l'établissement des premières maisons coloniales avec en son centre la place. Celle-ci était organisée autour d'une petite chapelle qui y fut édifiée en 1818 avant qu'elle ne soit remplacée en 1855 par l'église actuelle, l'église paroissiale Notre-Dame du Mont Carmel. Beaucoup plus tard, la cathédrale est édifiée sur une nouvelle place qui est devenue la Plaza Artigas décentrant le centre originel de la ville.
L'expansion de Salto sera lente pendant la première moitié du XIXe siècle, et le fleuve servira d'artère de communication vitale pour le village et sa région immédiate les préservant de l'isolement du reste du pays.
Salto et sa région deviennent une terre d'élevage bovin pour le lait et surtout pour la viande. En 1823, une première fabrique de salaison de viande de bœuf, un « saladero », s'installe dans les environs de Salto jetant les bases du développement futur de l'industrie de la viande.
Elle accueille un premier bureau de douane fluviale en 1829, amorce du développement futur du port.

### Les années 1830: prémices de grandes transformations

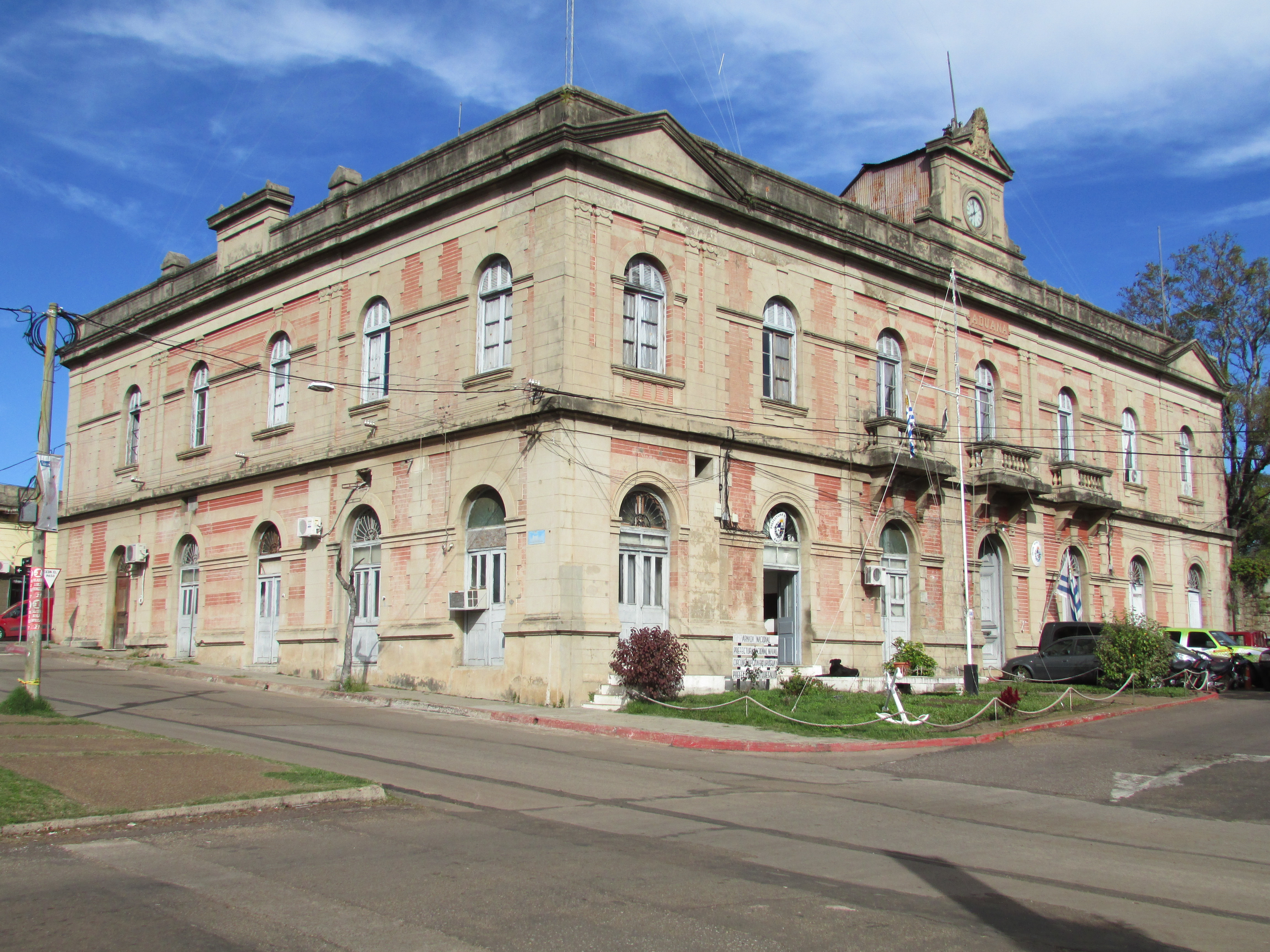
Le bâtiment de la douane qui fut construit en 1850 succéda à celui de 1829.

Ce n'est qu'à partir de la décennie des années 1830 que le site du méandre est aménagé pour devenir un port fluvial avec des installations en bois et des quais sommaires. Une capitainerie du port y est édifiée et en 1850 un nouveau bureau des douanes y est établi et devient le deuxième en importance avec celui de Montevideo.
En 1834, Salto recense 1 315 habitants et, en 1835, elle obtient le statut de « villa » c'est-à-dire de « bourg » encore très rural à son époque, cependant à la veille de profondes transformations.
En 1840, Salto voit l'implantation d'un deuxième « saladero », cette fois près de son site portuaire en aménagement, et commence à se spécialiser dans l'industrie de la viande salée.
Après les batailles de Itapebi et de San Antonio de Chico en 1846, menées par Giuseppe Garibaldi, qui avaient touché Salto et sa région, de nombreux Italiens se fixèrent dans le département de Salto. Leur installation dans la ville et sa région suscita une vague d’immigrants italiens qui se succéderont dans les décennies suivantes créant une influence très importante aussi bien dans l'économie que dans la culture, les arts et l'architecture. La population en importance numérique, qui provient des Italiens, est la seconde après celle de Montevideo. Un bâtiment abritant la Sociedad Italiana fut créé en 1875 pour l'accueil des immigrants d'origine Italienne.
En 1837, le département de Salto fut créé et Salto fut choisie pour en être la capitale départementale. En 1852, la population de Salto frôle les 3 000 habitants.

### La seconde moitié duXIXesiècle: Salto devient une ville

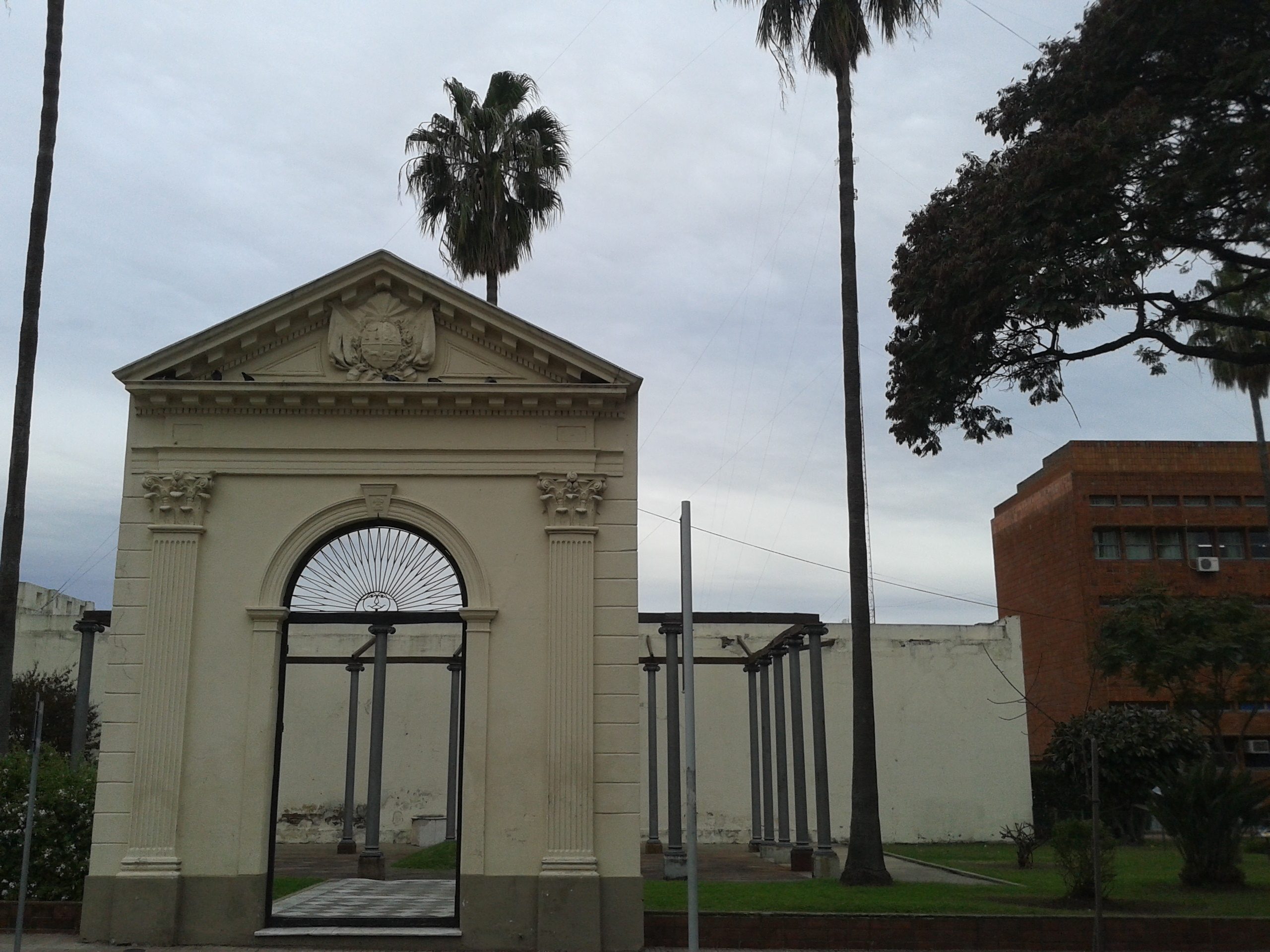
La porte historique de l'ancienne Préfecture de police se dresse sur le côté sud de la place Treinta-y-Tres.

Dès la seconde moitié du XIXe siècle, l'urbanisation du site va se poursuivre avec la mise en place d'un plan en damier où, en 1863, le statut de ville (espagnol : ciudad) est accordé à Salto. En tant que ville, elle bénéficie alors des premiers travaux d'urbanisme où des rues tracées au cordeau se croisant à angle droit y sont construites et de nouvelles maisons basses y sont alignées. Des édifices publics souvent à un étage sont organisés autour de la place originelle, arborée et aménagée près de l'actuel site portuaire. La Plaza Treinta-y-Tres est la première place urbaine de la ville et, en 1870, elle est ornée d'une belle fontaine.
Le tournant sans doute décisif pour le développement de Salto est son rôle administratif en tant que capitale départementale avec la Casa del Gobierno où l'intendance est bâtie en 1855. Elle est inaugurée en septembre 1858 face à ce qui était alors la place principale de la ville, l'actuelle place Treinta-y-Tres. Sa construction posa les fondements du nouveau plan hippodamien où les anciennes maisons coloniales furent rasées et où la Plaza Treinta-y-Tres bénéficia d'un premier embellissement en 1870. La gouvernance départementale favorisa dans son sillage la création de nouveaux édifices publics comme le bâtiment de la préfecture de police inauguré en 1858 sur le flanc sud de la place principale, la douane reconstruite en 1860 sur le site portuaire et le premier marché couvert de la ville ouvert en 1868.

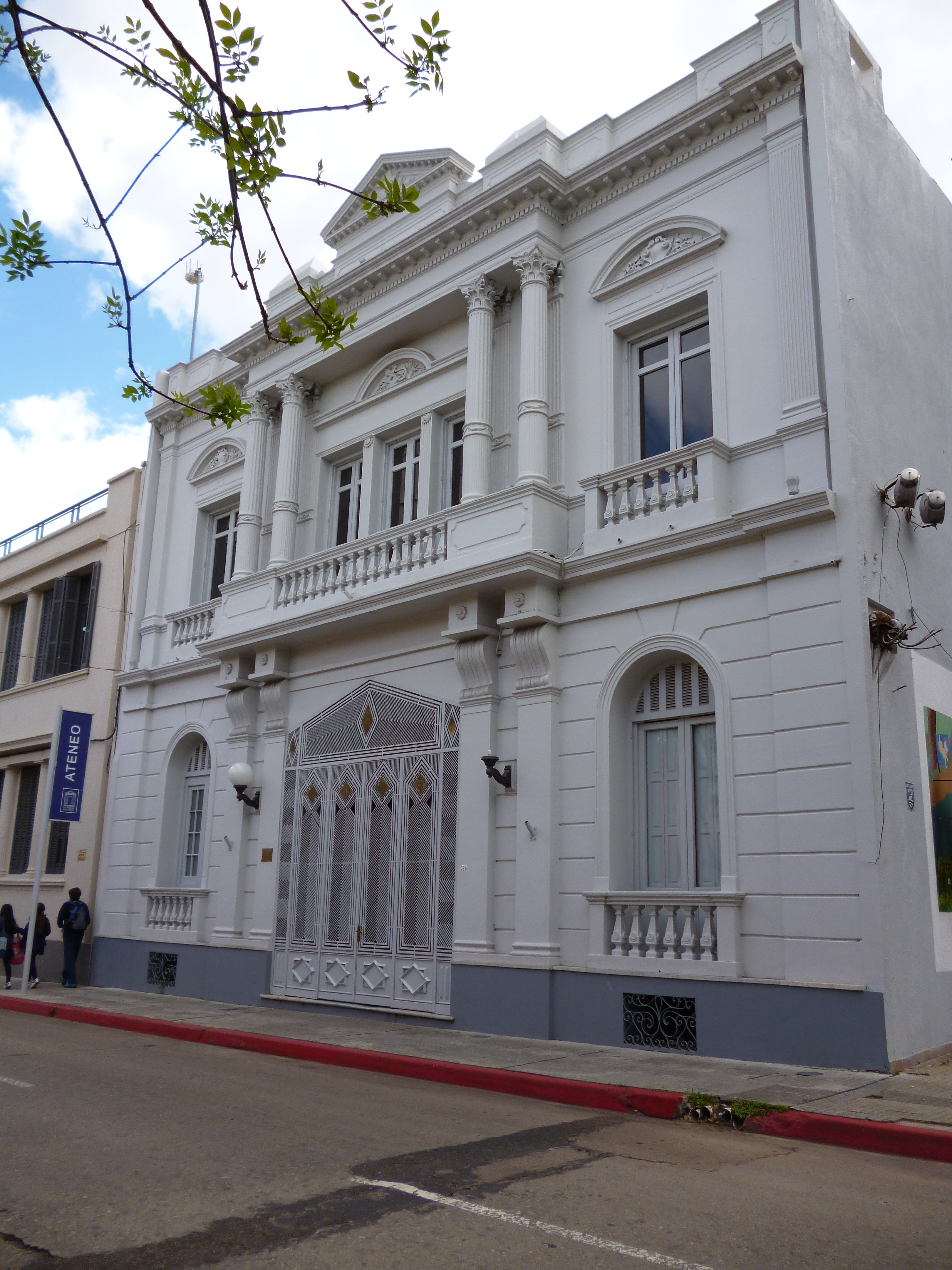
Le Théâtre de l'Ateneo s'inscrit dans le programme d'urbanisation de Salto dans la seconde moitié du XIXe siècle.

L'émergence d'une classe riche, composée d'entrepreneurs industriels et de commerçants, de propriétaires terriens et de cadres administratifs de l'État, suscita une dense vie intellectuelle et culturelle où furent réalisés de remarquables bâtiments à l'architecture empruntée au néo-classicisme comme le Théâtre Larrañaga ouvert en 1882, et le théâtre de l'Ateneo de Salto, de style éclectique, inauguré en 1895.
La ville se pare d'autres beaux édifices publics comme la succursale de la Banco Republica del Uruguay mise en service en 1896. Elle eut même le privilège méconnu de posséder le plus ancien hôtel du pays avec le Gran Hôtel Concordia érigé en 1865.
La ville se couvre dans le même temps de nouvelles églises avec l'édification de l'église paroissiale Notre-Dame du Mont Carmel face à la place Treinta-y-Tres en 1855 et la cathédrale San Jean Baptiste inaugurée en 1889 face à la nouvelle place qui deviendra la place Artigas au siècle suivant.

Le port fluvial de Salto à la fin du XIXe siècle.

C'est en effet à partir de la seconde moitié du XIXe siècle que le fleuve Uruguay connaît une intense activité fluviale depuis le río de la Plata jusqu'à Salto. Le port fluvial bénéficie alors d'un essor sans précédent en participant activement au cabotage pratiqué sur les deux rives du fleuve entre l'Argentine et l'Uruguay. Son port est équipé de quais empierrés, de bassins fluviaux et de grues dès 1870. Ce trafic des marchandises est appuyé par d'actives compagnies fluviales qui commercent sur le fleuve jusqu'à Montevideo et Buenos Aires.
Des chantiers navals sont établis au nord du port de Salto et contribuèrent à donner une impulsion industrielle à la ville et à faire de l'Uruguay un des principaux pays d'Amérique du Sud à être spécialisé dans la construction navale.
Salto et sa région immédiate s'affirment comme une terre d'élevage en se spécialisant dans la production de viande de bœuf. Cette activité, alors en plein essor, favorise la création de deux autres « saladeros » où Salto devient un gros centre d'industrie de la salaison de viande employant jusqu'à 1 000 ouvriers. Le saladero de La Conserva, qui était une grande fabrique, donnait une touche industrielle au site portuaire avec sa haute cheminée en briques, aujourd'hui conservée comme unique témoin d'une industrie révolue dans le parc Mattos Netto. Cette dynamique industrie suscita dans son sillage l'implantation d'une manufacture de savons et de bougies en 1875.
Mais dès 1860, et surtout à partir de 1874, Salto se spécialise dans la production vinicole grâce à la venue d'un vigneron d'origine française, Pascual Harriague, qui y introduisit des cépages français. Le vin Tannat a fait depuis la fortune de la ville et sa renommée mondiale,.

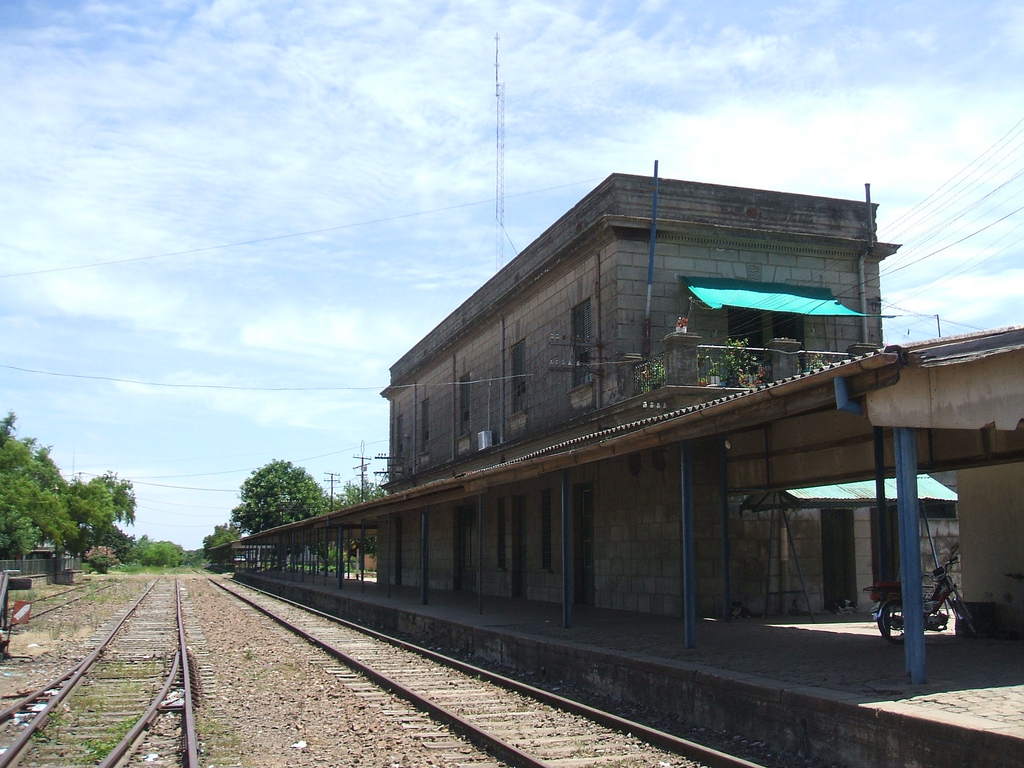
La première station ferroviaire de Salto fut créée en 1881 et apporta de grands changements dans la ville.

Dans le même temps, cet essor urbain est renforcé lorsque Salto fut reliée par chemin de fer à la capitale à partir de 1890. Mais dès 1866, le port de Salto avait entrepris de faire construire une voie ferrée vers le nord du pays et Salto fut choisie par la compagnie ferroviaire « Ferrocarril del Noroeste » à servir de centre ferroviaire où une voie ferrée fut établie en 1874 en direction d'Artigas et du Brésil au nord du pays. La première gare ferroviaire fut construite près du site portuaire en 1881 et fut en service jusqu'en 1945 avant de devenir aujourd'hui un musée historique.
Ce rôle de carrefour ferroviaire associé à celui du trafic fluvial ont véritablement conforté les bases du développement urbain de Salto.

### Début duXXesiècle: Salto, deuxième ville de l'Uruguay

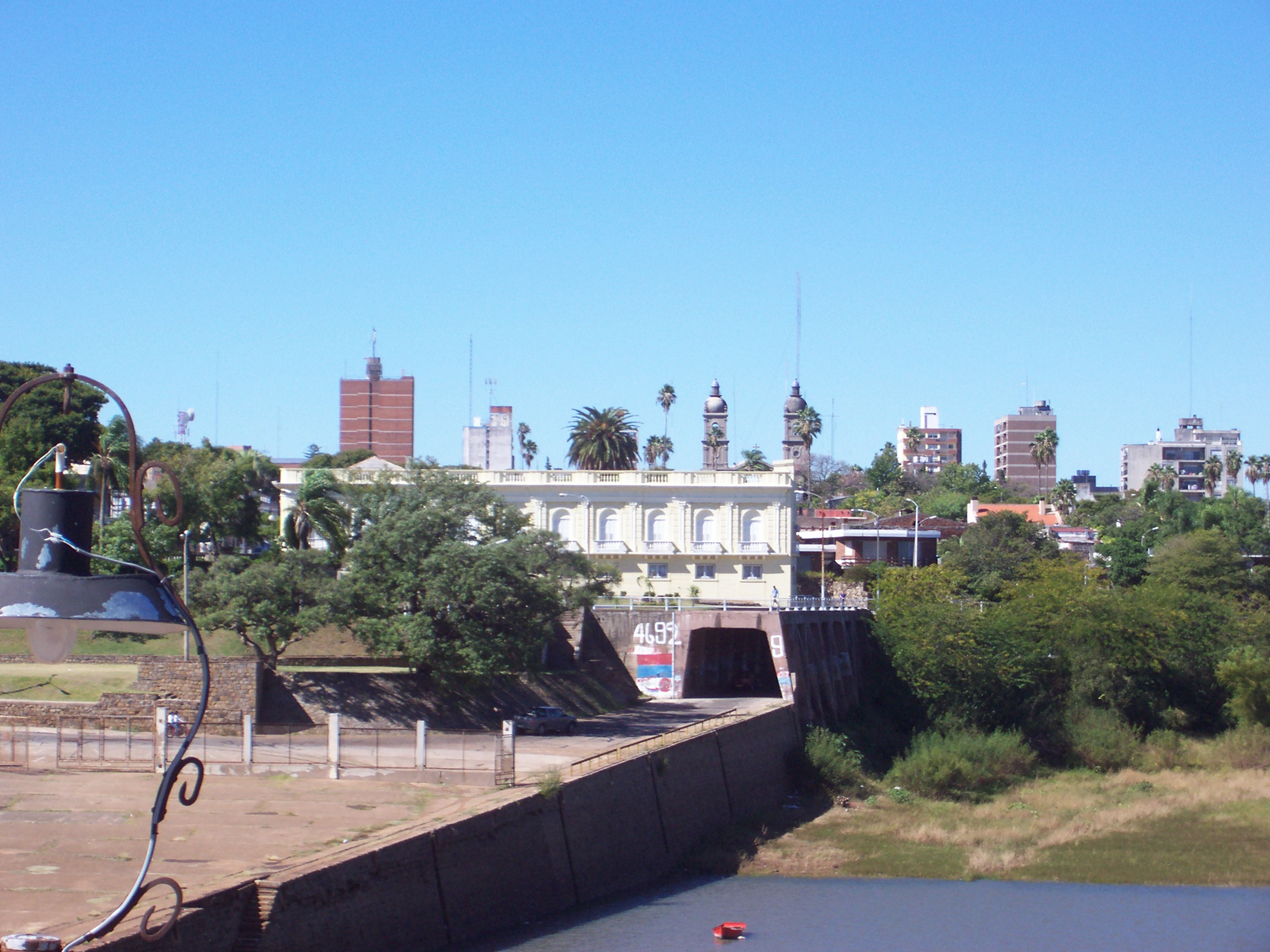
Vue depuis le port de Salto.

Au tournant du XXe siècle, la ville s'accroît rapidement et connaît de profondes transformations urbanistiques. Elle s'affirme d'ores et déjà comme la deuxième ville de l'Uruguay et, ce, pendant tout le XXe siècle. Déjà, dès la seconde moitié du siècle précédant, elle passait pour être une grande ville commerciale (en espagnol : la « Gran Ciudad Comercial del Litoral »).
La cité s'est organisée autour d'une nouvelle place urbaine dès 1919, la plaza Nueva - actuelle place Artigas -, qui est devenue progressivement le cœur urbain de Salto. La ville s'est petit à petit éloignée de son site portuaire et industrialisé, en se déplaçant perpendiculairement vers l'est par rapport au fleuve. Cette nouvelle place plantée de palmiers est établie face à la cathédrale Saint-Jean-Baptiste de Salto, de style baroque, qui avait été inaugurée en 1889, et à côté du marché central, édifié depuis 1868. La physionomie urbaine de la ville change rapidement se dotant de nouveaux quartiers résidentiels, populaires et ouvriers. Mais le centre de la ville continue de concentrer les services publics et les activités commerciales. De nouveaux parcs y sont aménagés et les places qui y sont embellies sont ornées de fontaines, de colonnes, de statues de personnages ayant participé à l'histoire de l'Uruguay.
En 1904, Salto fait aménager son plus grand parc urbain s'étendant sur une surface de 17 hectares au nord-est de la ville-centre, le Parque Benito Solari. Dans ce dernier, une belle porte d'entrée du parc est construite, dessinée dans le pur style Belle Époque alors très en vogue dans la ville et partout ailleurs dans les villes d'Amérique du Sud.

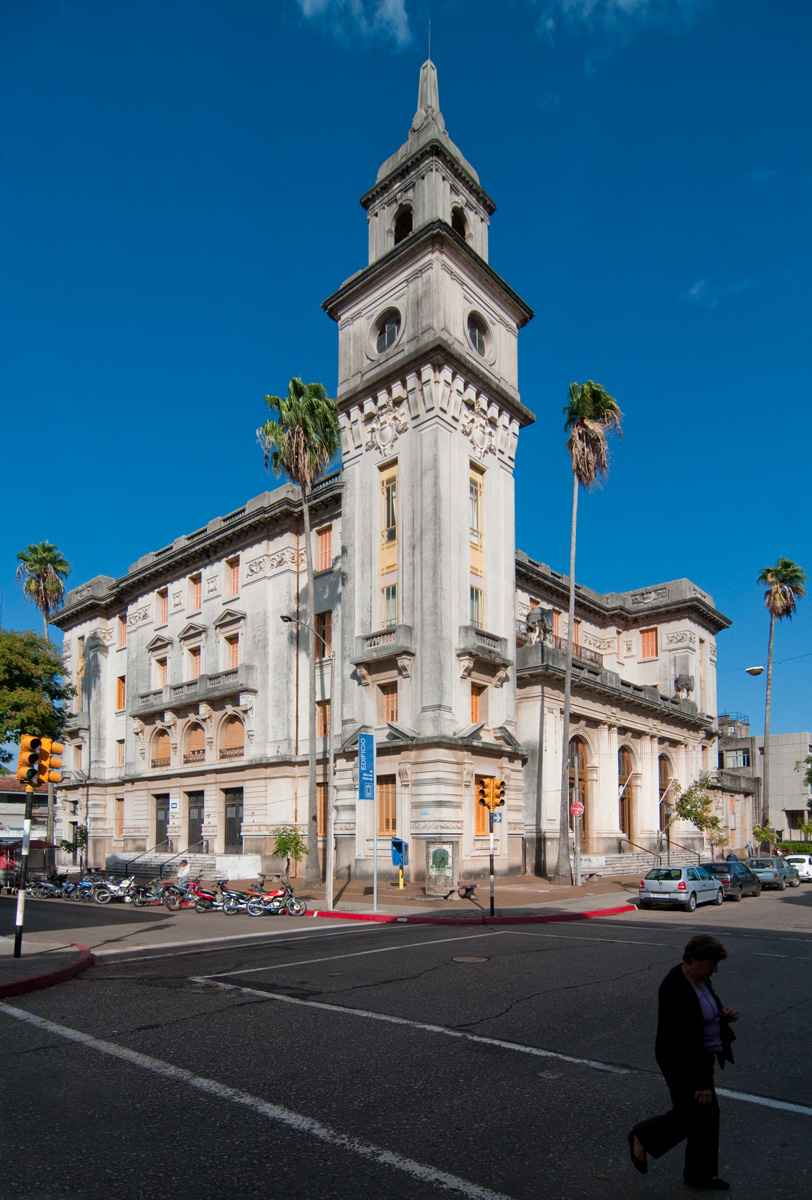
Le Palacio de Oficinas Públicas fut inauguré en 1915.

Au cœur de la ville qui continue sa mue urbaine et qui devient le Barrio Centro, de grandes rues droites se croisent à angle droit poursuivant le plan en damier commencé dès la seconde moitié du siècle dernier. Ce nouveau plan urbain est mis en place par la municipalité de Salto en 1910.
La Plaza Treinta-y-Tres est agrémentée de colonnes pour l'éclairage public, d'escaliers et de statues dans le style Belle Époque et de nouveaux arbres y sont plantés. Malgré ces aménagements qui en font une belle place urbaine, elle perd de son importance au profit de la place Neuve qui deviendra le nouveau centre de gravité de la ville à partir des années 1920.
La Calle Uruguay devient dès lors une artère commerçante et la plus centrale de la ville en pleine transformation. De nouveaux et beaux édifices publics y sont construits dont le Marché Central (Marcado Central) inauguré en 1914 et qui est devenu aujourd'hui le Museo del Hombre y la Tecnología. Un an plus tard, le remarquable Palacio de Oficinas Publicas, dont la construction monumentale fut achevée en 1915, fut érigé pour héberger tous les services de l'État uruguayen à Salto.
En 1908, la ville compte 19 788 habitants et, dès 1925, elle a franchi le seuil des 30 000 habitants et se place au second rang des villes uruguayennes loin cependant, derrière la capitale.
Au début de la Seconde Guerre mondiale, Salto fait orner la Plaza Nueva qui se nomme désormais Plaza Artigas (depuis novembre 1950) par une belle fontaine ainsi que la statue équestre du Gaucho et celle du Citoyen dédiées au célèbre général.
En 1945, la ville continue son embellissement avec la création du square Roosevelt avec sa belle balustrade le long du fleuve et y reçoit une fontaine richement sculptée, et la même année inaugure le remarquable bâtiment du musée des Beaux-Arts réputé pour être l'un des plus importants de l'intérieur du pays.

### Salto dans la période contemporaine

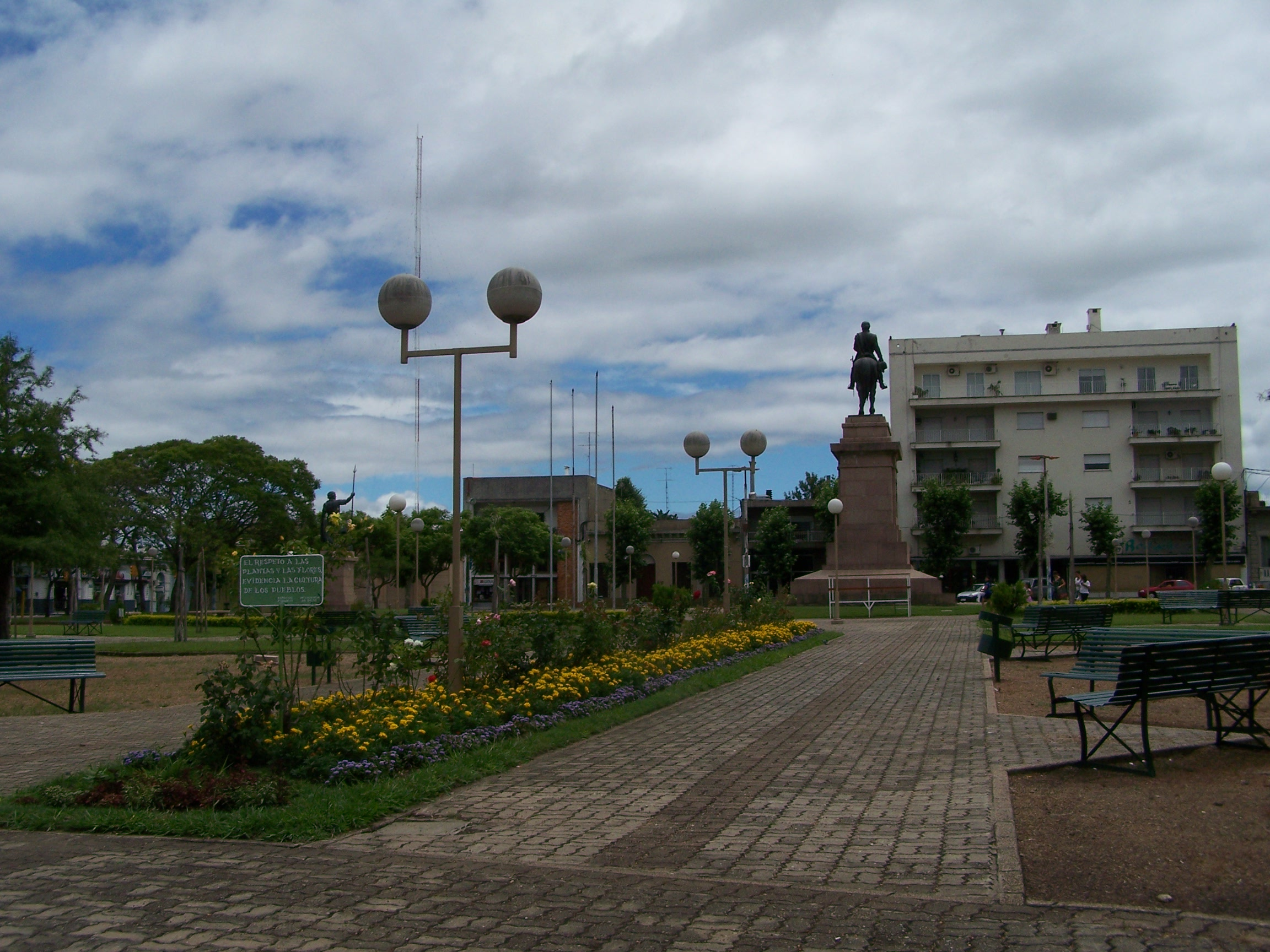
La Plaza Artigas dans le centre de Salto mêle le passé de la ville et l'urbanisme contemporain.

Depuis la Seconde Guerre mondiale, Salto a continué son expansion urbaine de manière soutenue se développant bien au-delà du Barrio Centro et de son port fluvial.
En 1974, la mise en service du grand barrage hydro-électrique de Salto Grande, à une dizaine de kilomètres au nord de la ville, a beaucoup contribué à la modernisation de la ville comme à son essor urbain. Cet ouvrage remarquable édifié sur le río Uruguay a, en même temps, permis l'accès routier et ferroviaire vers l'Argentine, faisant de Salto un actif carrefour de voies de communication.

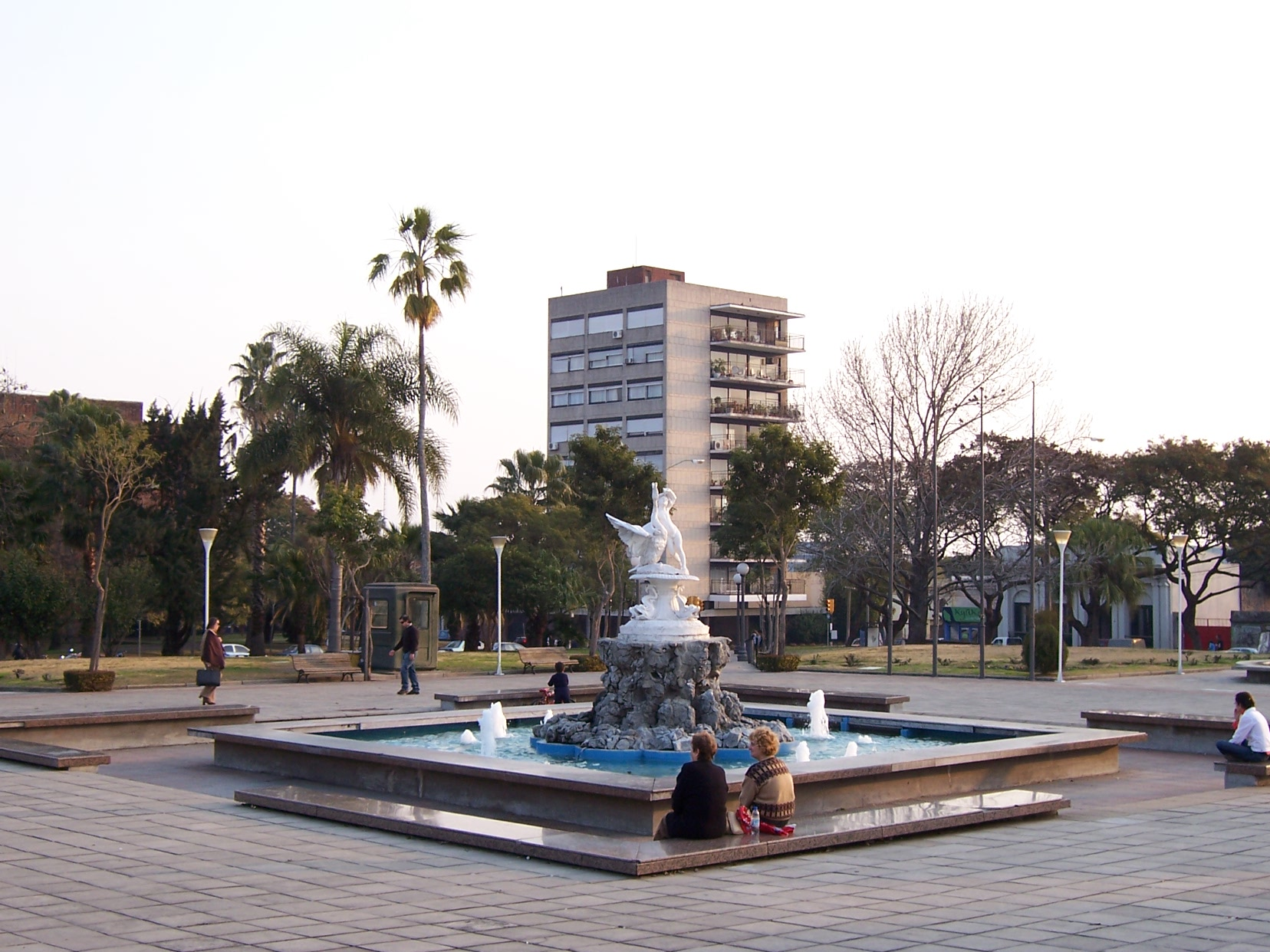
Tour résidentielle et place Treinta-y-Tres à Salto.

Comme toutes les villes en forte croissance, Salto n'a pas échappé au mouvement architectural contemporain. Des immeubles modernes ont poussé aux quatre coins de la ville comme dans son vieux centre urbain. Ces nouvelles constructions sous forme de barres d'immeubles de quelque trois ou quatre étages et de tours résidentielles se mêlent au bâti plus traditionnel composé de maisons basses, à rez-de-chaussée, qui bordent les longues rues rectilignes et arborées de la ville. Malgré son urbanisation soutenue, Salto demeure une ville verte avec ses nombreux espaces verts soigneusement entretenus et préservés,.

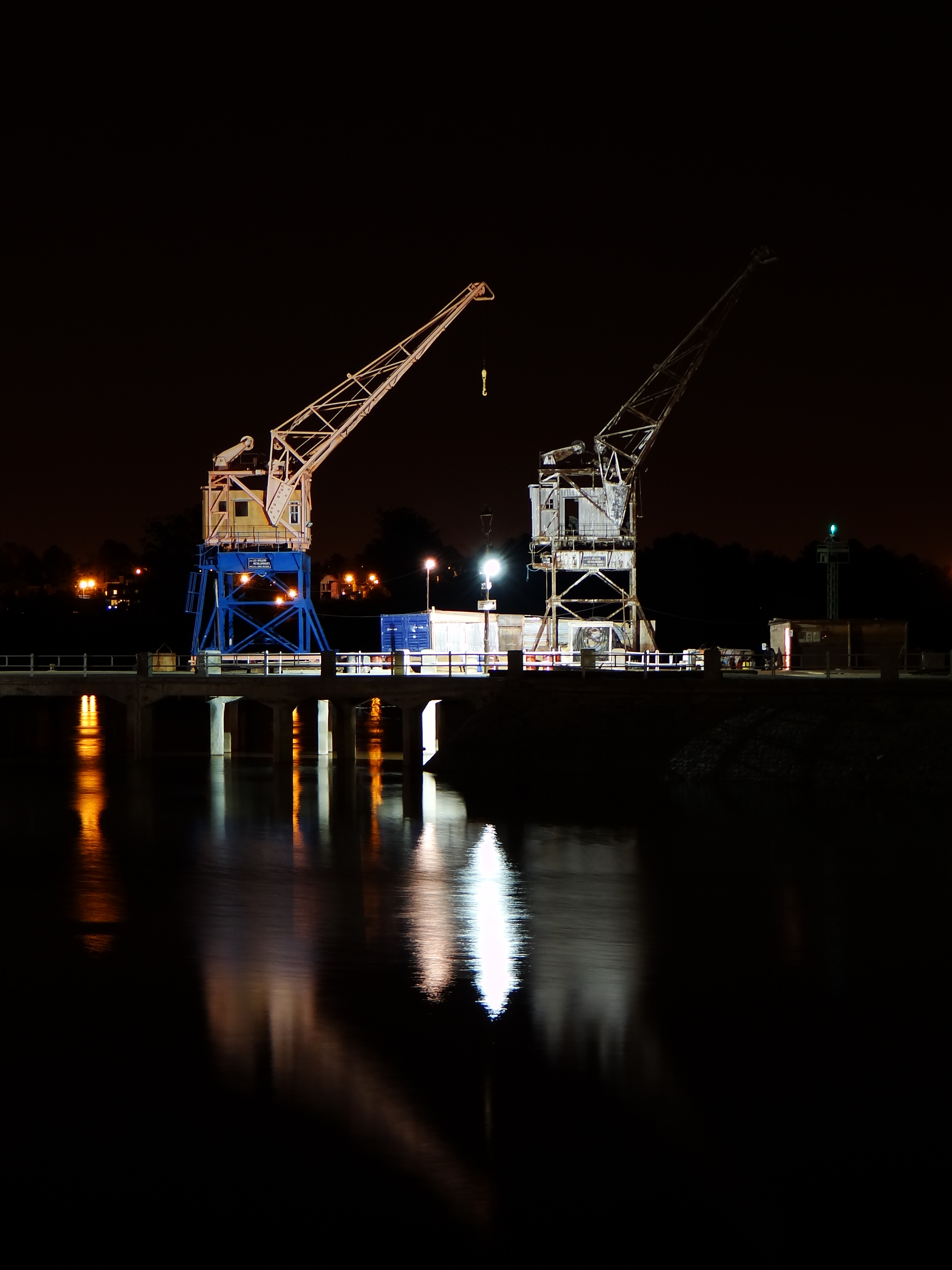
Les deux grues emblématiques du port de Salto sont devenues un site original d'attraction touristique de la ville.

La nouvelle vocation touristique de la ville conduit à la préservation de son centre historique avec la valorisation de son riche patrimoine urbain et à la mise en place d'une vie culturelle animée. Face au déclin progressif du trafic fluvial, la zone du port de Salto devient alors l'enjeu d'aménagements structurants. Le quartier portuaire est devenu un lieu incontournable du tourisme avec ses larges quais, ses vastes esplanades et ses deux grues emblématiques.
Au nord du Barrio Centro se situe le Centre régional hospitalier de la ville intercalé entre le Barrio La Humedad et le Barrio Brum et à l'est du vaste Parque Indigena qui longe le río Uruguay faisant partie de la Costanera Norte.
L'université de Salto, dont le bâtiment moderne a été inauguré en 2001, est sise au sud-est du Barrio Centro, à quelque encablure de la place Artigas, tandis qu'à l'est, le quartier de la Zona Este, au sud du vaste parc Solari et qui accueille la nouvelle gare ferroviaire depuis 1945, participe avec le Barrio Progreso à la modernisation de la ville. Ces quartiers sont en quelque sorte les extensions urbaines du Barrio Centro depuis les années soixante-dix.
En 1975, Salto atteint 73 897 habitants et a plus que doublé sa population depuis 1925.
Depuis le nouveau siècle, le front d'urbanisation s'est largement étiré, et même évasé, vers l'est et le sud-est de la cité (quartiers modernes de Barrio Ceibal, Barrio Luján, Barrio Uruguay, Barrio Nueva Uruguay, Barrio Artigas) accueillant le centre commercial moderne du Shopping Center Salto, le Terminal ultramoderne des autobus, le parc agro-industriel et la faculté d'agronomie. Ce nouvel espace en urbanisation rapide est délimité par la rocade de la route nationale 3 qui contourne l'agglomération dans sa partie orientale.

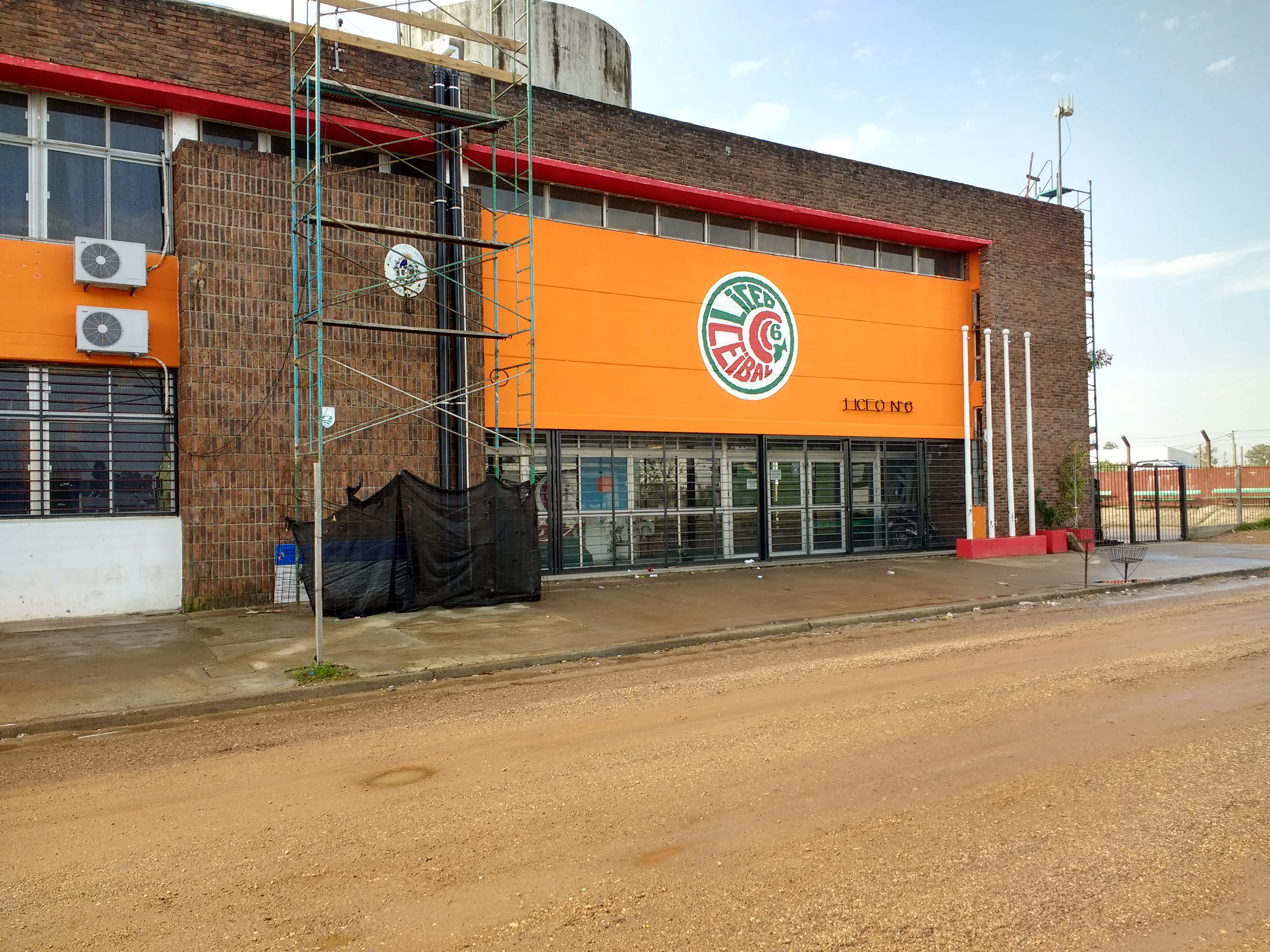
Construction contemporaine au sud-est de Salto : le lycée 6 du Barrio Ceibal.

Au sud de la ville, au-delà du quartier résidentiel cossu du Barrio La Estrella et le quartier moderne du Barrio Horacio Quiroga, à environ huit kilomètres, a été créé l'aéroport international de Salto.
Entre 1975 et 2004, la population de la ville s'est accrue de plus de 25 % et a franchi le cap des 100 000 habitants en 2011, recensant 104 028 habitants.

## Économie
Salto est un des principaux centres économiques de l'Uruguay et l'une des villes les plus dynamiques du pays. Pôle agro-industriel de premier plan, la ville a étoffé et modernisé son offre commerciale et de services tertiaires renforcée par un tourisme thermal, culturel et urbain attractif. De plus, son rôle de ville universitaire a permis de renforcer son influence urbaine et à transformer l'image de la ville elle-même. Tous ces atouts contribuent à étendre son rayonnement urbain qui polarise de plus en plus une grande partie du Nord du pays.
Salto présente une économie très diversifiée due à la fois à sa position géographique au sein d'une riche région agricole et à la variété des productions locales qui y sont transformées, valorisées et expédiées. De même, le rôle joué par son port fluvial a maintenu une activité soutenue de commerce et d'échanges. Ainsi la ville a-t-elle développé quatre grands secteurs économiques (agro-alimentaire et industriel, commercial, tertiaire supérieur et tourisme) que la mise en service du barrage de Salto Grande a beaucoup favorisé à la fois par sa fourniture en électricité et comme pont international entre l'Argentine et l'Uruguay.

### Ville au centre d'une riche région agricole

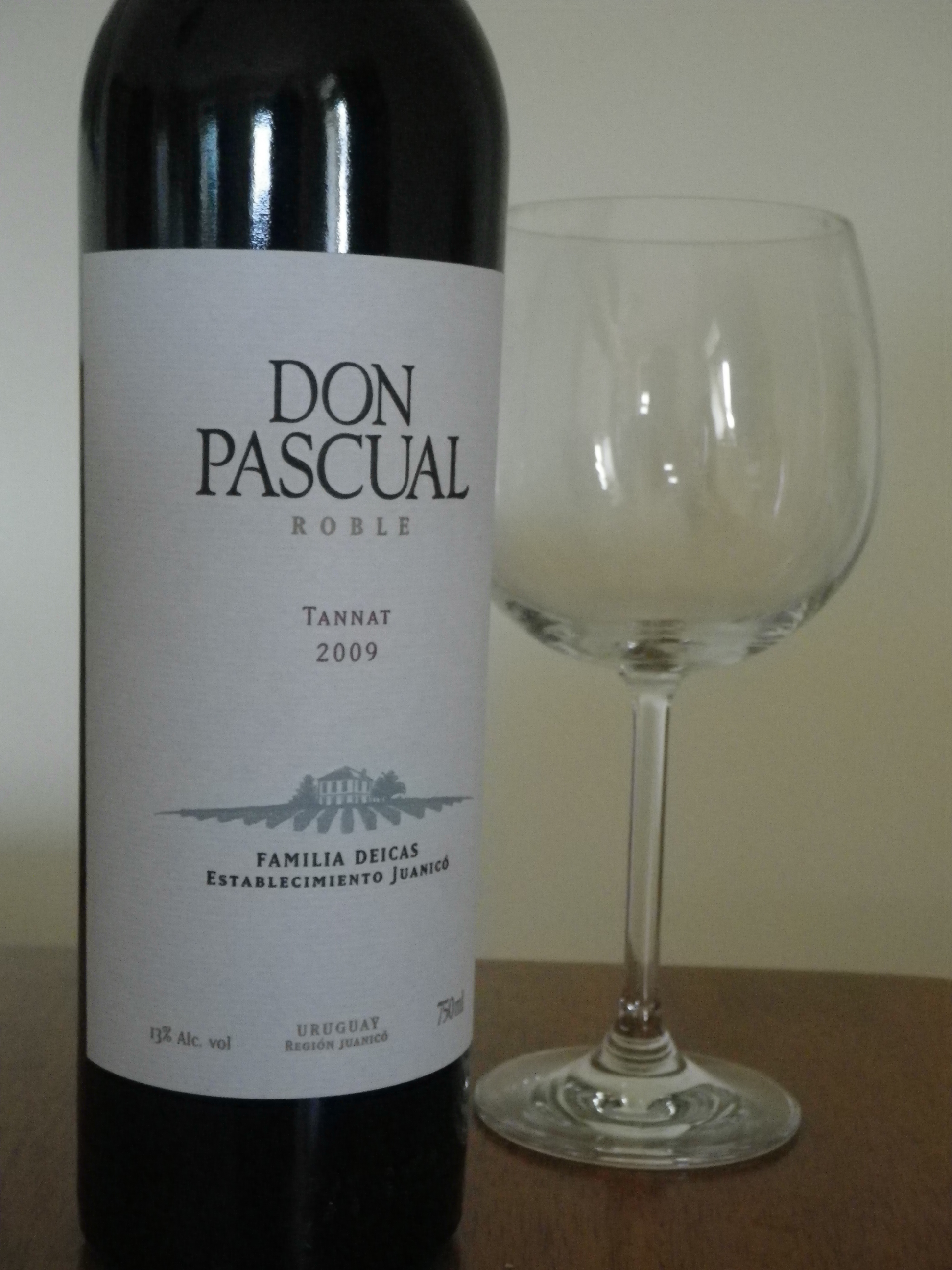
Juanicó Don Pascual, tannat, 2009. Le vin Tannat contribue à la richesse vinicole de Salto.

Salto est le centre de la principale région de production d'agrumes de l'Uruguay. Une vaste zone destinée à la production d'oranges, de tangerines, de pamplemousses, de citrons et de kumquats s'est développée dans un rayon d'une trentaine de kilomètres autour de la ville. La maturation de cette culture est favorisée par un climat plus chaud que dans celui du sud et 90 % de la production est exportée.
La vigne « Harriague », qui est une production locale à Salto et ses environs, a été introduite dans la décennie des années 1870 par un vigneron français, Pascual Harriague, et a beaucoup contribué à la réputation internationale de la ville. Elle y élabore les célèbres vins tannat, qui est l'unique variété reconnue internationalement pour l'Uruguay.
À côté de ses deux fleurons de la production agricole locale dont une grande partie est destinée à la transformation et à l'exportation, Salto et son département sont au cœur de productions qui les placent parmi les toutes premières en Uruguay. Ainsi en est-il pour les ressources liées à l'élevage pour la production de viande bovine et ovine ainsi que pour celle de la laine. Ces productions sont encadrées par l'intendance départementale qui vise à la fois la recherche de la qualité appuyée par l'innovation et une plus grande rentabllité.
Par ailleurs, l'horticulture et les cultures légumières occupent une place de choix dans l'agriculture saltenaise. Ces cultures fortement spécialisées (tomates, poivrons, courgettes, fraises...) sont pratiquées sur des centaines d'hectares autour de la ville fournissant aussi bien le marché urbain de Salto que celui des autres villes de l'Uruguay.
L'agriculture locale est à l'origine de la création d'une faculté d'agronomie de l'Université nationale, ouverte en 1975, qui a contribué au développement de la fonction universitaire de Salto.

### Industrie agroalimentaire
Le secteur des IAA est représenté par un grand nombre d'entreprises spécialisées dans la vinification pour l'élaboration des vins Tannat, dans la production de jus de fruits, de conserveries alimentaires, d'abattoirs et d'ateliers de charcuterie artisanale, de moulins pour la production de farines. À cela s'ajoutent la fabrication de produits lactés, la mise en bouteille d'eau minérale et une raffinerie de sucre industrielle issue de la canne à sucre produite localement. De plus, ce secteur industriel est renforcé par l'aménagement récent d'une zone agro-industrielle à l'est de la ville.
Aux côtés de cet important secteur des IAA, l'industrie est représentée par l'industrie navale traditionnelle et encore active.
La métallurgie de transformation, l'industrie du plastique et de l'ameublement ainsi que l'exploitation et la taille des pierres semi-précieuses complètent ce secteur économique diversifié.

### Activité portuaire

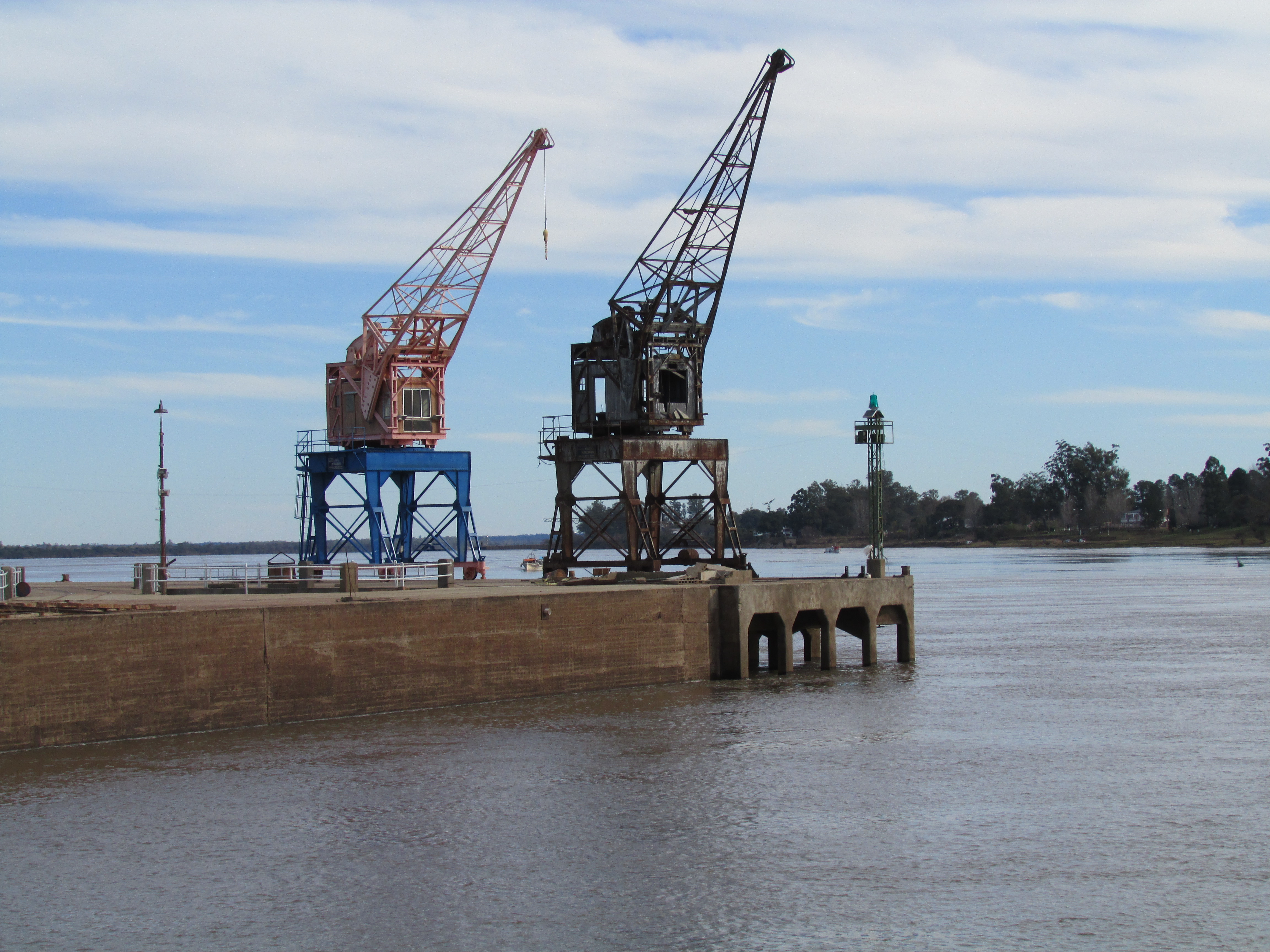
Le port fluvial de Salto

Malgré les irrégularités du cours du río Uruguay et la nécessité de navires à faible tirant d'eau à l'approche de Salto, le fleuve a joué un grand rôle dans l'économie commerciale et dans l'histoire industrielle de la ville, même si aujourd'hui le port fluvial voit son activité nettement diminuer. Le long du fleuve, des infrastructures sont encore exploitées pour le fret fluvial où Salto, au même titre que Paysandú, Fray Bentos et Nueva Palmira, joue son rôle de port de transit fluvial.
Par ailleurs, la ville entretient des relations fluviales avec la ville argentine de Concordia qu'elle désire relancer tout en projetant d'aménager un embarcadère pour les navettes de croisière fluviale 
.
Du fait de sa position de carrefour d'échanges et de communications dans le Nord-Ouest du pays, Salto constitue un centre international pour les entrées et sorties des marchandises pour le trafic routier, représentant 11 % du trafic international de transport du pays.

### Secteur commercial

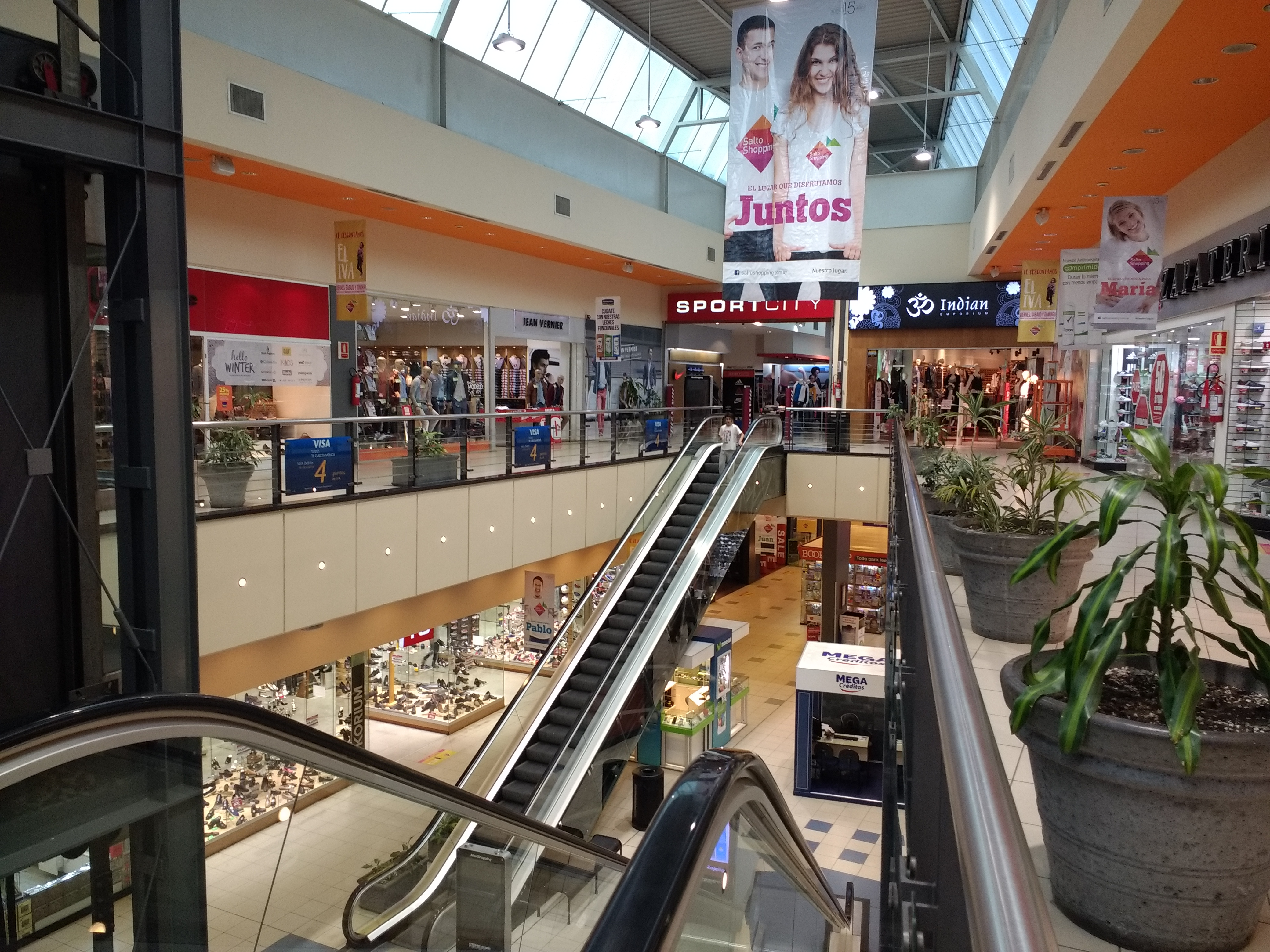
Le Shopping Center de Salto.

Salto a une tradition commerciale solidement établie du fait de son activité portuaire exploitée dès la fin du XVIIIe siècle. Mais ce n'est qu'à partir de la seconde moitié du XIXe siècle qu'elle va affirmer son rôle commercial avec sa nouvelle fonction de capitale départementale et son statut de ville, puis de carrefour d'échanges grâce au développement des infrastructures de communication avec l'arrivée du chemin de fer et la modernisation de son site portuaire.
Dans le courant du XXe siècle, elle affirme sa vocation commerciale, non seulement grâce à l'essor de son tissu économique mais aussi grâce à sa croissance urbaine où sa population a quintuplé durant ce siècle.
Si le centre-ville demeure traditionnellement le cœur de l'activité commerciale et des services, notamment avec la Calle Uruguay qui est la grande artère commerçante de Salto, un grand nombre de commerces se sont implantés dans la périphérie à l'exemple du Shopping Center de Salto qui fait de la ville le plus grand centre commercial du nord du pays.
Ce nouveau centre commercial, inauguré en l'an 2000, a été implanté dans la partie est de la ville (quartier Zona Este) et inclut le Terminal des autobus qui est une des stations les plus modernes du pays.

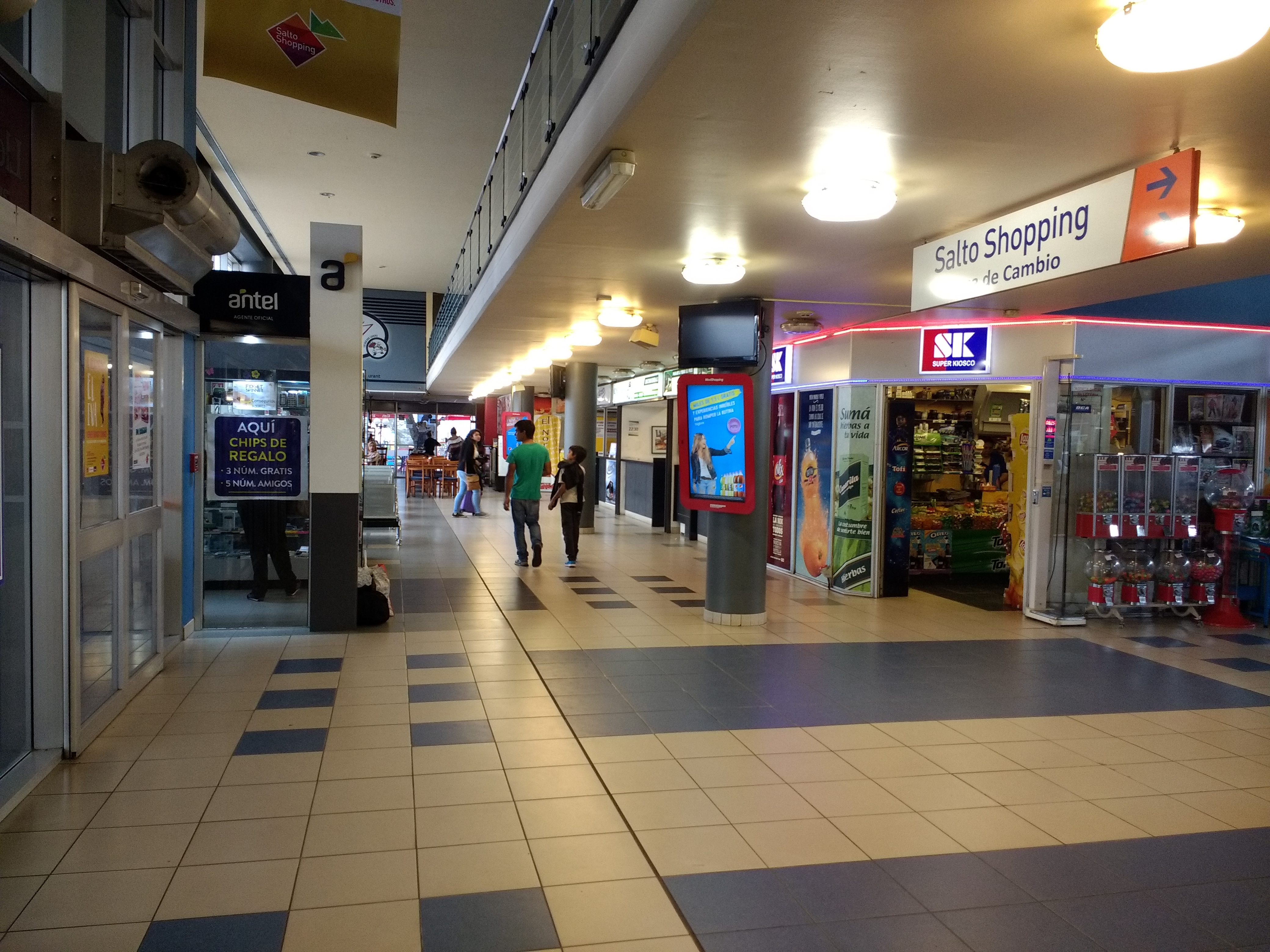
Le terminal des bus à Salto est accolé au Shopping Center.

### Rôle moteur de la fonction universitaire

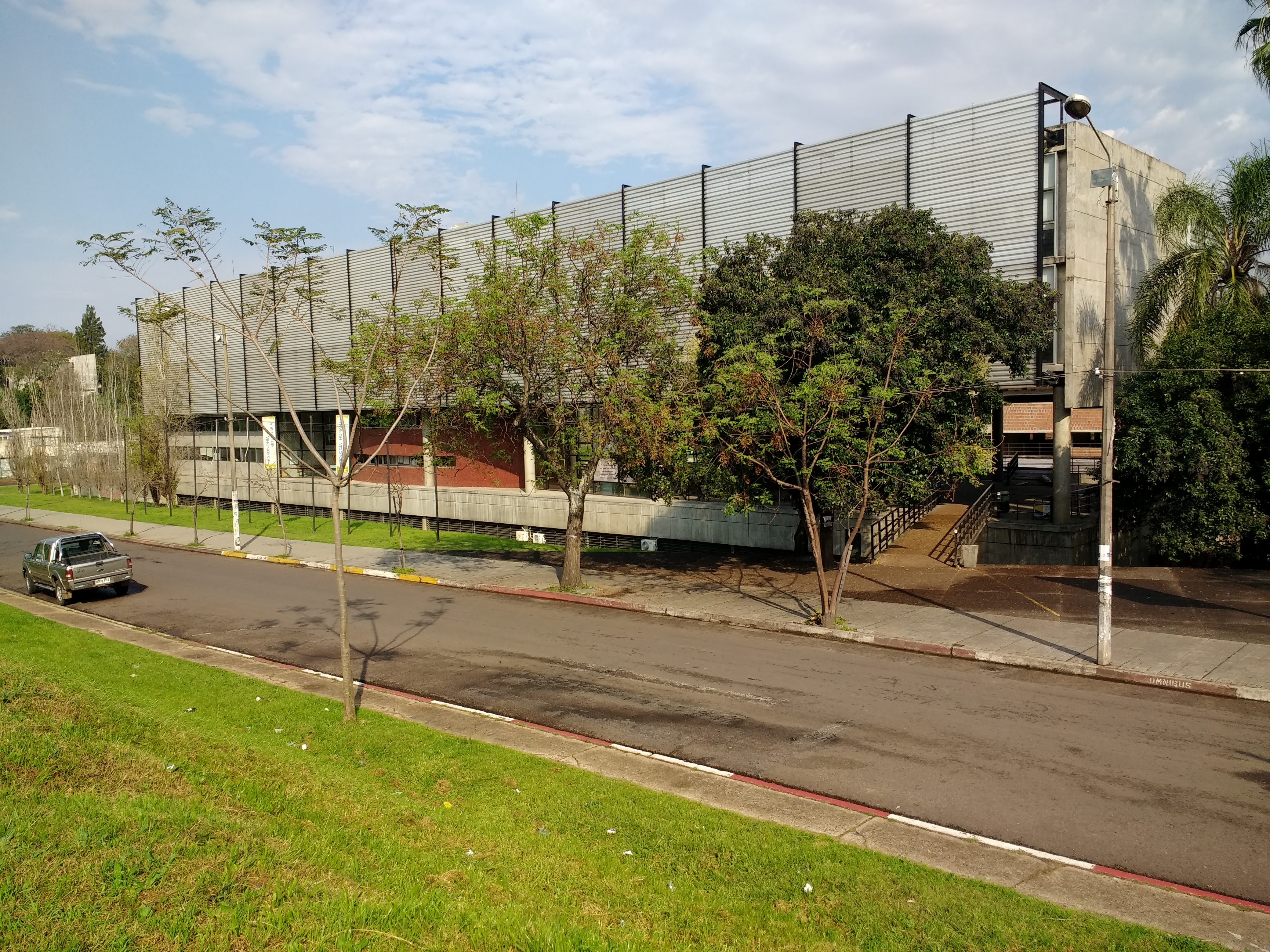
L'université de Salto.

Salto est devenue une ville universitaire et a affirmé sa nouvelle vocation dès 1975 avec la création de nouvelles facultés (agronomie, sciences, droit). Pas moins de 8 000 étudiants fréquentent ses différents établissements d'enseignement supérieur et font de la ville le principal centre universitaire du Nord de l'Uruguay. L'Université a contribué à changer l'image de la ville et à booster son économie urbaine par le rajeunissement de sa population, par l'essor de l'immobilier et par la diversification de la vie culturelle.

### Importance du secteur touristique
Salto est un centre touristique dynamique en Uruguay et l'un des plus attractifs du pays, étant la troisième destination touristique du pays.
Parmi ses principales attractions se trouvent les centres bien équipés et modernisés des thermes situés dans les environs de la ville à Arapey et à Dayman ou dans la ville-même avec l'hôtel Spa Horacio Quiroga. D'importants équipements hôteliers ont été réalisés, représentés par un parc nombreux d'hôtels, de chalets et de bungalows situés près des eaux thermales. Le tourisme thermal attire 480 000 visiteurs par an en moyenne et contribue beaucoup à la réputation touristique de la ville.

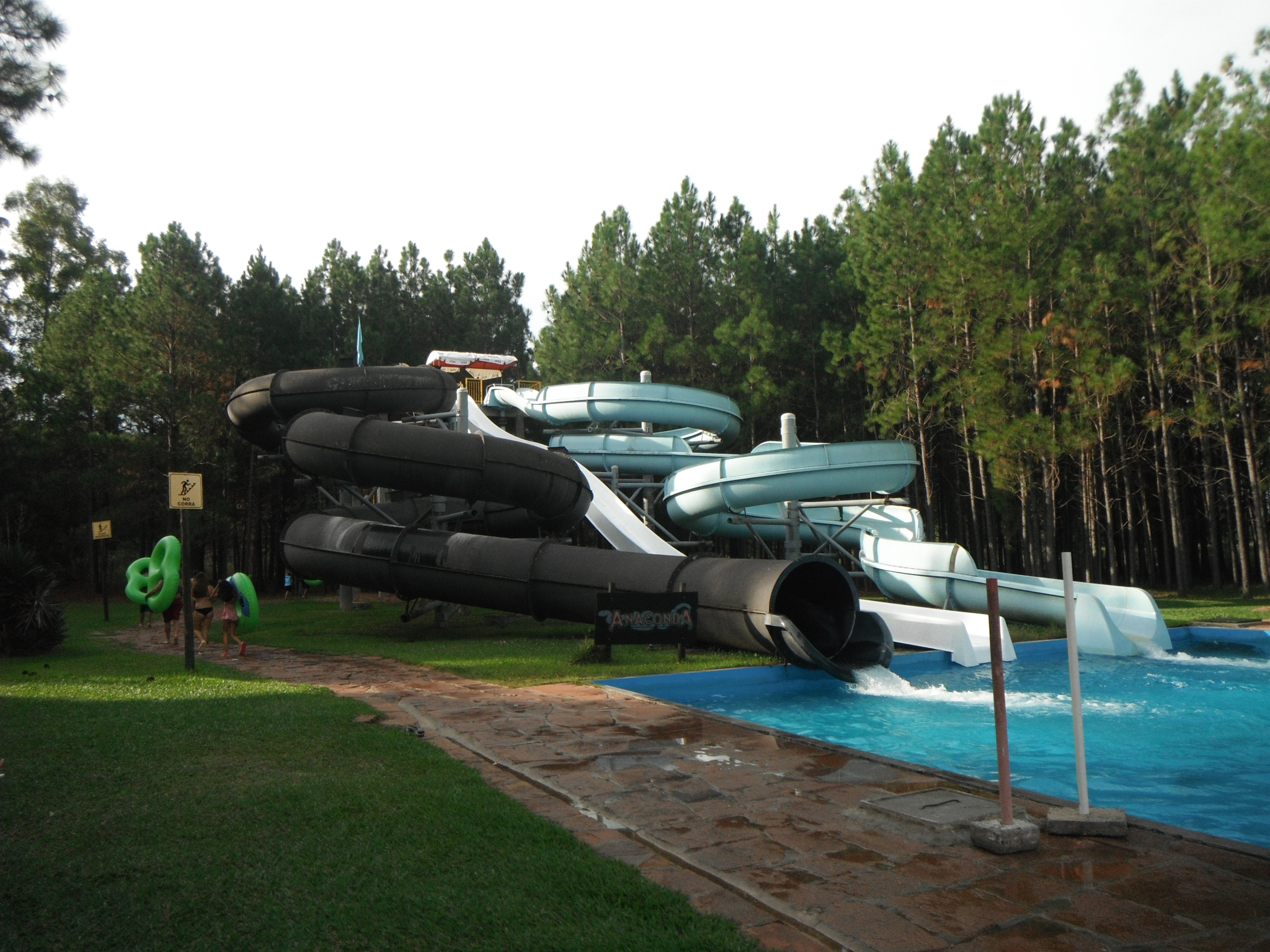
Le Parc Aquatique de Salto.

La ville a également développé un tourisme de loisirs urbains avec le complexe récréatif Acuamanía et le Parque Acuático avec des piscines, toboggans, cascades géantes et autres jeux d'eau sans oublier le parc zoologique, le terrain de golf ou encore le casino, les salles de cinéma modernisées ou les six pistes du bowling.

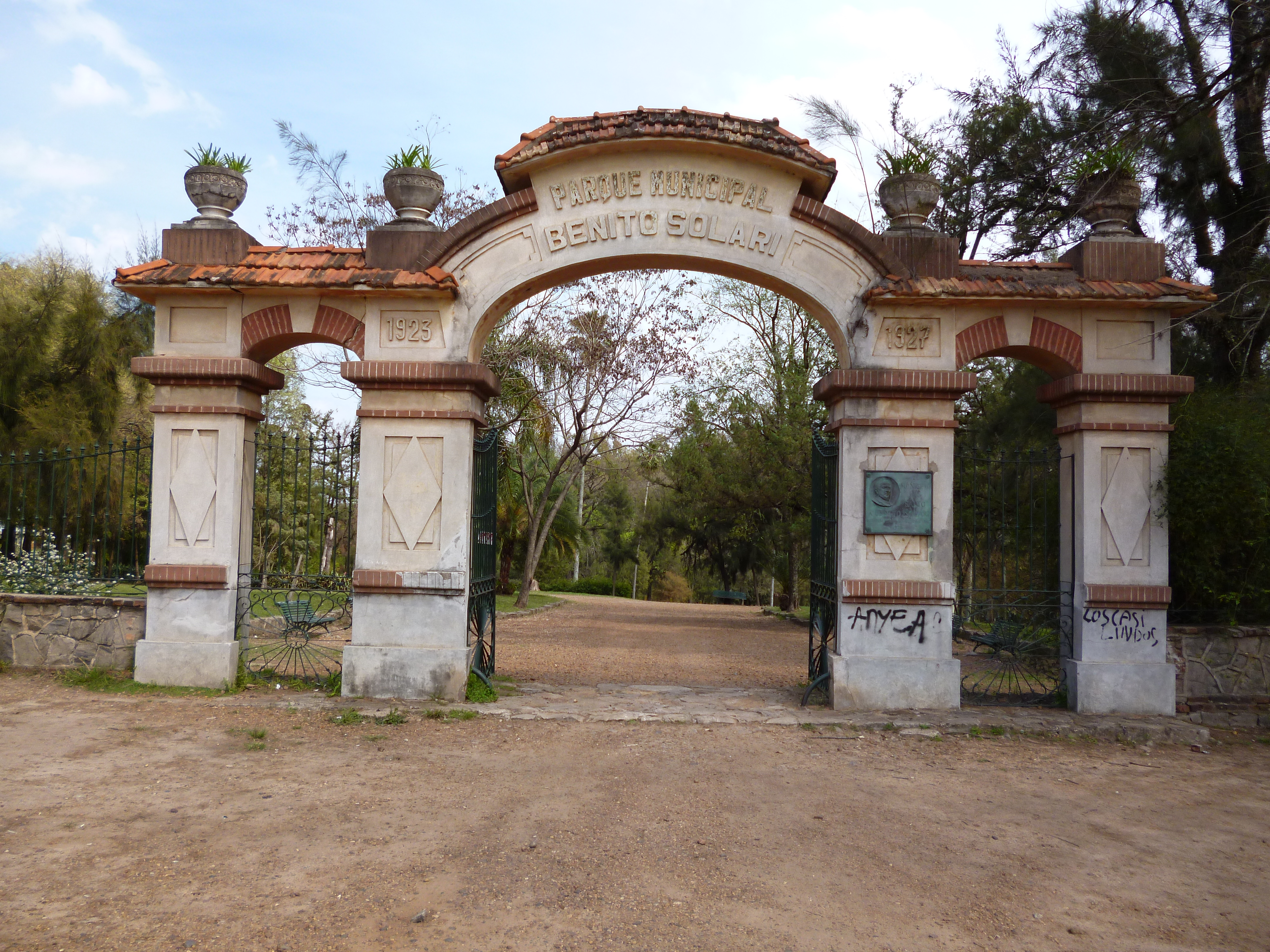
Porte d'entrée de style Belle Époque du parc Solari de Salto.

La diversité de son patrimoine historique et muséographique est aussi mise en valeur avec de riches musées et de beaux édifices inspirés du style architectural Belle Époque. Le Museo del Hombre y la Tecnología, le teatro Larragaña, le musée des Beaux-Arts et le musée Horacio Quiroga sont les lieux les plus visités.
La ville offre de plus une variété d'animations et de divertissements avec les promenades autour de son port et le long des rives du fleuve, la costanera norte et sur, ou la grande rue commerçante de la calle Uruguay. Salto est une ville verte comptant un grand nombre d'espaces verts avec ses places, parcs et passages ombragés qui sont autant de lieux de promenades urbaines ou touristiques dont les emblématiques Plaza Artigas, Plaza de los Treinta y Tres et le vaste Parc Solari qui est le plus grand de la ville.
À 15 kilomètres au nord de Salto, le site du barrage hydro-électrique Salto Grande tient lieu également d'attraction touristique.

## Urbanisation du site

### Occupation du site

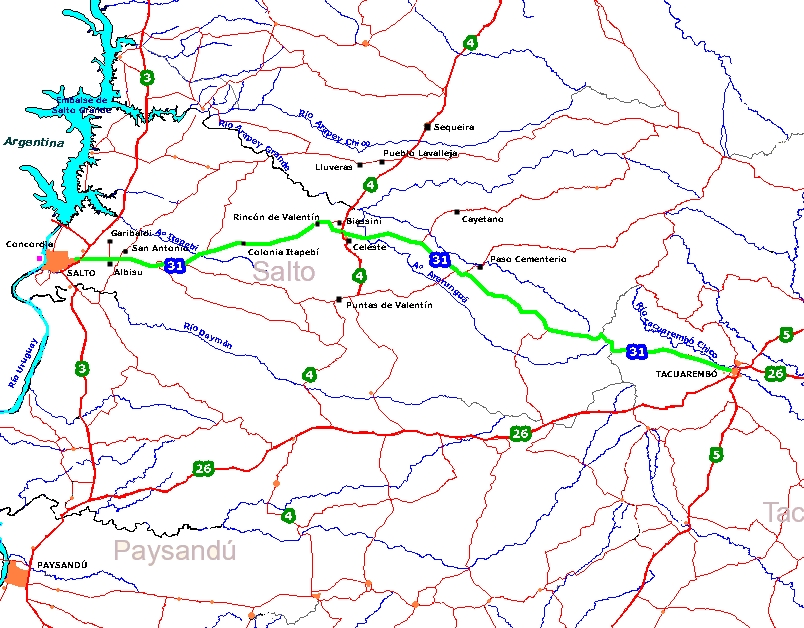
Le réseau routier national dans le département de Salto avec le tracé des Routes 3 et 31.

Salto est avant tout une ville fluviale sur le río Uruguay auquel elle doit originellement sa création, puis son expansion urbaine.
Fondée sur la rive gauche du fleuve dans un profond méandre, la ville s'est développée perpendiculairement au fleuve et à son port selon un plan urbain en damier. Depuis le XVIIIe siècle, elle s'est progressivement étendue sur le site d'une terrasse alluviale qui domine le fleuve entre 48 et 54 mètres de hauteur. L'occupation sur la partie haute de cette plaine fluviale a favorisé l'édification de la ville la mettant à l'abri des inondations.
L'urbanisation s'est établie sur la rive gauche du fleuve face à la ville voisine de Concordia qui s'est développée sur la rive droite.
La ville de Salto occupe une position excentrée dans son département mais sa situation géographique dans la large vallée de l'Uruguay lui est favorable. La plaine fluviale riche en sédiments alluviaux est réputée pour sa fertilité contribuant en une agriculture variée que le climat favorise également. À l'est, sur les premières pentes douces de la cuchilla del Dayman, située au nord-est et à l'est de la ville, où le relief est ondulé et peu élevé, n'atteignant nulle part les 200 mètres d'élévation, l'élevage extensif y est largement pratiqué.
L'absence de contrainte du relief dans la large vallée de l'Uruguay a facilité la mise en place d'un réseau de communications où Salto joue un rôle de carrefour et de transit ferroviaire et routier. Cette fonction d'échanges a été renforcée depuis l'établissement du barrage sur le fleuve à 18 km en amont de Salto.
La Route Nationale 3 est la principale voie de communication de Salto avec le reste du pays et surtout avec la capitale située à 498 kilomètres par la route au sud-est. Une rocade de contournement à l'est de la ville permet de la relier également à la Route Nationale 31 en direction de Tacuarembó.
Salto est également un lieu de transit ferroviaire notamment vers l'Argentine par le barrage sur le río Uruguay. La première voie ferrée arriva dans la ville en 1874 la reliant premièrement au Brésil via Bella Union, puis Artigas. Une ligne ferroviaire fut construite vers le sud du pays depuis Salto en direction de Paysandú et de Montevideo et établit la jonction avec la ligne du Nord-Ouest.

### Morphologie urbaine

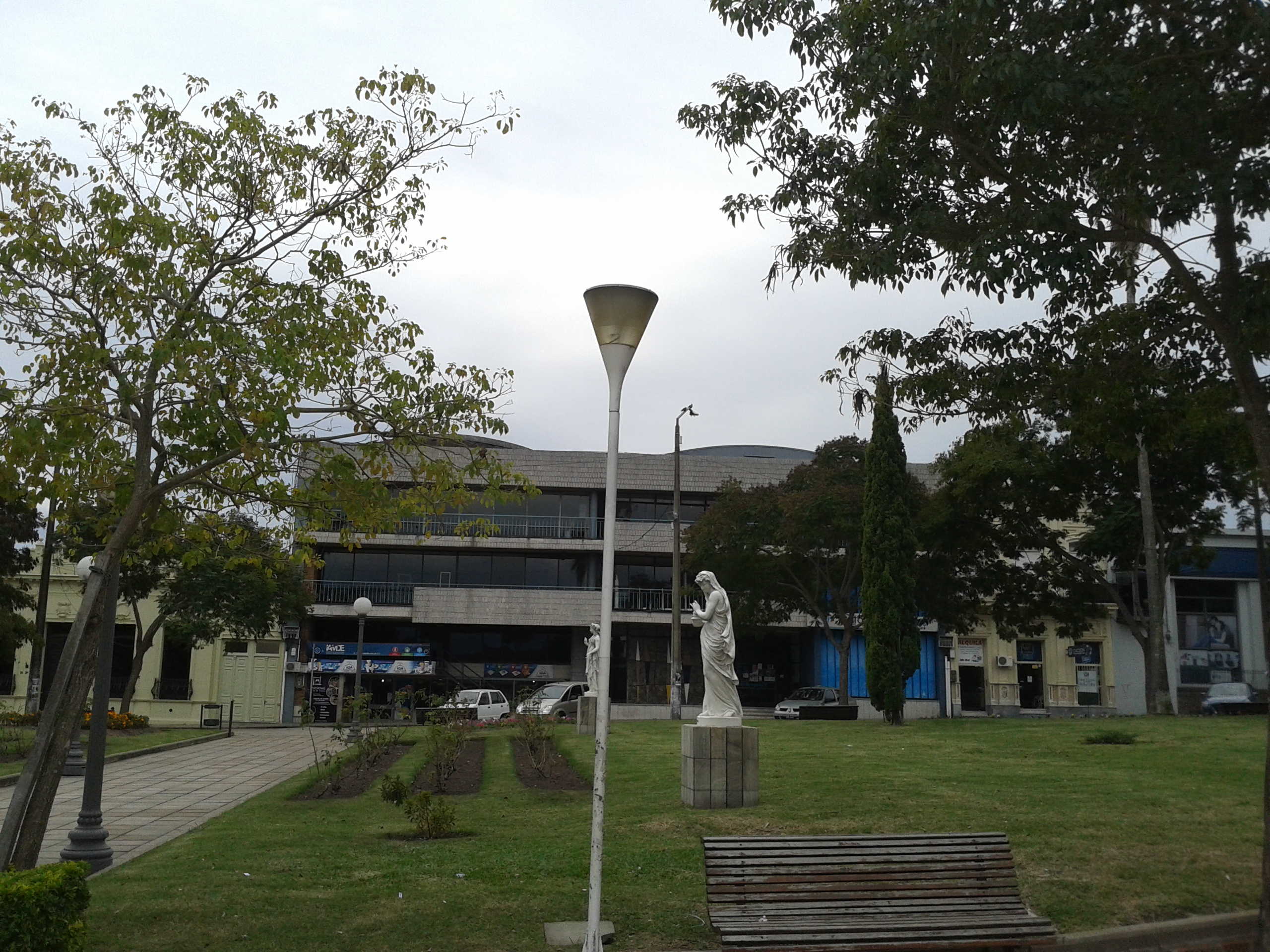
Urbanisme rénové dans le centre de la ville.

Salto ne présente pas de « skyline urbaine » établie le long du río Uruguay comme la ville voisine de Concordia car son centre-ville est situé à l'écart du port et s'est développé vers l'est, perpendiculairement au fleuve.
Si la ville doit en grande partie son existence grâce à son port fluvial, la vie urbaine s'articule autour de grandes places, la place Artigas, place principale de la ville, et la place Treinta-y-Tres, place la plus ancienne, qui concentrent avec les longues rues Uruguay et Artigas, les activités administratives, commerciales et culturelles ainsi que l'attraction touristique.
La plupart des rues de Salto se croisent à angle droit, respectant l'ancien plan hippodamien, héritage de l'urbanisme espagnol qui se retrouve dans de nombreuses villes du continent sud-américain. Dans le centre urbain, un grand nombre d'immeubles modernes et de tours résidentielles ont remplacé les vieilles maisons à rez-de-chaussée de la période coloniale.
La ville-centre qui forme le Barrio Centro et ses quartiers (en espagnol: barrios) attenants se présentent comme un vaste rectangle dont les contours à l'est s'élargissent et abandonnent le plan régulier en damier.
La ville est délimitée tout à l'est par la longue rocade de la Route 3 où s'achève le front d'urbanisation avec une grande zone agro-industrielle placée à l'intersection des routes nationales 3 et 31.
Le quartier central (Barrio Centro) représente le cœur névralgique de la ville avec ses administrations, ses établissements d'enseignement et ses artères commerçantes.
Les quartiers résidentiels qui entourent le  Barrio Centro sont aussi pourvus de places et de parcs, de services publics, hospitaliers ou universitaires mais aussi de commerces et d'hôtels, prolongeant les activités du centre historique.

### Les quartiers de Salto

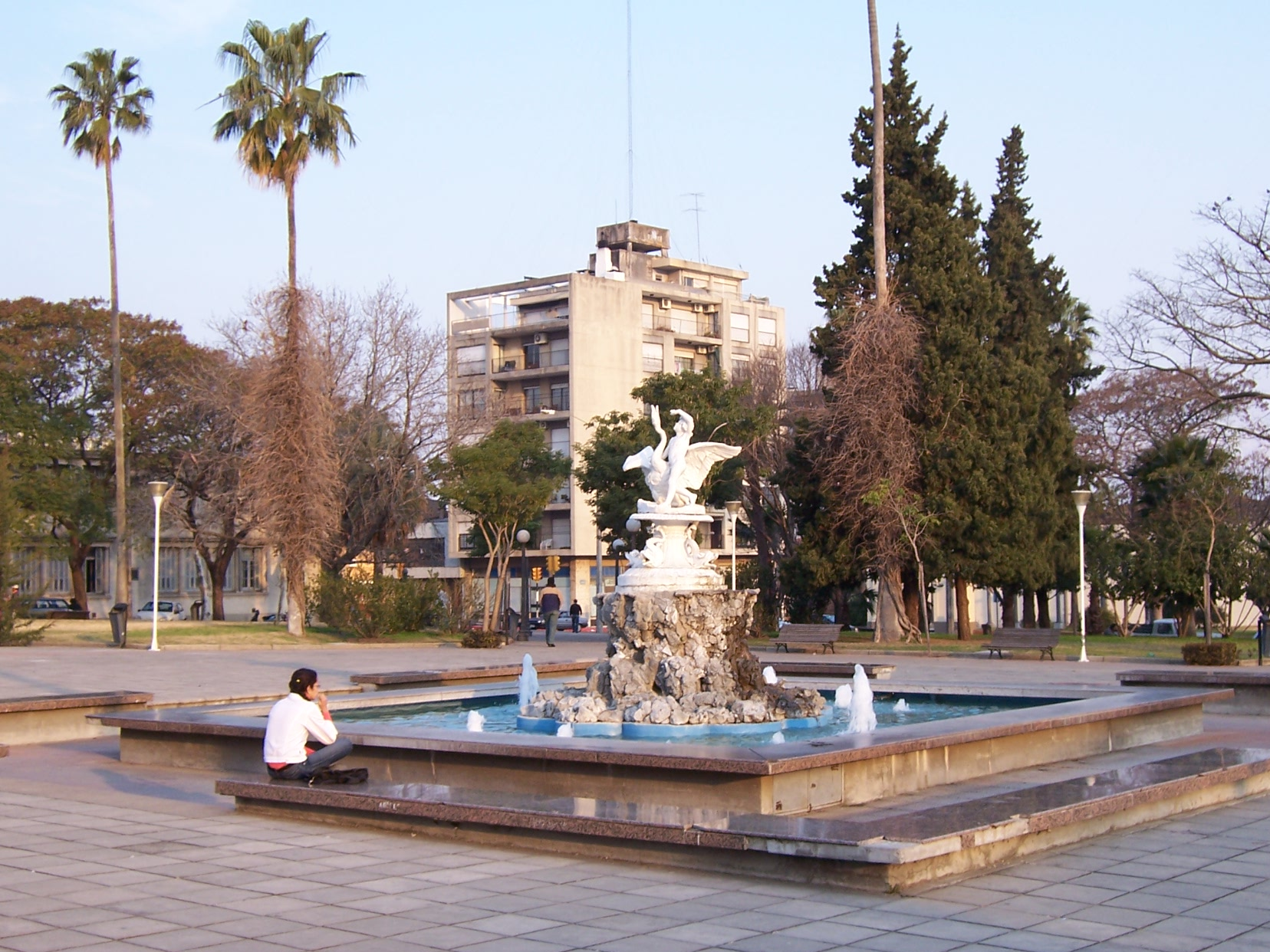
Immeuble moderne et espace vert à Salto.

La municipalité de Salto dispose d'un territoire étendu dont le chiffre de la superficie n'est pas fourni par les services de l'intendance départementale. Ce vaste espace territorial est délimité à l'ouest par le fleuve Uruguay, au nord, à l'est et au sud respectivement par les municipios de Colonia 18 de Julio, Termas del Daymán et Arenitas Blancas.
Le Municipio de Salto comprend des espaces urbanisés structurés en plus d'une trentaine de quartiers qui sont appelés « barrios ».
Comme toute ville uruguayenne, la ville est organisée selon un plan en damier où les rues rectilignes se croisent à angle droit et où les places urbaines comme les parcs et les jardins publics structurent l'espace urbain. Salto n'échappe pas à cette règle d'urbanisme dont le plan d'aménagement urbain fut appliqué en 1910. coïncidant avec son statut de ville (en espagnol : ciudad) décrété en 1863.

#### LeBarrio Centro
Le centre historique de la ville qui est organisé en un damier régulier de rues et de places, de forme rectangulaire de 3 kilomètres sur 2, est délimité à l'ouest par le fleuve et l'esplanade portuaire. Au cœur de ce site historique, deux grandes places urbaines, la Place Treinta-y-Tres et la plaza Artigas, délimitées par les longues Calle Uruguay, au nord, et Calle Artigas, au sud, structurent le Barrio Centro.

#### Les sept barrios attenant leBarrio Centro
Sept quartiers enserrent le Barrio Centro et se caractérisent par la même trame serrée du plan en damier. Ils entourent au nord, à l'est et au sud le Barrio Centro et sont respectivement les suivants :
- Barrio Baltazar Brum
- Barrio Paloma
- Barrio Universitaria
- Barrio Solari (il abrite le Parque Benito Solari)
- Zona Este (site de la gare ferroviaire de Salto)
- Barrio Progreso
- Barrio La Estrella
- Barrio Cien Manzanas (en bordure du fleuve).

#### Les onze barrios périphériques du Sud et de l'Est
Les quartiers situés au-delà de la zone centrale de Salto sont les quartiers modernes et contemporains qui se sont développés au détriment des zones agricoles et rurales et qui sont nettement délimités par des rocades urbaines au sud (Calle Pascual Harriague) et à l'est (Route Nationale 3) et sa jonction au sud-est avec la Route Nationale 31 en direction de Tacuarembó. La trame urbaine se distingue par un plan en damier au tracé plus desserré, plus lâche et qui suit souvent les obstacles naturels laissés par les cours d'eau en particulier.
Du Sud vers l'Est, il s'agit des onze quartiers suivants :
- Barrio Saladero (en bordure du fleuve) (quartier huppé de la ville qui abrite le parc Mattos Netto)
- Barrio Patule
- Barrio Horacio Quiroga
- Barrio Minervine
- Barrio Don Atilio
- Barrio Ceibal (qui doit son nom à l'arroyo Ceibal qui se jette dans le fleuve) est délimité à l'est par l'avenue Gobernador Viane, ancienne Route Nationale 3 qui entrait dans la ville.
- Barrio Luján (quartier sud-est de la ville)
- Barrio Artigas (rocade route 3 et jonction route 31, parc agro-industriel, station de recherche agronomique de l'université, futur pole régional horticole)
- Barrio Uruguay (quartier Est)
- Barrio Nuevo Uruguay (quartier Est)
- Barrio Andresita (quartier Est).

#### Les cinq barrios intermédiaires
Entre les quartiers sud et est et le Barrio Centro, des quartiers résidentiels ont été greffés au tissu urbain. Ils occupent une position médiane entre ces deux parties de la ville et se trouvent à l'est de la voie ferrée d'orientation nord-sud. Il s'agit des cinq quartiers suivants: 
- Barrio Los Ingleses
- Barrio Frederico Moreira
- Barrio Malvasio
- Barrio Chinchurreta
- Barrio Burton (ce quartier fait la liaison entre la ville-centre et l'est suburbain).

#### Les onze barrios au nord de la ville
Au nord de la ville, depuis le fleuve jusqu'à la rocade urbaine à l'est-nord-est, les quartiers présentent un tissu urbain nettement desserré, au réseau de rues beaucoup moins régulier provenant du grignotage progressif sur des terres agricoles soit en friches, soit à l'abandon. D'ouest en est, il s'agit des onze quartiers suivants :
- Barrio La Humedad (abrite le Centre hospitalier de la ville)
- Barrio Norte (quartier semi-urbain le plus au nord de Salto)
- Barrio Dos Naciones
- Barrio Fatima (jouxte au nord le grand parc Solari)
- Barrio Gallino (borde également au nord le parc Solari)
- Barrio Delgue (délimité au nord par la longue avenue Apolón de Mirbek)
- Barrio Victor Lima (délimité au nord par la longue avenue Apolón de Mirbek)
- Barrio Gautron (délimité au nord par la longue avenue Apolón de Mirbek)
- Barrio Calafi 1 et 2
- Barrio La Amarilla
- Barrio Rodo Oeste

### Vers la formation d'une région urbaine Concordia-Salto

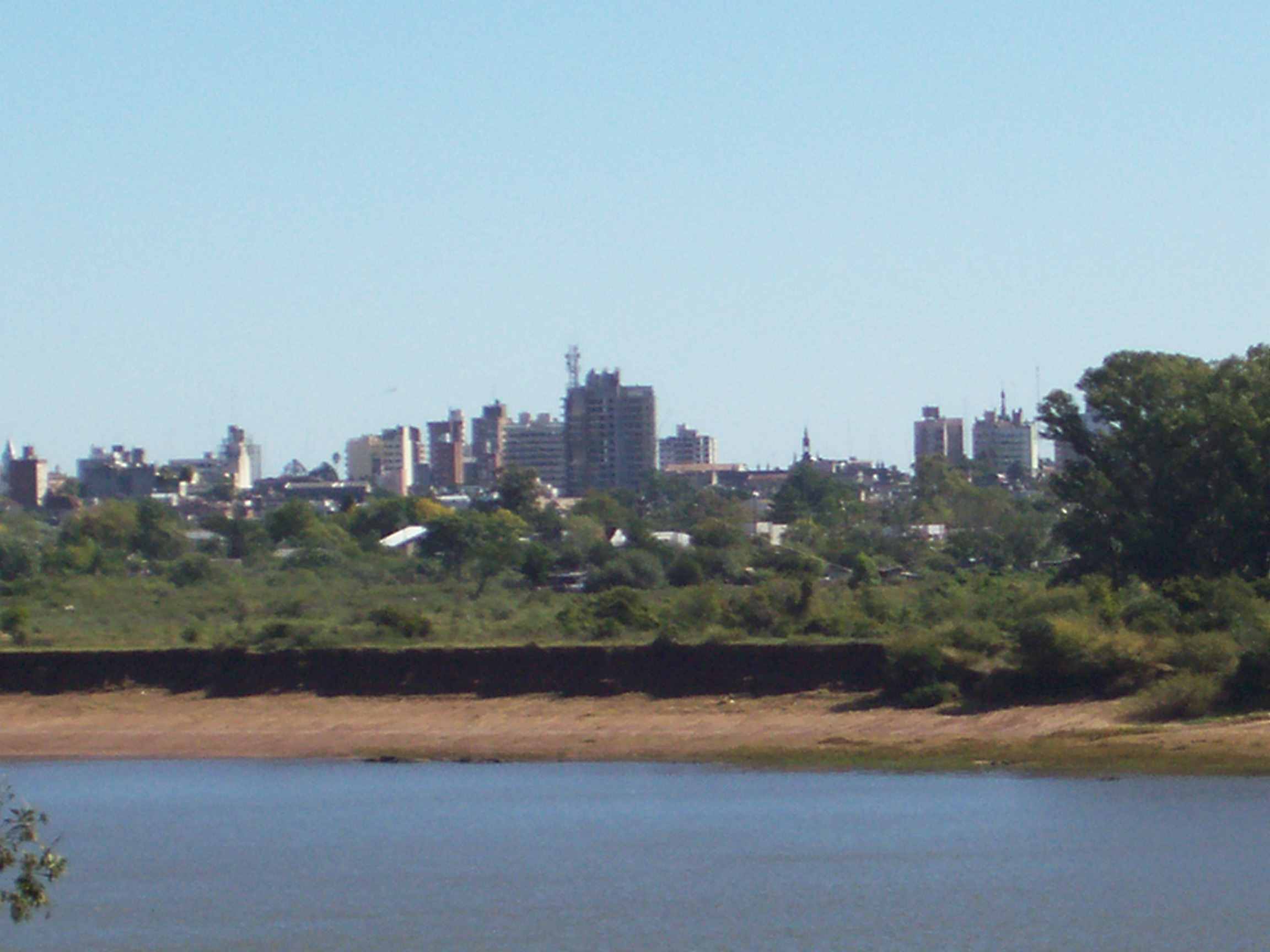
La skyline de Concordia vue depuis les rives du río Uruguay fait face à Salto, ville avec laquelle elle forme le « Salto Grande », région urbaine qui unit les deux rives du fleuve.

Avec plus de 100 000 habitants, Salto est la plus importante ville de la partie septentrionale et centrale de l'Uruguay devancant de loin les villes comme Paysandú et Rivera.
De plus, sa position sur le río Uruguay et sa fonction de ville frontalière la placent au cœur d'une région urbaine qui, avec la ville argentine de Concordia, forment le conglomérat urbain de « Salto Grande » rassemblant plus de 260 000 habitants, voire plus probablement 300 000 habitants,.
Cette intégration interurbaine entre Salto et Concordia est le fruit de concertations suivies d'aménagement entre les deux villes qui veulent créer une seule ville (en espagnol : « una unica ciudad »).
Parmi ces projets de « ciudad unica »entre ces deux villes, la construction d'un pont entre les deux cités a été évoquée dès 2017. L'augmentation de la desserte ferroviaire entre les deux villes est perçue comme un renforcement des liens interurbains. L'intensification des relations et des échanges entre ces deux villes permet aussi de favoriser les liens culturels qui les unissent naturellement,.
Par ailleurs, les ambitions locales sont portées par les deux villes dont le but est « d'intégrer et de développer une région qui possède un potentiel de croissance et d'expansion. L'intégration proposée entre Concordia et Salto inclut la construction de nouvelles infrastructures destinées à renforcer, entre autres, l'industrie touristique. Dans cette perspective, est prévue la construction d'un nouvel aéroport qui, dans une première étape, concernera le trafic voyageurs et, dans une seconde étape, concernera le fret pour faciliter la vente de produits pour l'exportation ».
Les six villes qui font partie du projet de région urbaine de « Salto Grande » sont les suivantes :
Les villes d'Argentine :
- Concordia : 152 282 habitants
- Federación :17 547 habitants
- Santa Ana: 1 795 habitants

Les villes d'Uruguay :
- Salto : 104 028 habitants
- Constitución : 3 896 habitants
- Belén: 2 269 habitants

## Ville universitaire

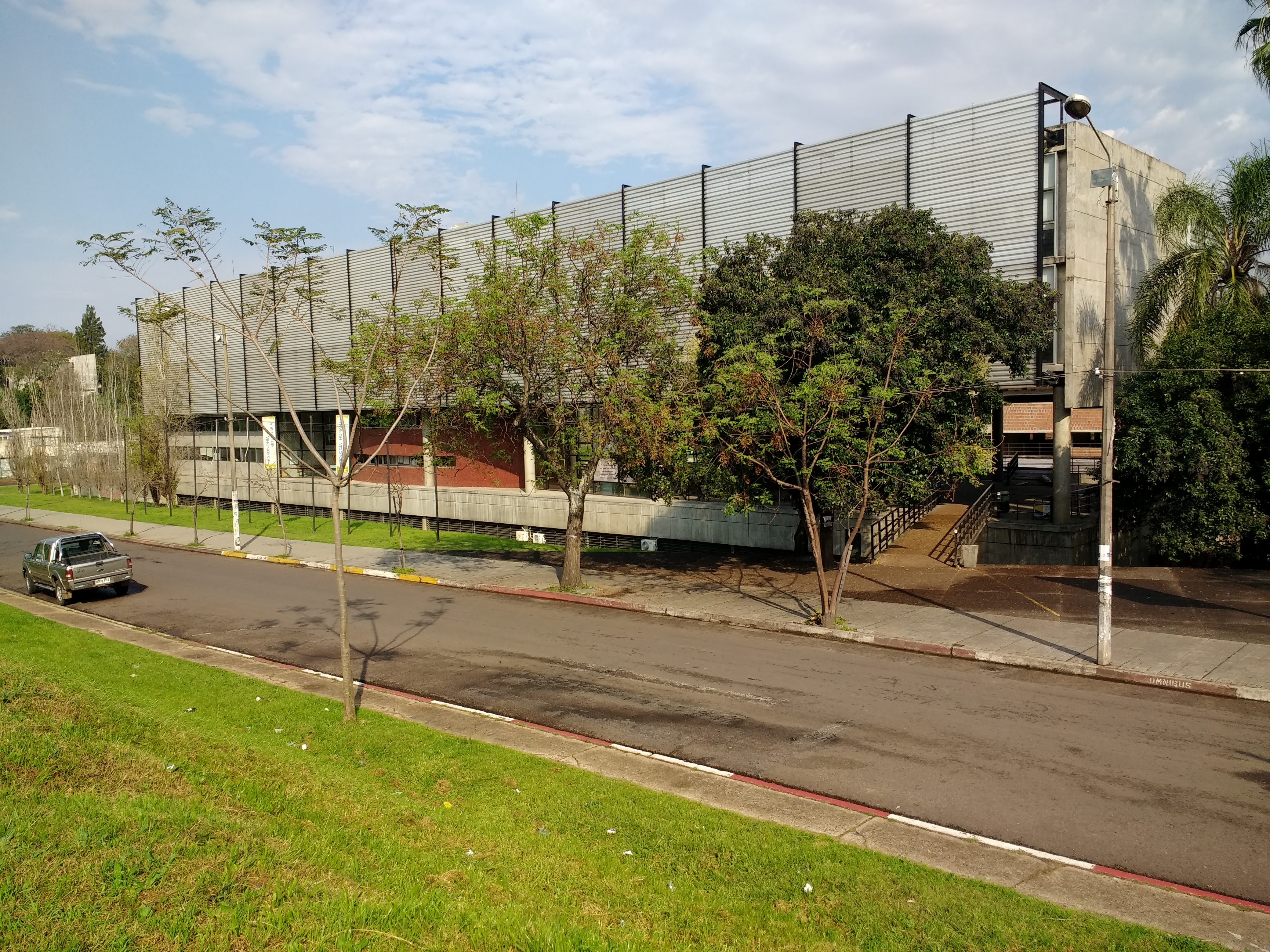
L'Université de Salto est la plus importante du nord et du centre de l'Uruguay.

L'éloignement géographique de Montevideo, au lieu de constituer un handicap pour la ville de Salto, lui a permis au contraire de devenir une ville universitaire de plein exercice et d'affirmer son rayonnement urbain bien au-delà des limites de son département.
Avec 13 000 étudiants dénombrés en 2022, Salto est la deuxième ville universitaire de l'Uruguay, après la capitale du pays, non seulement pour le nombre des étudiants mais aussi pour la diversité de l'offre universitaire dépendant soit du domaine public, soit du domaine privé.
La ville est depuis 2008 le siège de l'université de la région nord de la République, et compte aussi des universités privées comme l'université catholique d'Uruguay (Universidad Católica) et celle de l'organisation juive ORT (Universidad ORT).

### Principal centre universitaire du Nord et du Centre de l'Uruguay
Salto héberge un grand pôle universitaire, le centre régional universitaire du Nord, dont l'influence s'étend dans le Nord et le Centre de l'Uruguay. L'université de Salto est une antenne de l'université de la République, où y sont enseignés les cours préparant aux carrières destinées à l'architecture, l'ingénierie, l'agronomie, les lettres et le droit.
La faculté d'agronomie a ouvert une station expérimentale à l'est de la ville.

### Facultés de l'université de Salto
- Faculté d'agronomie
- Faculté d'architecture
- Faculté d'ingénierie
- Faculté des lettres
- Faculté de sciences économiques
- Faculté de droit
- Faculté de vétérinaire

### Autres établissements d'enseignement supérieur public

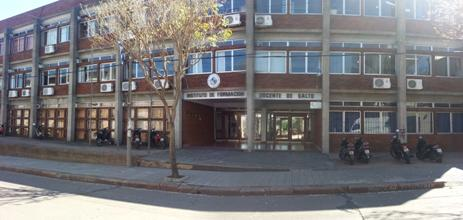
L'Institut de Formation Docente pour la formation des instituteurs.

Dans le prolongement de l'enseignement supérieurs dispensé dans les différentes facultés de l'université de la République, Salto dispose de plusieurs autres formations supérieures relevant du secteur public.
La ville dispose d'un Institut de formation des maîtres d'école (Instituto de Formación Docente de Salto) pour les futurs maîtres de l'enseignement primaire, créé en 1963, et d'un Centre régional des professeurs (Centro Regional de Profesores del Litoral) pour les futurs professeurs de l'enseignement secondaire du collège au lycée créé en 1997.
Elle a accueilli en outre un établissement pour l'apprentissage des officiers du transport maritime de l'Universidad del Trabajo del Uruguay (UTU).
Enfin une École universitaire de musique (Escuela Universitaria de Música) y a été créée en 1953. Au début c'était un Conservatoire national de musique et, en 1995, elle a été dénommée Escuela Universitaria de Música, devenant un institut de l'université de la République.

### Établissements d'enseignement supérieur privés
Salto dispose d'une université catholique
(Universidad Católica del Uruguay), qui est la première université privée ouverte en 1985 et formant 500 étudiants chaque année dans la ville.
Un autre centre universitaire privé s'est ouvert dans la ville l'Institut de formation technologique (CTC) dépendant de l'Universidad ORT.
Par ailleurs, diverses écoles privées orientées dans l'enseignement des études tertiaires sont en activité dans la ville.

## Tourisme et patrimoine
Salto dispose d'un riche patrimoine historique, culturel et muséographique, qui se laisse découvrir comme un musée de plein air au moyen de circuits touristiques bien organisés et qui sont fréquentés par de nombreux touristes faisant maintenant de la ville la troisième destination touristique de l'Uruguay après Montevideo et Punta del Este.

### Patrimoine religieux

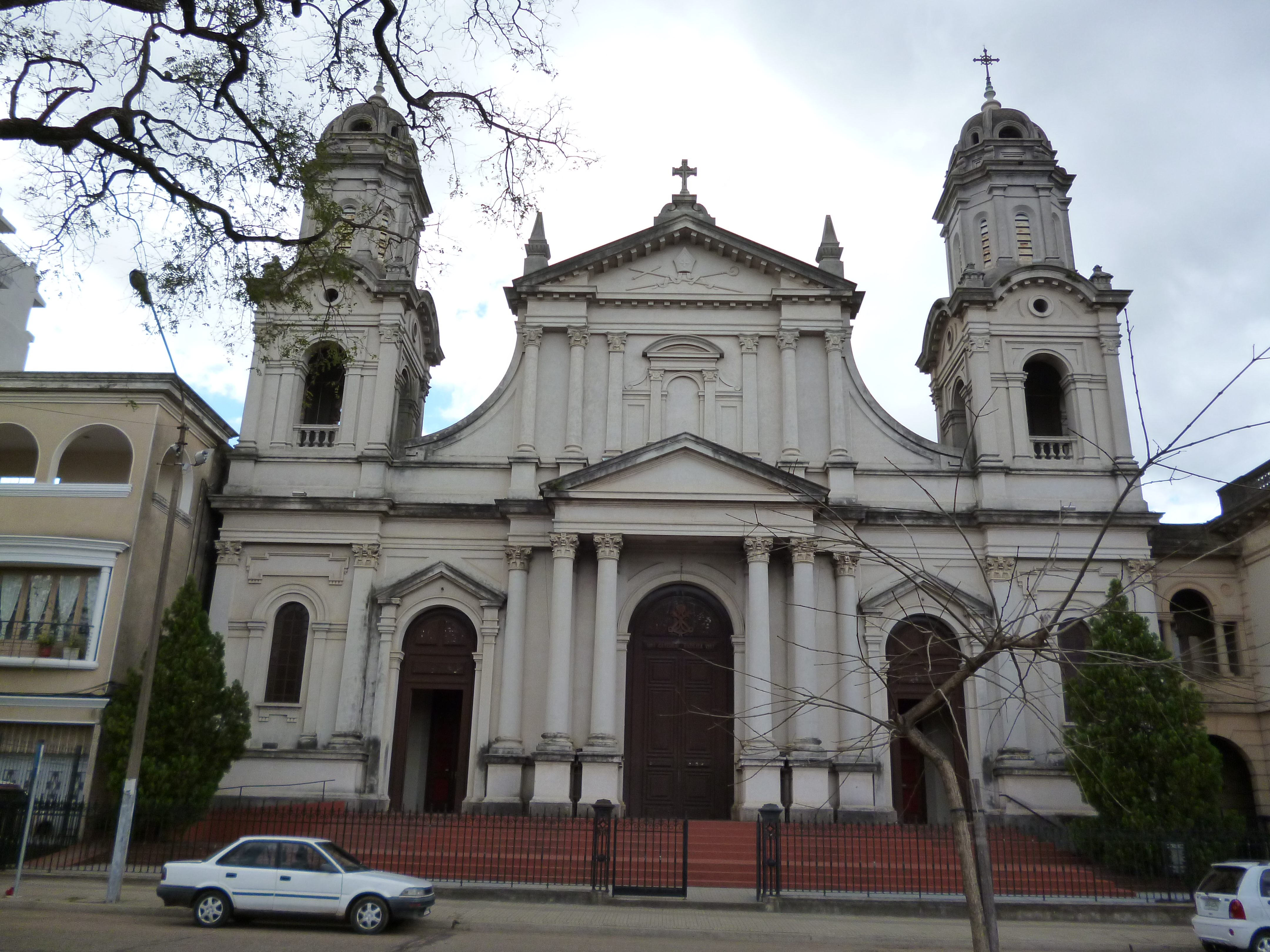
La cathédrale de Salto.

- Cathédrale Saint-Jean-Baptiste de Salto, face à la place Artigas
- Église paroissiale Notre-Dame du Mont Carmel, face à la place Treinta-y-Tres

### Patrimoine public

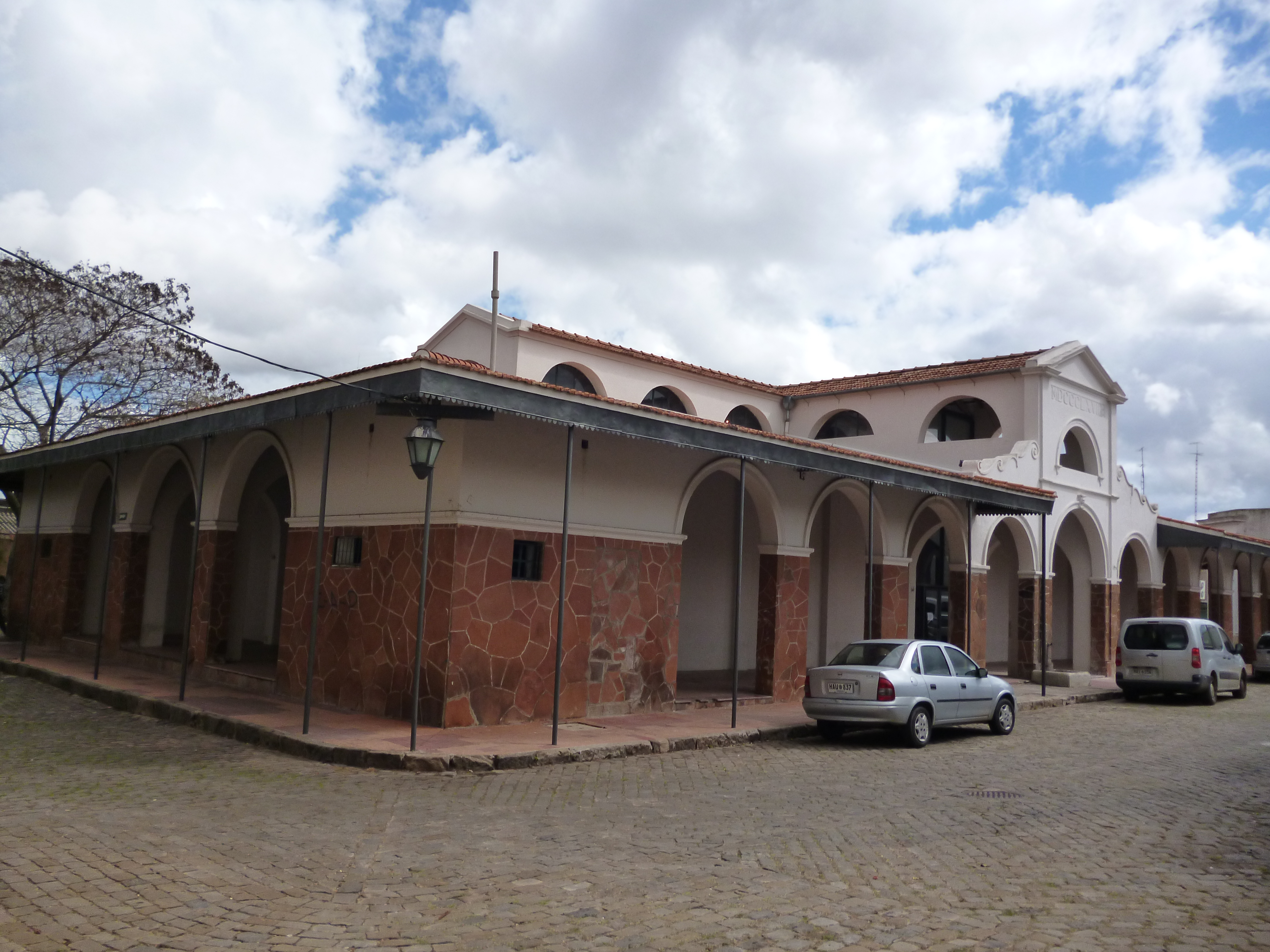
Le marché 18 de Julio est le plus ancien marché couvert de la ville.

- Le palais Córdoba - Intendance départementale de Salto[75].
- Le Palacio de Oficinas Públicas, appelé aussi Palacio Veltroni, abrite les services des Postes[76].
- Le marché du 18 juillet, premier marché couvert de Salto[77].
- Le marché central, occupé depuis 1980 par le musée de l'Homme et de la Technologie

### Le site portuaire
- L'esplanade et les remblas
- Les deux Grues portuaires
- L'ancienne douane du port

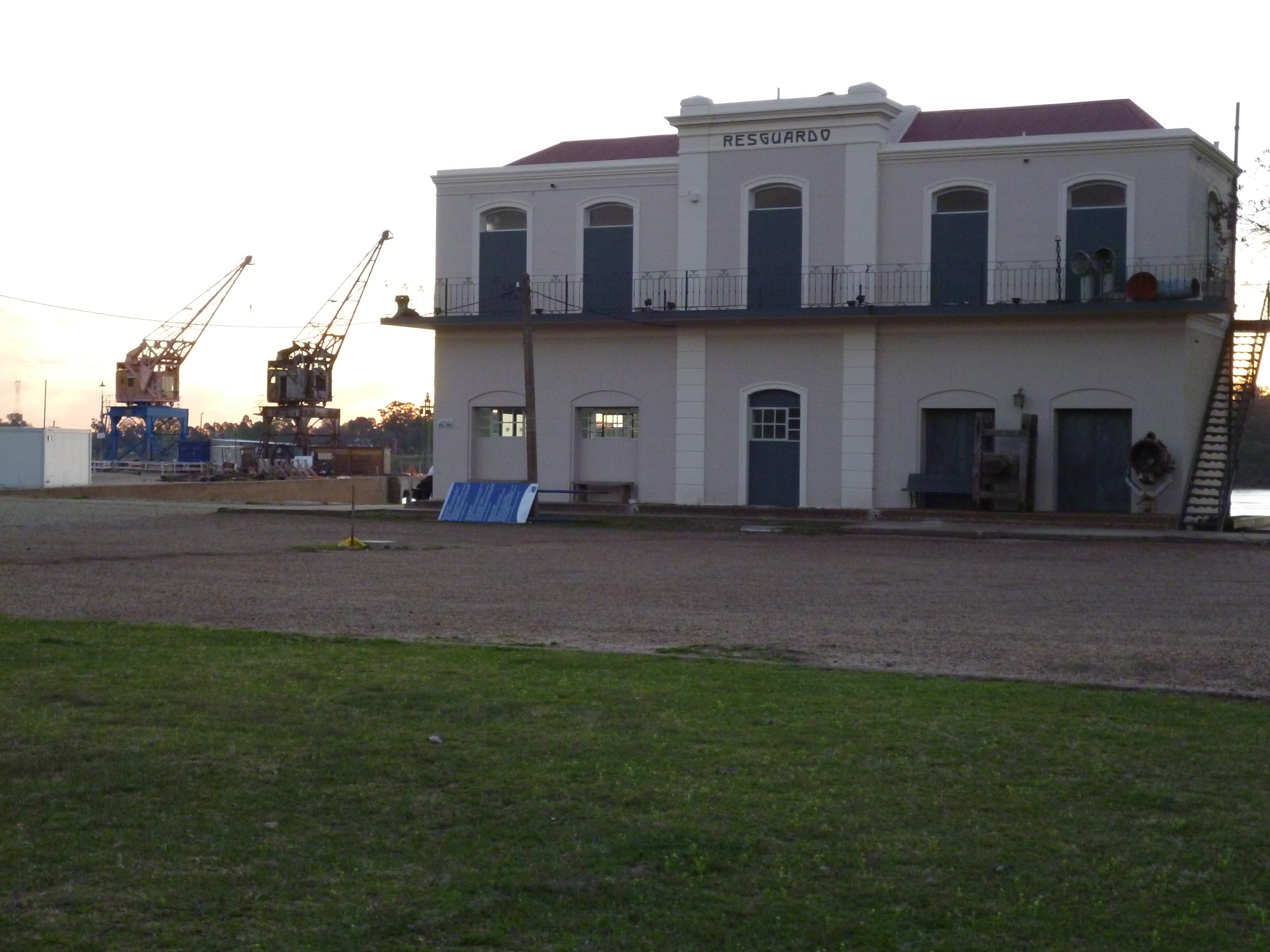
Le bâtiment de garde du port de Salto et les grues en arrière-plan.

- L'ancien bâtiment de garde ou capitainerie du port
- Le Paseo del Muelle Negro[25]
- L'embarcadère fluvial
- Playa Las Cavas

### Places et parcs
- Place Artigas.
- Place Treinte-y-Tres.
- Square Franklin-Delano Roosevelt.

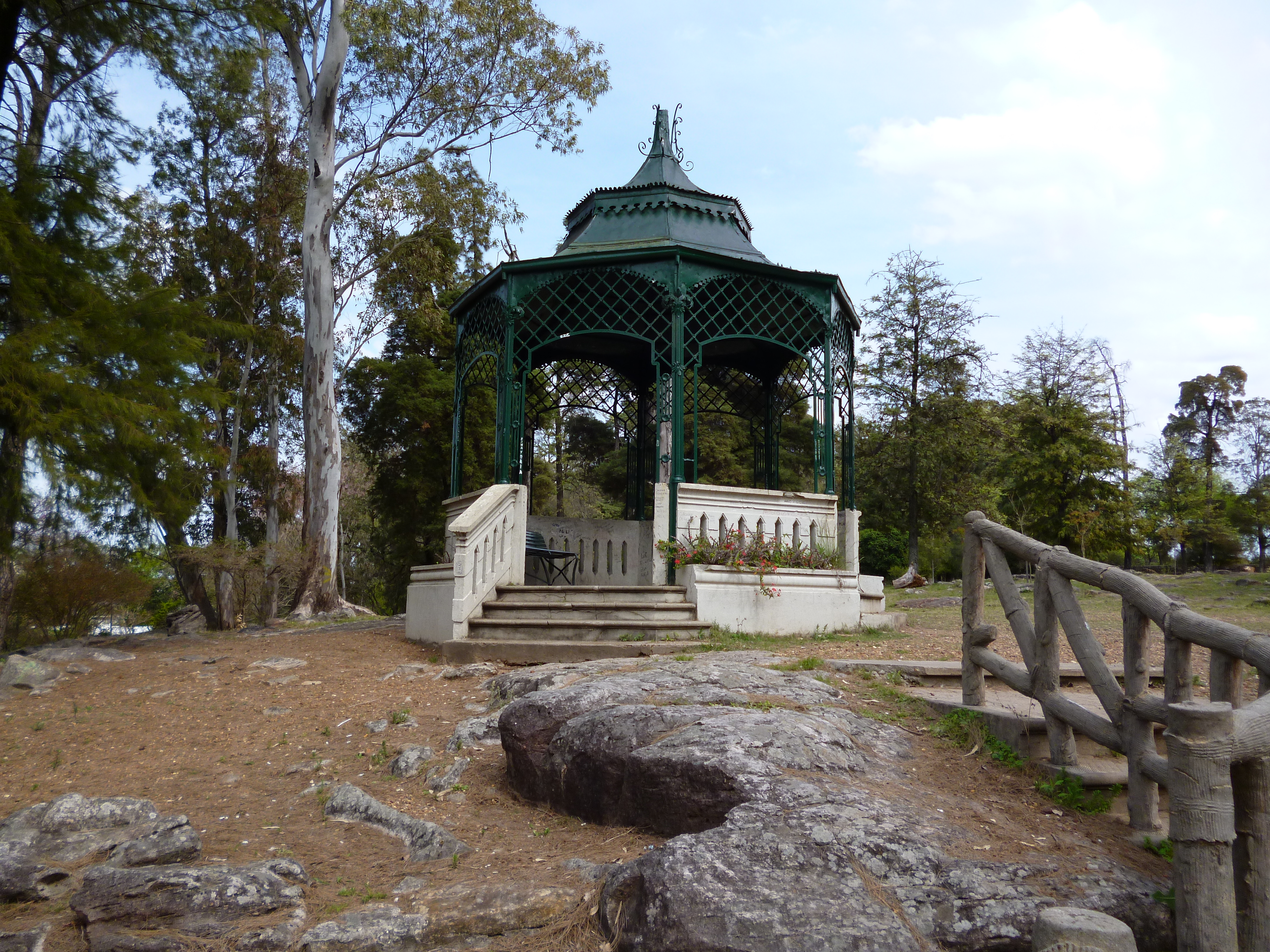
Le parc Benito Solari conçu dans le style Belle Époque est le plus grand parc de Salto.

- Place d'Italie, face au port nord de Salto.

- Parc Benito Solari.
- Parc Harriague.
- Parc Mattos Netto
- Parc du Lac (en espagnol : Parque del Lago).

### Théâtres
- Théâtre Larrañaga[33].

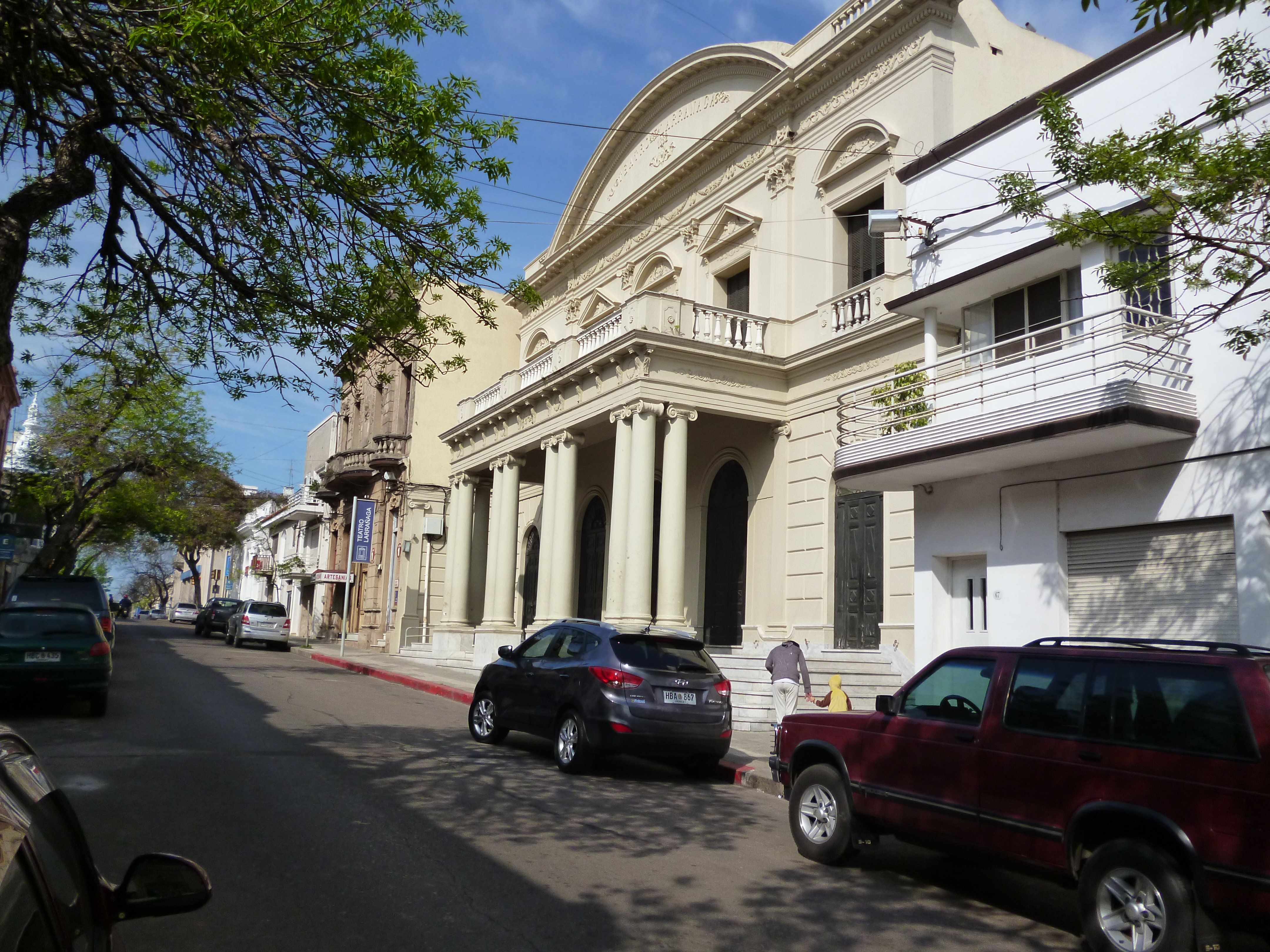
Vue latérale du Théâtre Larrañaga.

- Théâtre d'été « Víctor R. Lima » situé dans le parc Harriague
- Ateneo de Salto, ancien théâtre devenu musée et centre culturel depuis 1989[78].

### Musées
La ville recense près d'une dizaine de musées
- Museo del Hombre y la Tecnología.
- Musée Gallino des Beaux Arts.
- Musée du Théâtre Larrañaga.
- Musée d'Histoire Ateneo de Salto.
- Musée de la Maison Quiroga.

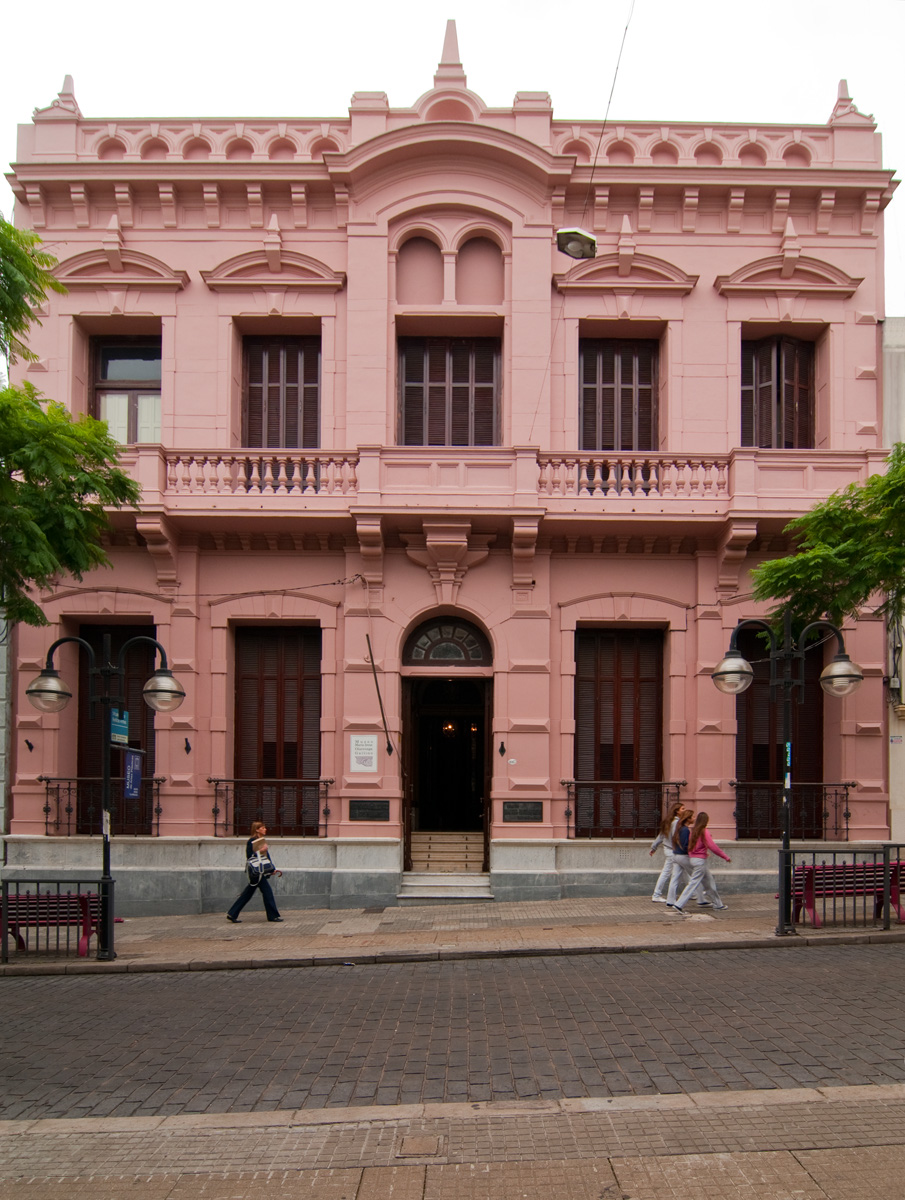
Le musée Gallino est le musée des Beaux Arts de Salto.

- Museo Las Nubes Casa de Enrique Amorim.
- Museo de Arqueología y Ciencias Naturales.
- Museo Escultórico Edmundo Pratti.
- Museo Gardel.
- Museo Histórico del Río Uruguay.

### Autres lieux d'intérêt ou de loisirs urbains
- Barrage de Salto Grande.
- Parc Zoologique Municipal situé dans le Parc Harriague.
- Casino[80]
- Bowling six pistes
- Cinémas multiplex
- Hippodrome de Salto[81].

### Les Thermes

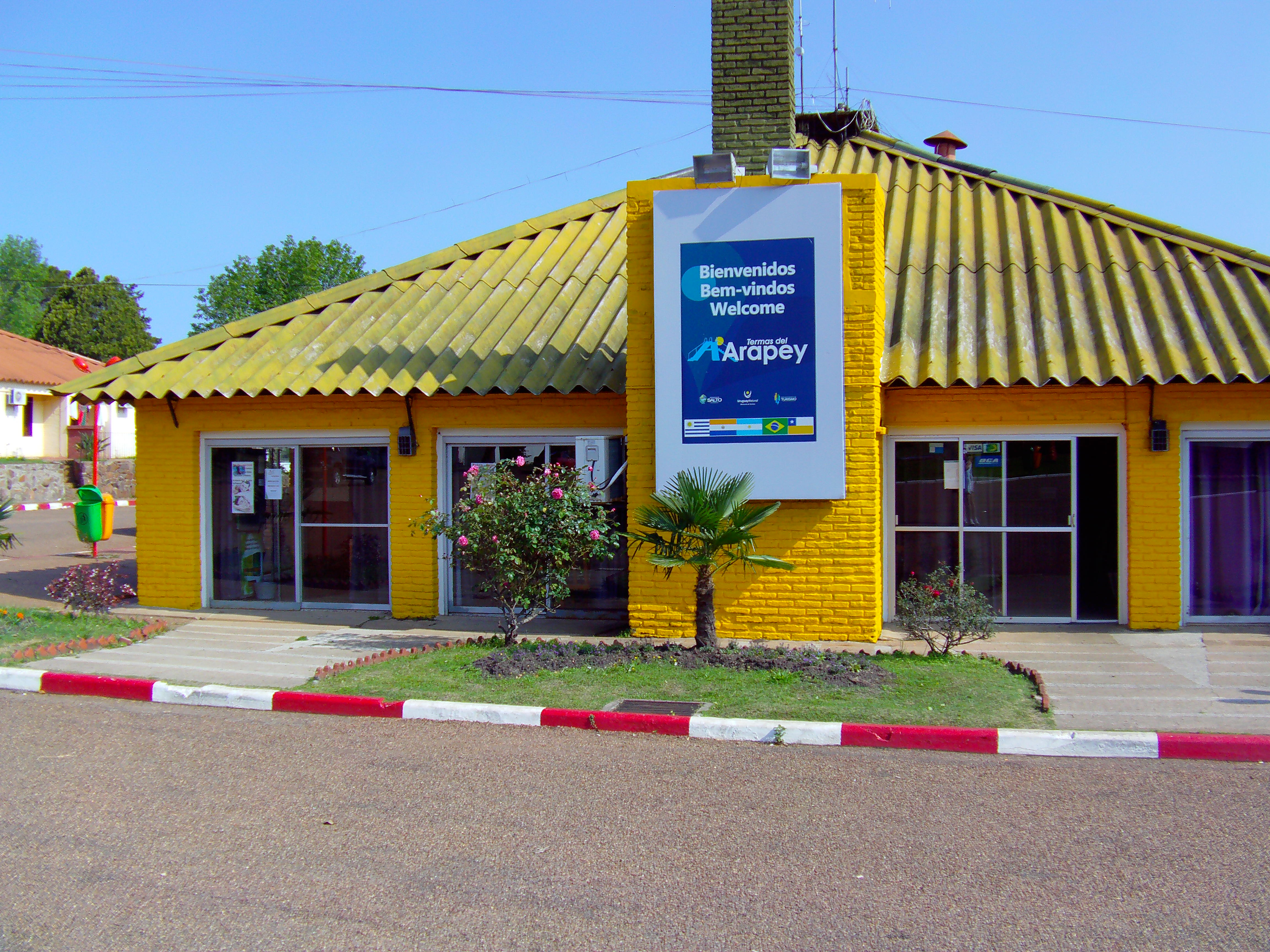
Termas del Arapey dans les thermes de Salto Grande.

Bien qu'étant situées à l'extérieur de la ville, les thermes font partie du tourisme de Salto dont la ville tire profit grâce également à son parc hôtelier riche d'environ 10 000 chambres.
Sur l'Arapey se trouve le site touristique des termes del Arapey. Proche du río Daymán, à quelques kilomètres au sud de la ville de Salto, se trouvent les thermes del Daymán.
L'offre thermale qui se caractérise par ses nombreux parcs climatiques publics et privés attire plus des centaines de milliers de touristes chaque année. Le Parc Aquatique Acuamanía, situé en Daymán, est le premier parc aquatique thermal en Amérique du Sud et le Parque acuático Horacio Quiroga comprend la totalité des fontaines d'eau chaude des thermes de Salto Grande.

## Services urbains

### Transports urbains

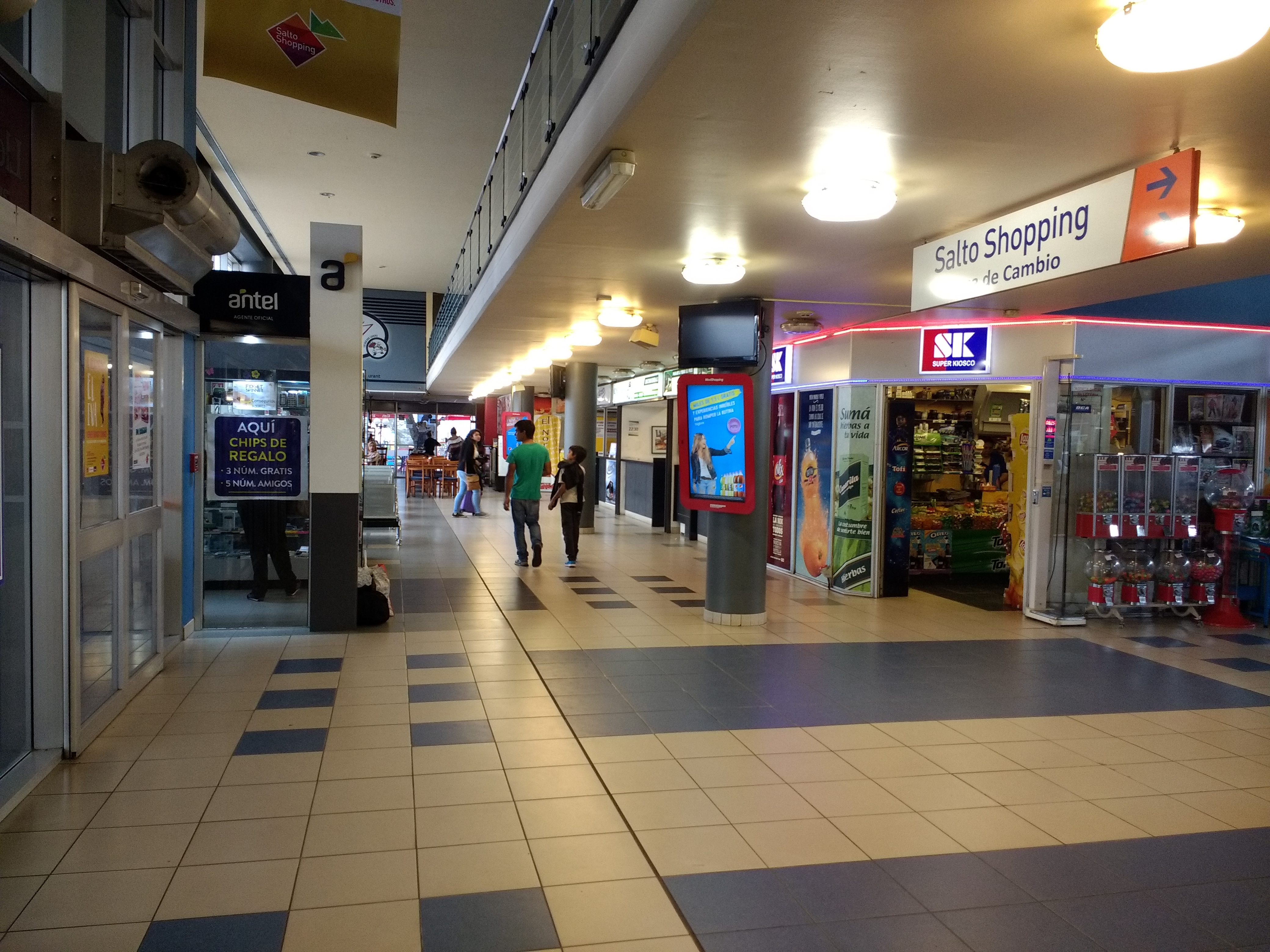
Vue intérieure du Terminal des autobus à Salto.

La ville de Salto possède un terminal moderne d'autobus, inauguré en 2001, et qui est situé à côté du grand centre commercial Salto Shopping.
Depuis ce terminal, les autobus desservent différentes villes du pays dont la capitale par un service de lignes régulières.
De plus, depuis ce terminal, 13 lignes urbaines desservent les différents quartiers de la ville (en espagnol : barrios de la ciudad). Ce réseau urbain est directement géré par l'intendance de Salto depuis les années 1960. Les lignes urbaines sont les suivantes:
- Ligne 1 : Parque / Nacional o Apolon/ Nacional
- Ligne 2 : Ceibal-Salto Nuevo par Shopping Center.
- Ligne 3 : Ceibal Sur-Centro Centro-Ceibal Sur.
- Ligne 4 : Termas Dayman- Puerto
- Ligne 5 : Ceibal Cien Manzanas Salto Nuevo- Centro
- Ligne 6 : Cerro Brum Parque Shopping Centro
- Ligne 7 : B:Uruguay Directo ou B: Williams/ Saladero
- Ligne 8 : Hipódromo - Puerto
- Ligne 9 : Barrio Horacio Quiroga Hospital-Centro.
- Ligne 11 : Reyles- Centro
- Ligne 12 : B: Dos Naciones- Cementerio Central
- Ligne 14 : B: Calafi- Centro
- Ligne : Arenitas Blancas/ Plaza Artigas

### Santé
Le système de santé public dans la cité de Salto est principalement représenté par l'hôpital régional de Salto, qui dispose de 258 lits et de 30 lits en soins intensifs.
Au niveau privé, la Sociedad Médico Quirúrgica de Salto et le Centro de Asistencia Médica (CAM) offrent des services de soins médicaux et paramédicaux dans différents sanatoriums de la ville : Sanatorio Salto, Sanatorio Panamericano et Sanatorio Uruguay.

### Enseignement

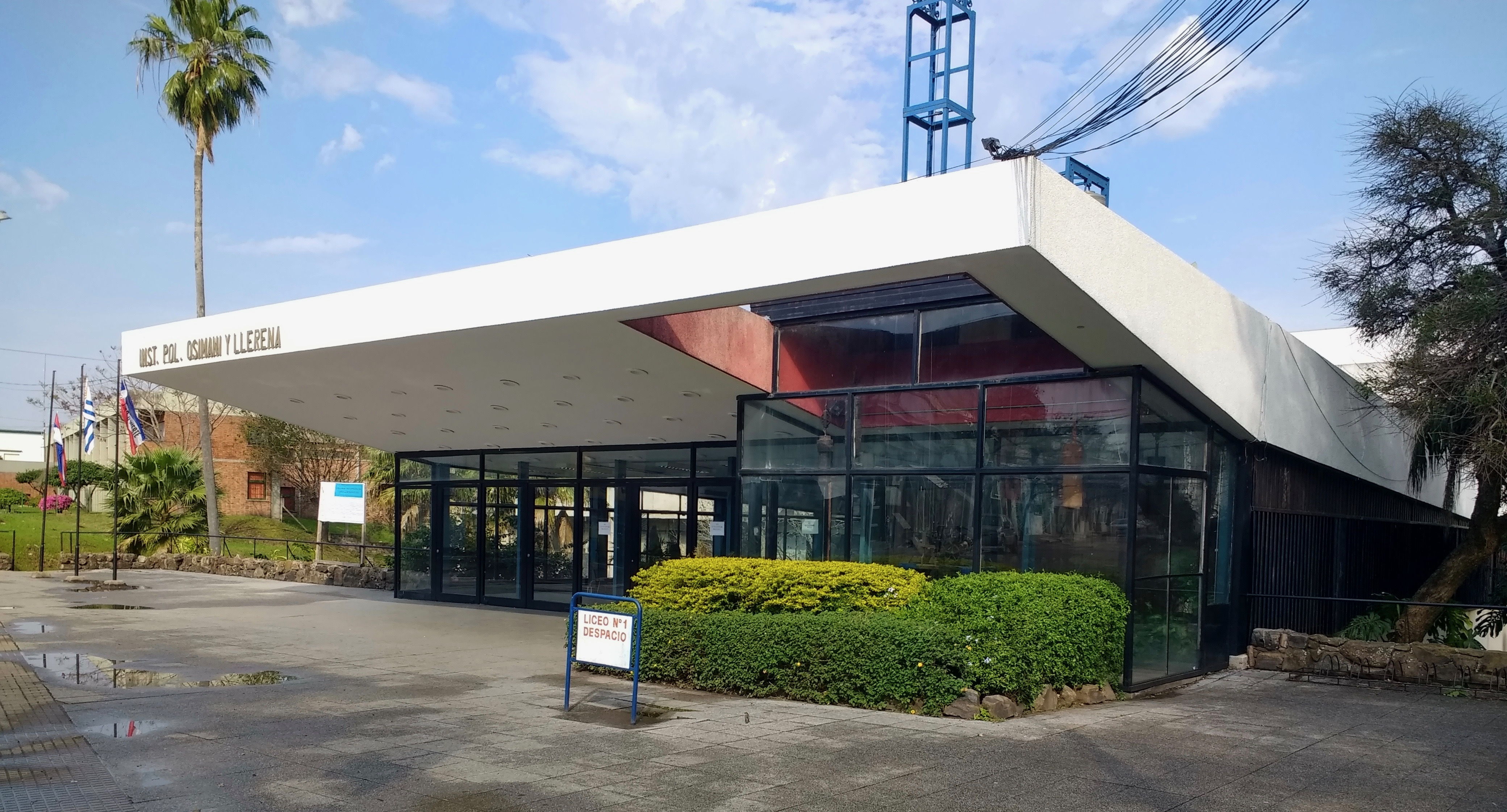
Lycée N.º 1

Sur le plan de l'enseignement public, la ville compte sept lycées publics, dépendant du Conseil de l'éducation secondaire (en espagnol : Consejo de Educación Secundaria), qui concernent les différents niveaux d'enseignement, et qui sont répartis dans les différents quartiers de la ville, ce sont les lycées suivants :
- Lycée no 1 Départemental Institut Politechnique Osimani y Llerena: fondé en 1873, il a commencé à fonctionner sous la direction du Presbytère espagnol Emilio Pérez. Il se trouve dans le Centre de la ville (Barrio Centro).
- Lycée no 2 Dr Antonio Grompone: fondé en 1963, c'est le deuxième Lycée de la ville, il est situé dans le barrio Cerro.
- Lycée no 3 José Pereira Rodríguez:également fondé en 1963, il se trouve dans la Zona Este de la ville.
- Lycée no 4 Horacio Quiroga: situé dans le barrio Salto Nuevo, il est fondé en 1974.
- Lycée no 5 Arq. Armando I. Barbieri: fondé en 1990, il est situé dans le barrio Centro de Salto.
- Lycée no 6 : fondé en 1994, situé dans le barrio Ceibal.
- Lycée no 7 : il est considéré comme un lycée communautaire, situé dans le barrio Artigas et a commencé à fonctionner en juin 2006.

### Services administratifs

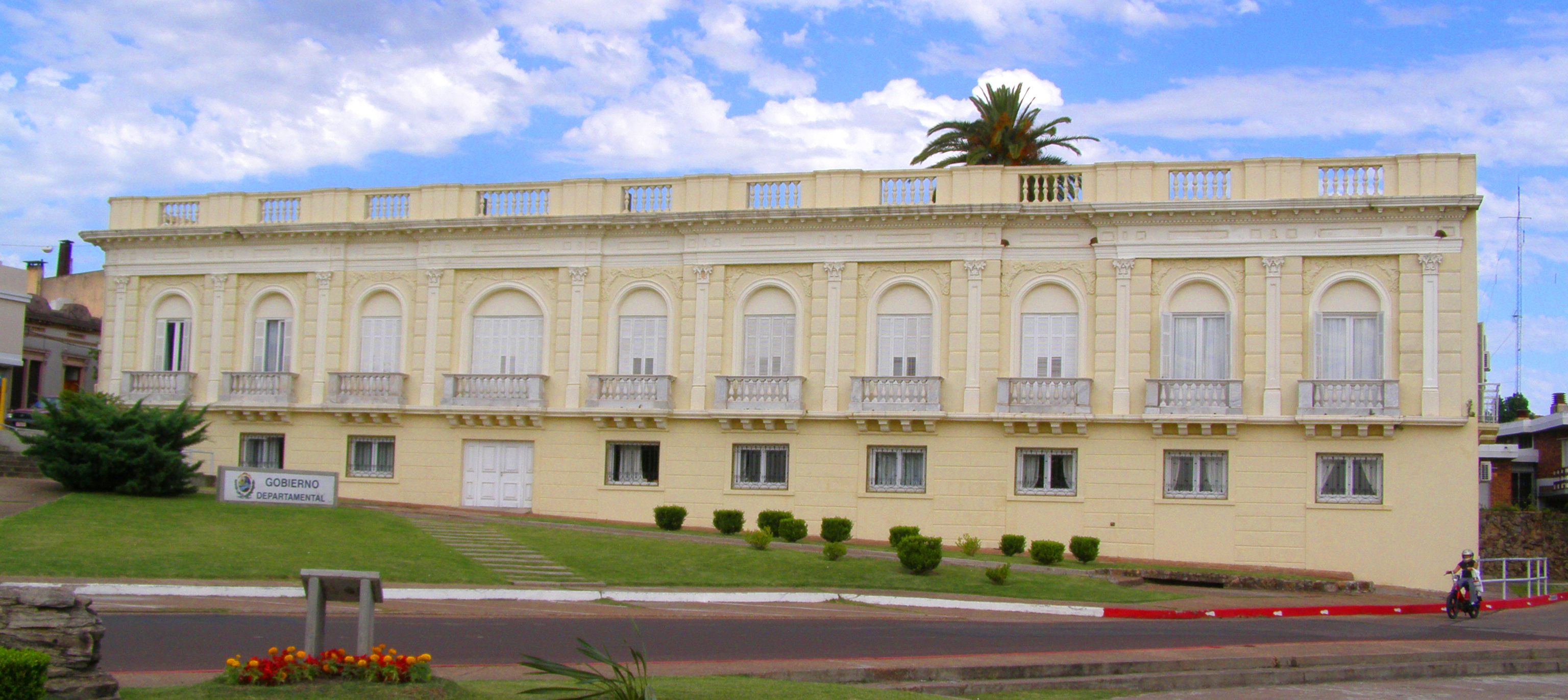
Le siège départemental de Salto.

Par sa fonction de capitale départementale, Salto regroupe un grand nombre de services administratifs dans une douzaine de services très divers.
Ils concernent notamment les domaines de la gouvernance et de la gestion départementale (Intendance départementale), des services juridiques (Palais de Justice) et de sécurité (préfecture de police), des services urbanistiques (aménagement et projets urbains) et des services d'entretien et de gestion de l'espace urbain (espaces verts, assainissement, distribution des eaux, voirie publique) ainsi que les services culturels et l'animation et les loisirs urbains (Bibliothèque, musées, école de musique, orchestre municipal). La ville gère aussi les services d'accueil pour les adultes, les étudiants et les informations touristiques.

## Sport
- Le Salto FC est un club de football participant au championnat d'Uruguay de football de deuxième division.
- Les attaquants uruguayens Edinson Cavani et Luis Suarez sont nés à Salto en 1987.

## Relations internationales

### Jumelages
La ville de Salto est jumelée avec :
- Salto (Argentine)[88]
- Goya (Argentine)
- Penafiel (Portugal)
- Putla Villa de Guerrero (Mexique)
- Palenque (Mexique)

## Personnalités
- Pascual Harriague, vigneron français, a introduit la vigne à Salto en 1860 y promouvant le vin Tannat ; il est né en 1819 et décédé en 1894.
- L'écrivain Horacio Quiroga est né à Salto le 31 décembre 1878.
- L'écrivain Enrique Amorim est né à Salto en 1900.
- Le footballeur José Leandro Andrade est né à Salto le 20 novembre 1901.
- Le musicien Jaurés Lamarque Pons est né à Salto le 6 mai 1917.
- Le juriste et homme politique Rafael Addiego Bruno y est né le 23 février 1923 et décédé le 20 février 2014.
- Rubén Enrique Romano, écrivain et peintre, est né le 18 août 1925 à Salto.
- Le footballeur Pedro Rocha est né à Salto le 3 décembre 1942.
- L'avocat et homme politique, en charge de l'intendance départementale, Andrés Lima est né à Salto le 31 octobre 1973.
- Le footballeur Luis Suárez est né à Salto le 24 janvier 1987.
- Le footballeur Edinson Cavani est né à Salto le 14 février 1987.
- Le footballeur Mauro Méndez est né à Salto le 17 janvier 1999.

## Galerie
- Places et parcs à Salto

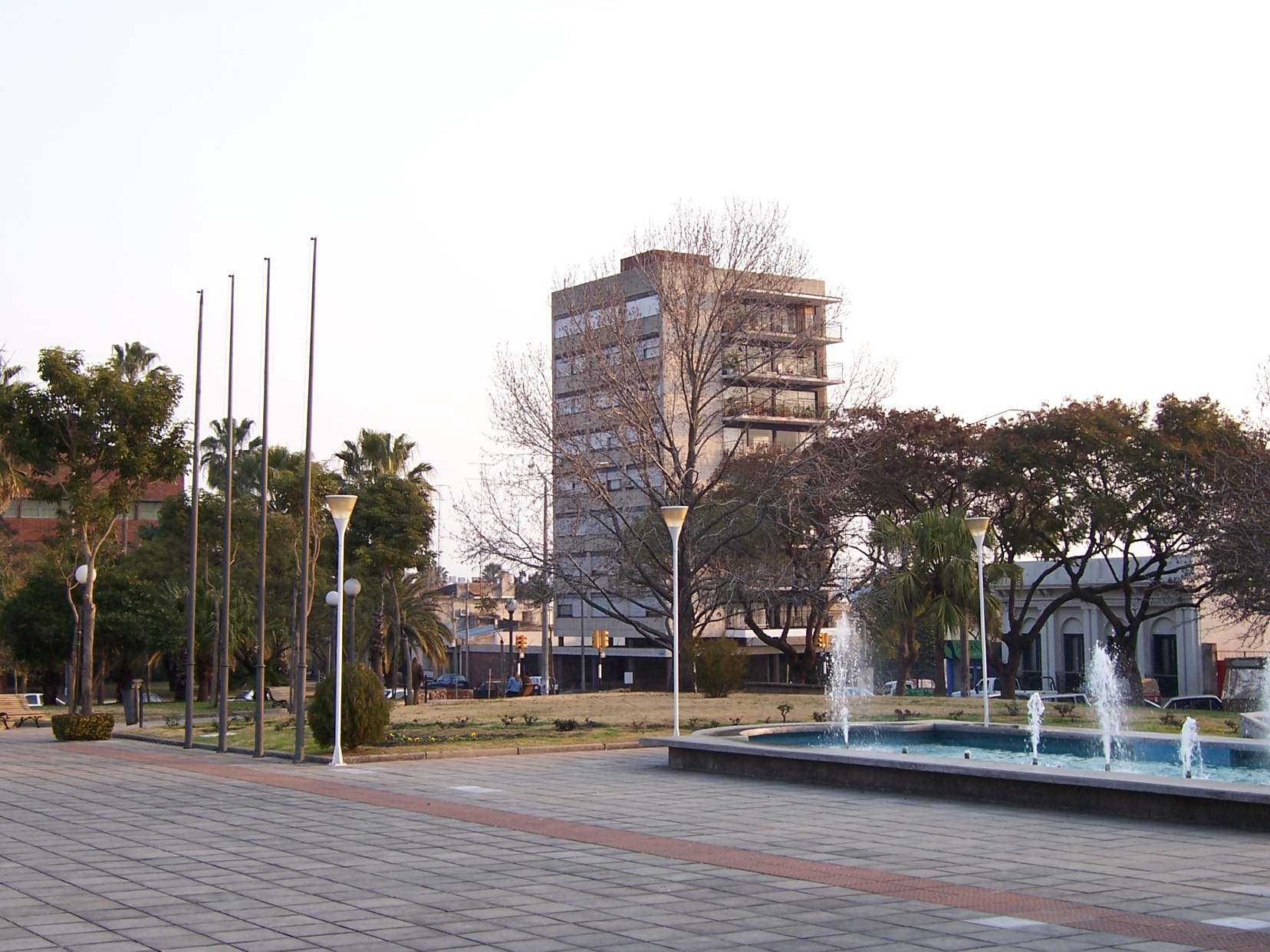
Vue sur le parc Treinta-y-Tres.
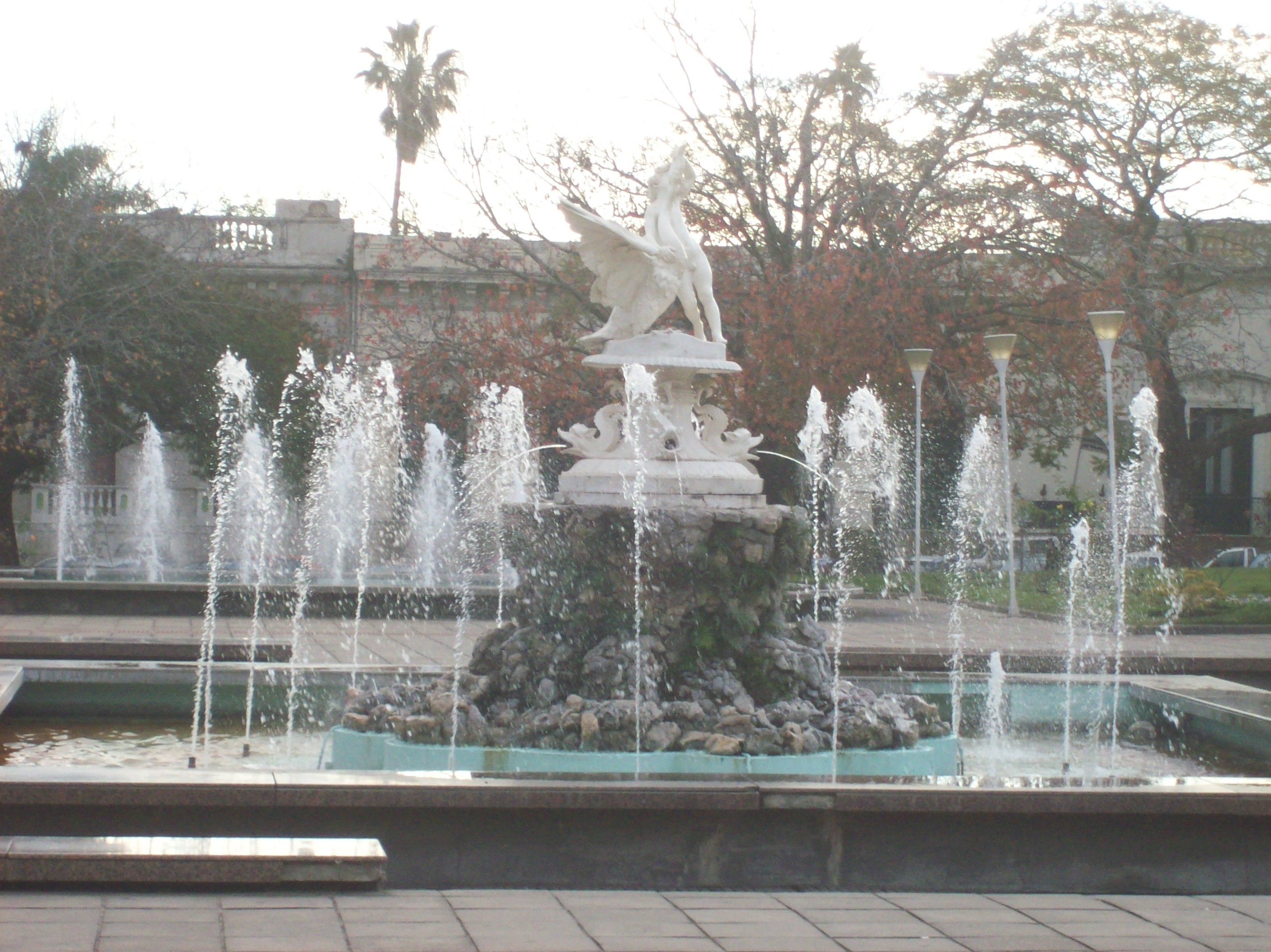
La Plaza 33 fut la première place de la ville de Salto.
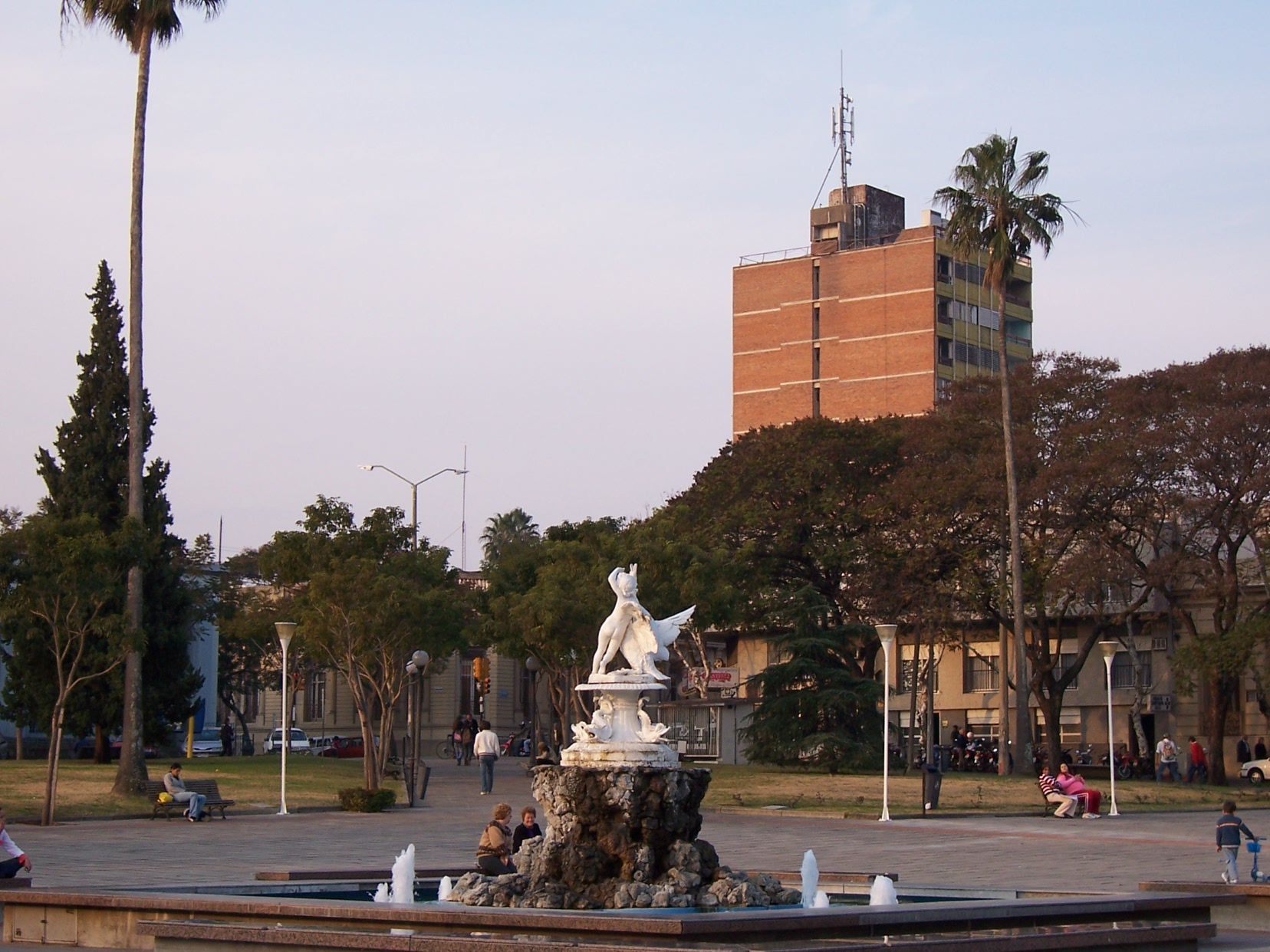
La fontaine centrale de la place Treinta-y-Tres.
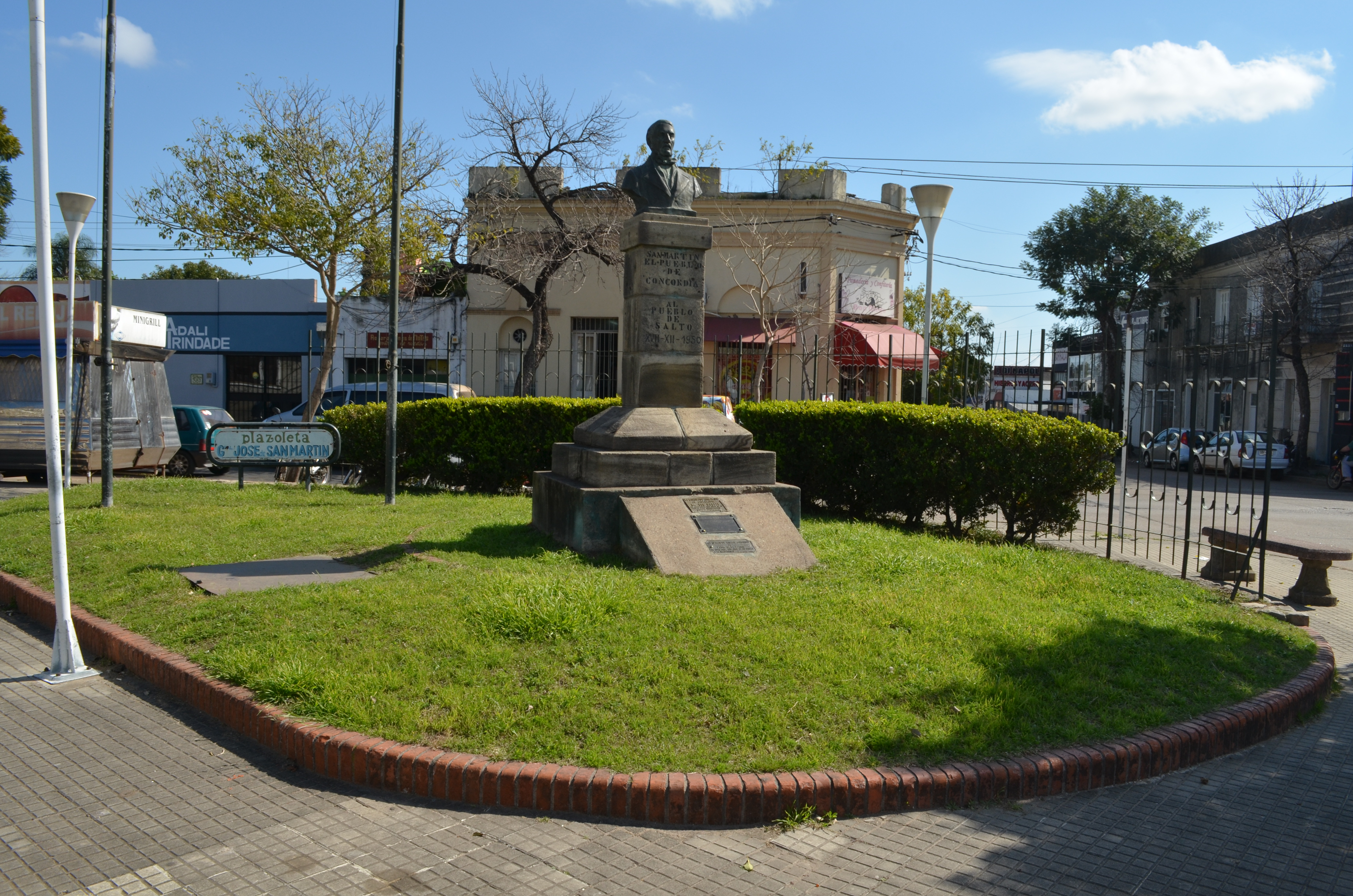
La placette General San Martín à Salto.

- Salto de nuit

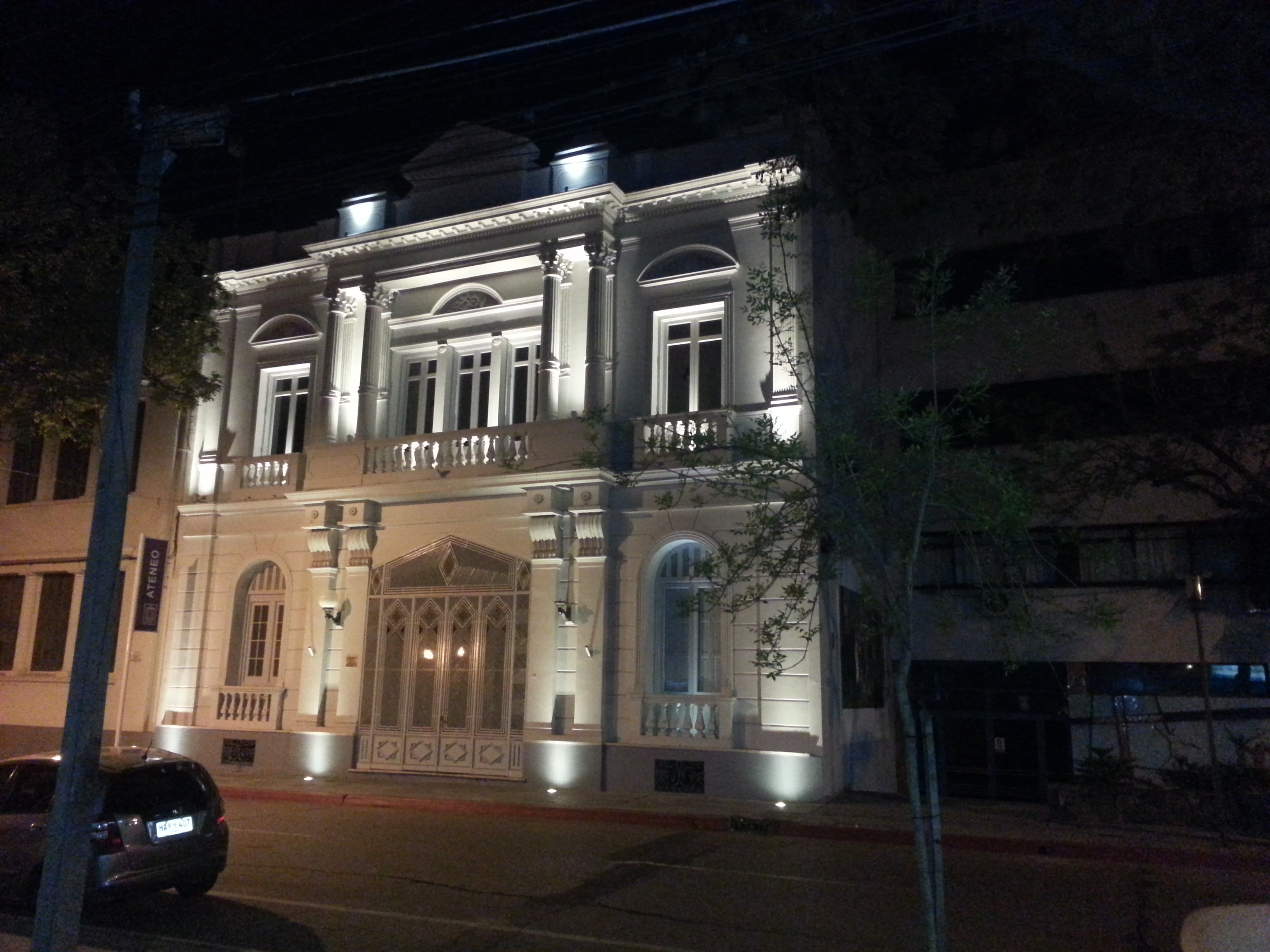
Façade du Théâtre de l'Atenao en nocturne.
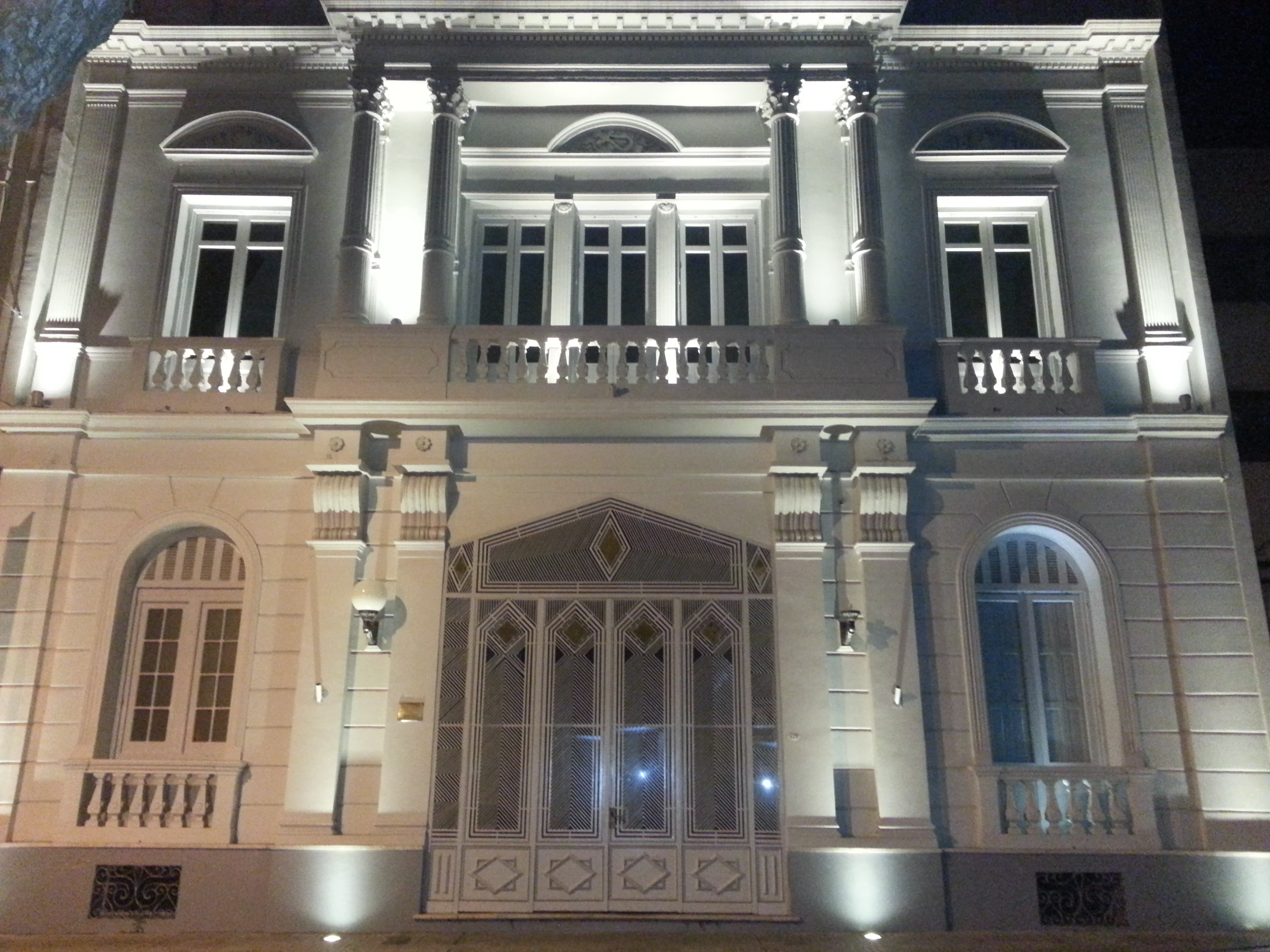
Le Théâtre de l'Atenao, la nuit.
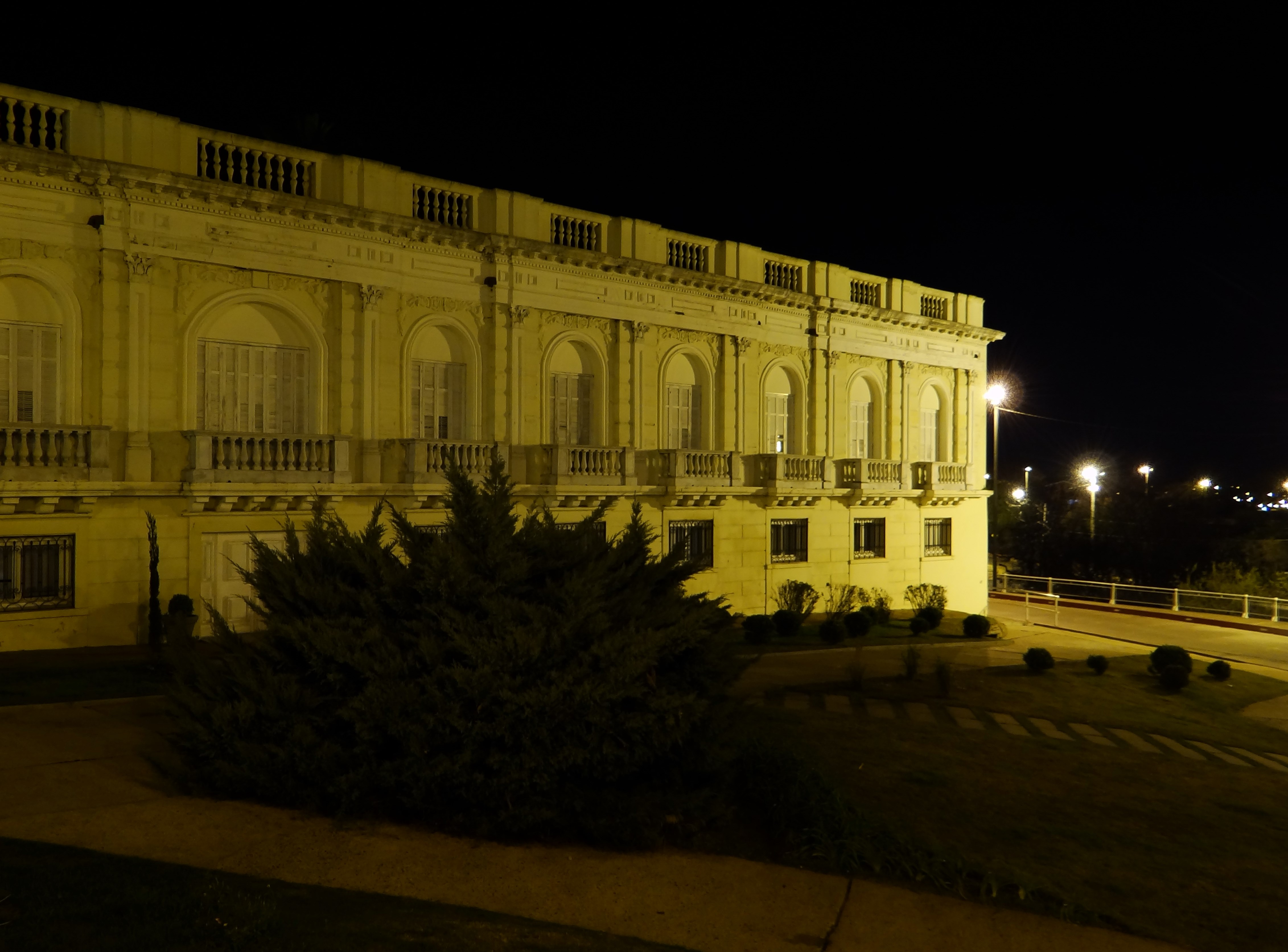
L'intendance Départamentale de Salto, la nuit.
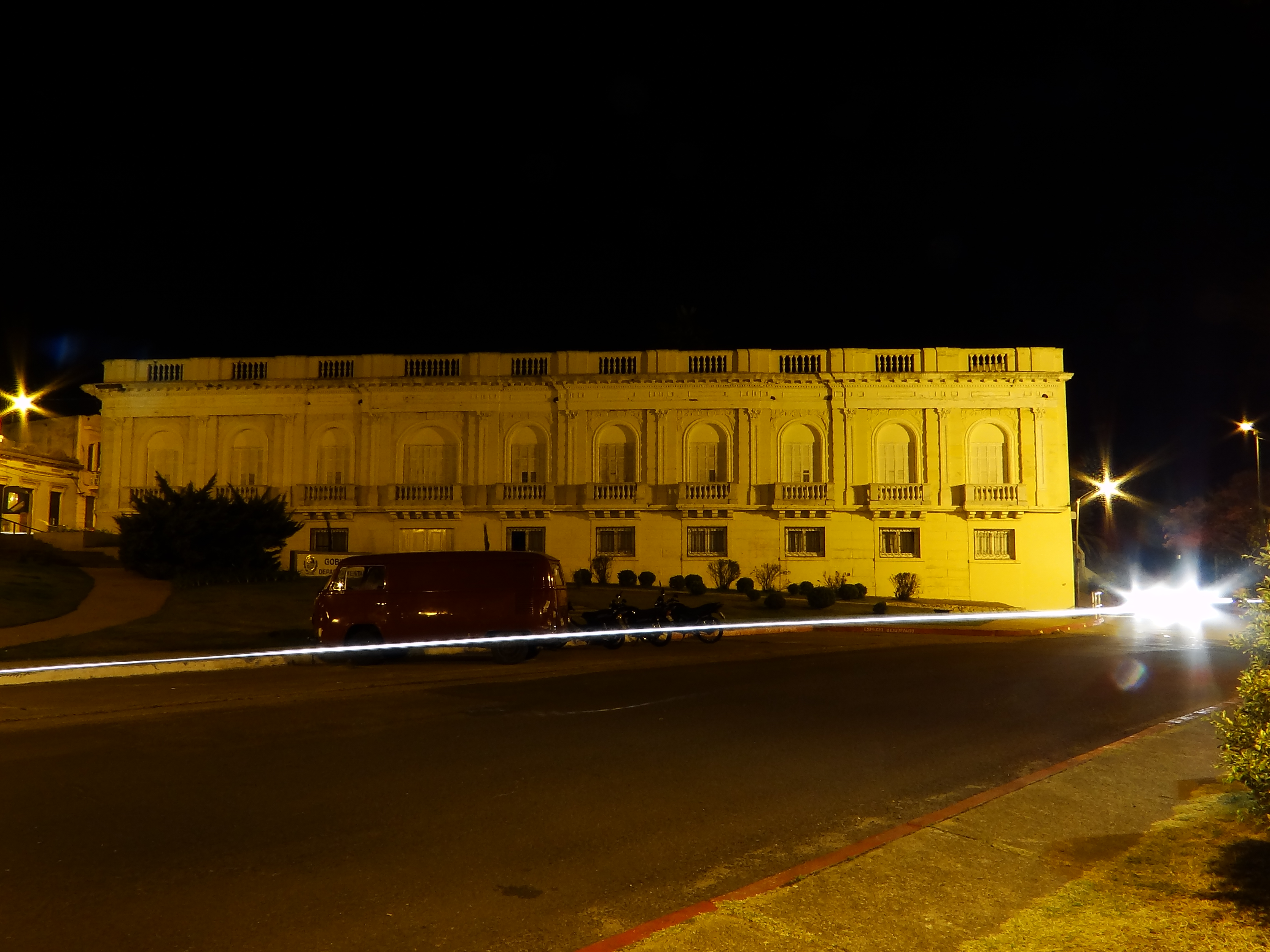
L'intendance Départamentale vue de face, la nuit.
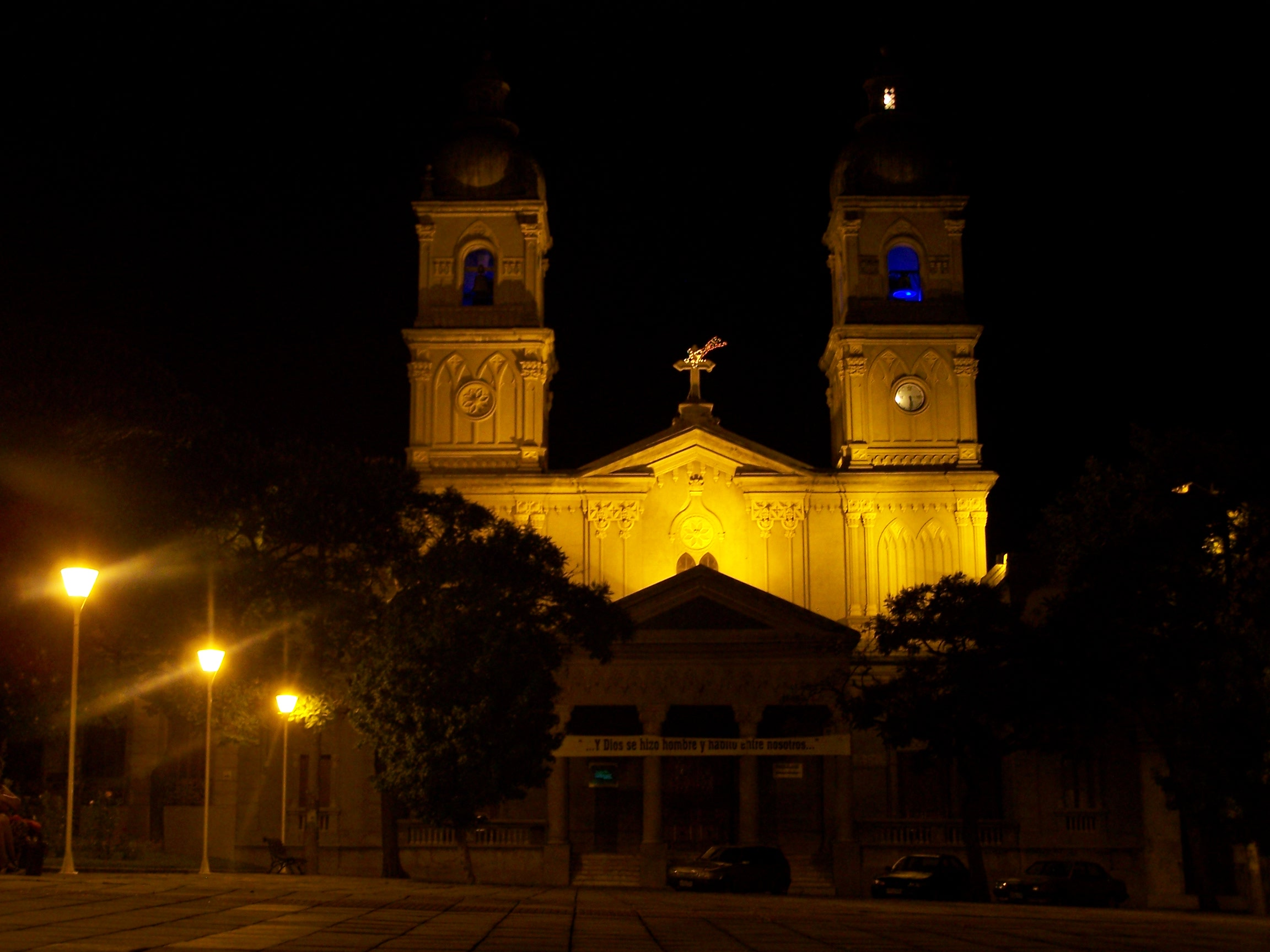
L'église N-D del Carmen sur la place Treinta-y-Tres, illuminée la nuit.
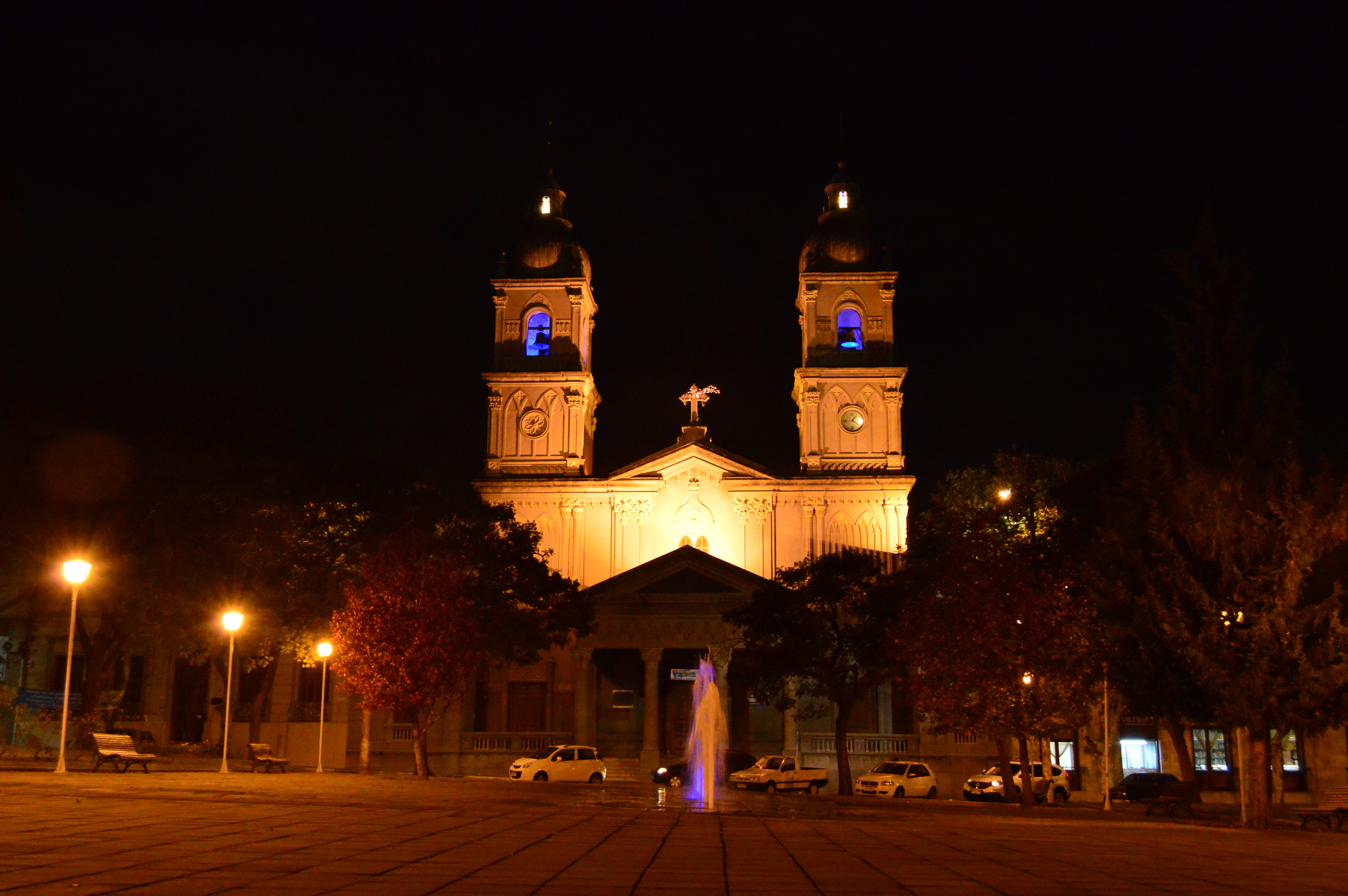
L'église N-D del Carmen et une partie de la place Treinta-y-Tres la nuit.
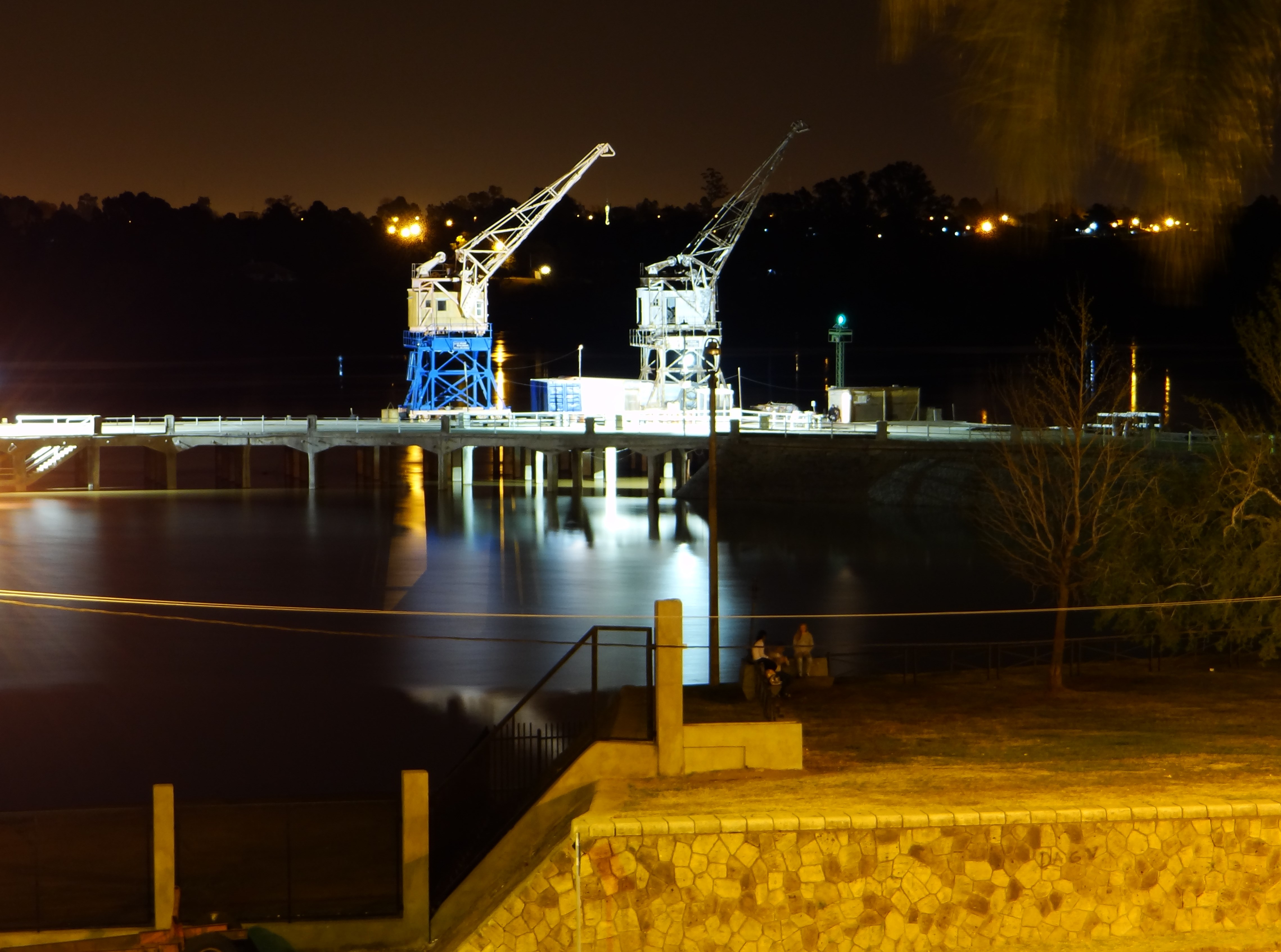
Le site portuaire de Salto, la nuit.